# 営団05系電車
営団05系電車（えいだん05けいでんしゃ）は、1988年に登場した帝都高速度交通営団（営団）の通勤形電車である。2004年（平成16年）4月の営団民営化に伴い、東京地下鉄（東京メトロ）に継承された。
本項では、インドネシアのPT Kereta Commuter Indonesia（PT KCI）に譲渡された車両についても述べる。

## 概要
1988年（昭和63年）に東西線の輸送力増強及び5000系を置き換えるために登場し、幾度の仕様変更を経ながら2004年（平成16年）度までに10両編成43本（430両）が製造された。
05系の車両数は1994年（平成6年）を以て5000系を上回った。当初、東西線の車両冷房化は全て05系の新製で対応する予定であったが、同線は車両数が多く更新完了までの期間が長くなることが予想された。このため、5000系に対しても冷房化改造をはじめとした延命工事を行い、最終的に同系列の置き換えは2007年（平成19年）までとなり、それまでの銀座・丸ノ内・日比谷各線に比べ19年という長期間を要した。
また、計画では2005年（平成17年）度に最終編成として10両編成4本（40両）を新製し、最後まで残存する5000系をすべて置き換える計画であったが、有楽町線・副都心線用の新型車両10000系の投入による計画の変更で07系が転入することとなり、05系の増備は中止された。また、東西線の混雑緩和・遅延防止を目的として2010年度から2011年度にかけて導入されたワイドドア車体の新型車両も当初は本系列の第14次車として計画されていたが、10000系の仕様を取り入れたことによる仕様の変更で新系列となる15000系として製造された。
1989年（平成元年）12月20日、鉄道友の会の1989年グローリア賞を受賞した。これは本系列および01系・02系・03系の各新系列車両に対しての賞である。
16年間にわたって製造されており、また途中での仕様の変更も多い。先頭車の前面形状も7次車までと8次車以降で大きく異なっていることから、以下では7次車までの05系と8次車以降の（通称）05N系に分けて解説する。

## 形態分類

### 05系
同時期に計画が進められていた日比谷線用の03系と基本設計は共通としている。当初は本系列が先に登場予定だったが、日比谷線の輸送力増強が優先され、03系が先行登場することとなった。
東西線は当時の営団では唯一快速列車の運転を実施している路線であることから、「スピード感」を強調したデザインを採用した。前面は傾斜をつけて流線型に近くし、フロントガラスは横曲線をとった曲面ガラスを使用している。同時期の「0x系列」同様に前照灯・尾灯はコンビネーション化して下のラインカラー部に収めた。
車体はアルミニウム製で、「0x系列」では初めて長さ20 m・片側4扉の車体を持つ。ラインカラーであるスカイブルーの帯をメインに、アクセントとしてホワイトとダークブルーの帯を配している。
座席は脚台（蹴込み）支持方式で、1人分の掛け幅は5次車まで440 mmである。座席の袖仕切りの形状は、千代田線用の6000系以来の流れを汲む網棚の高さまでつながっている形状のもので、第24編成まではほぼ同じ形状である。
車内にはサービス機器として各扉上にLED式車内案内表示器・ドアチャイムを設置している。運転台の主幹制御器は縦軸回転式のツーハンドルで、ブレーキ設定器は電気指令式で、ノッチが刻んである。
以下の開設は落成当時の仕様を説明し、B修工事については後述する。

#### 第01 - 14編成 （1 - 4次車）
主回路には同時期に製造が開始された03系と同様、素子にGTOサイリスタを使用した高周波分巻チョッパ制御（4象限チョッパ制御）車で登場した。この制御装置はMT比1：1で起動加速度3.3 km/h/sを確保するために「高粘着制御」と「加速度一定制御」を導入し、車両性能の向上を図ったものである。台車はSUミンデン式ボルスタレス台車を使用している。
編成中の電動車(M)と付随車(T)の構成は（MT比）5M5Tで、主電動機出力160 kW/台、チョッパ制御車の歯車比は5.73。制御方式はパンタグラフを2基搭載する05-200形と05-800形は1C8M制御、1基搭載する05-500形は1C4M制御方式である。
- 東京地下鉄では左右側面の呼称方法として、中野駅から西船橋駅方面に向かう列車を基準として右側面を「1側」、左側面を「2側」と称する。

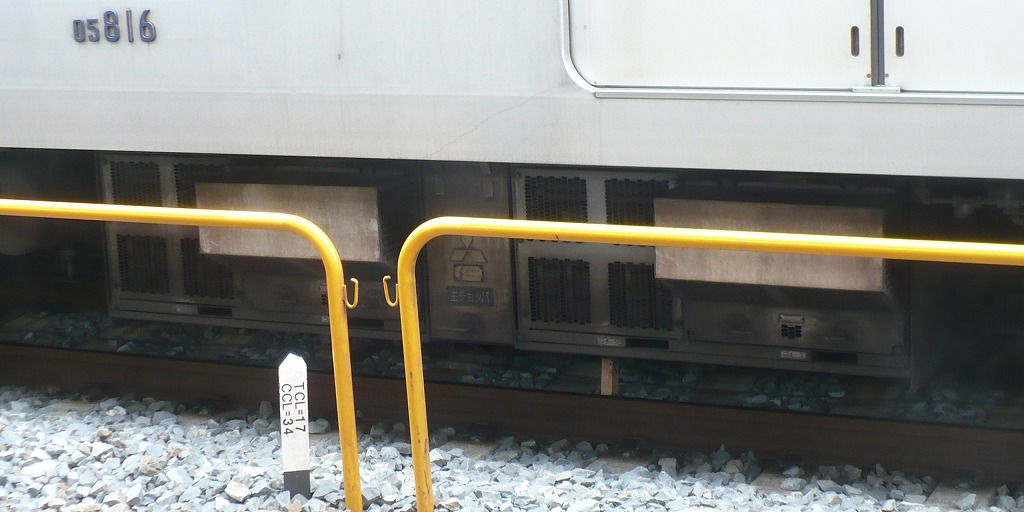
高周波分巻チョッパ装置（2側の主チョッパ装置）
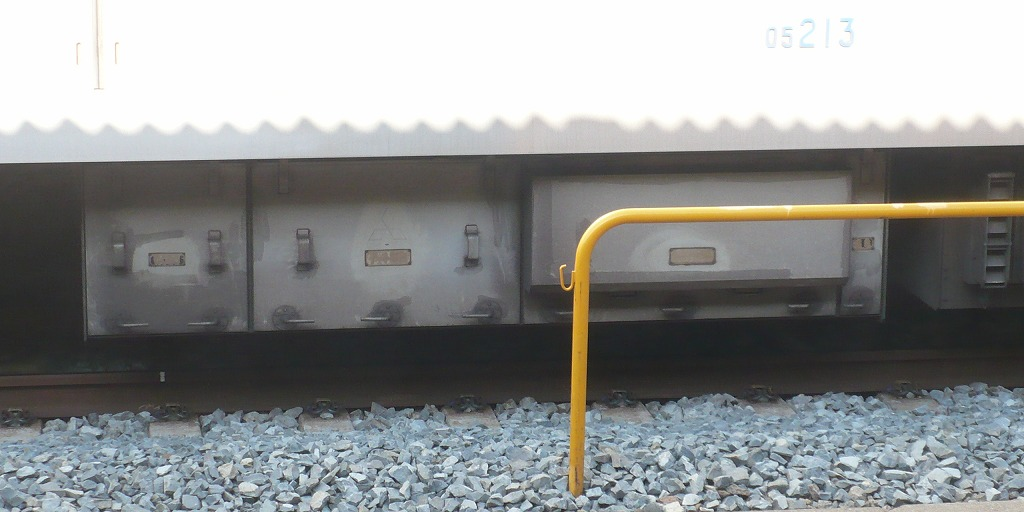
高周波分巻チョッパ装置（1側の界磁チョッパ装置とゲート制御部）

冷房装置はインバータによる容量可変式の能力48.84 kW（42,000 kcal/h）、装置キセ（カバー）は角型となっている。補助電源装置は170 kW出力のDC-DCコンバータ（DDC）を採用した。このタイプの電源装置は後の9次車まで使用されている。
座席は20 m車体で一般的な3-7-7-7-3人掛けになっており側窓は中間車の場合W-d-B-d-B-d-B-d-W（便宜上、dは側扉、Bは2連窓、Wは1枚窓を表している）であるが、同じ座席割りを持つ第34編成以降とは窓割の寸法が若干異なっている。

##### 1次車
1988年度製造の第01 - 03編成が該当する。現存車は第1・3編成（いずれも千代田線に転用）。
このグループの投入により、東西線に暫定配置されていた8000系の8112 - 8114Fが、半蔵門線に転属した。
- 第04 - 24編成と比べるとごくわずかながら前面窓の上部高さが低い。
- 第03編成だけは日立製作所製チョッパ装置を同系列チョッパ制御車の中で唯一採用していた（他車はすべて三菱電機製である）が、どちらも音はほぼ同じである。

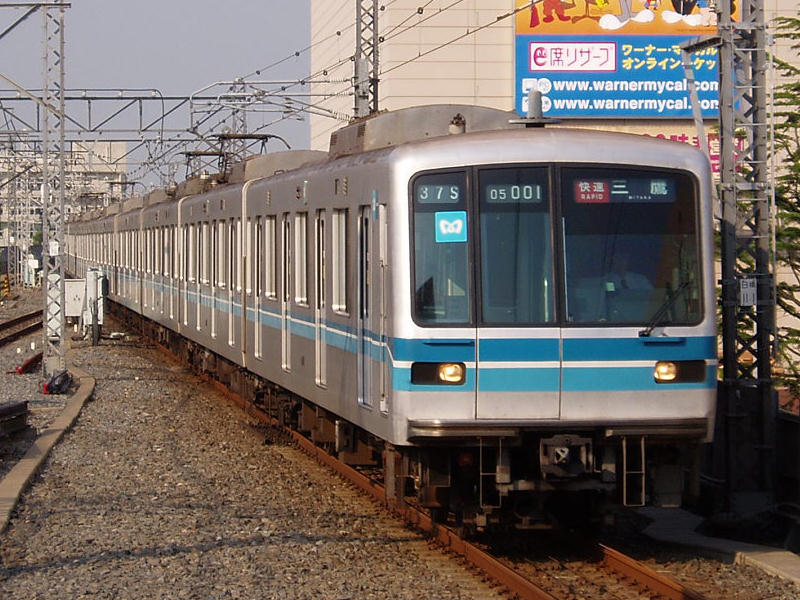
第01編成（1次車） 1次車は前面窓高さがやや低くなっている。 （2006年8月10日 妙典駅）

##### 2次車
1989年度製造の第04 - 06編成が該当する。現存編成は千代田線に転用された第6編成のみ。また、この投入から、5000系の置き換えが始まっている。
- 登場時から自動放送装置を搭載。後年の2000年（平成12年）頃に1次車も改造で搭載を実施した。
- 後に改造で車椅子スペースを設置した。
  - この場所のみ側窓が固定式とされ、対話式の非常通報器も設けられている[注 2]。
- 後に05系では前面窓へ遮光フィルムの貼り付けが実施されたが、第04編成のみ実施されなかった。

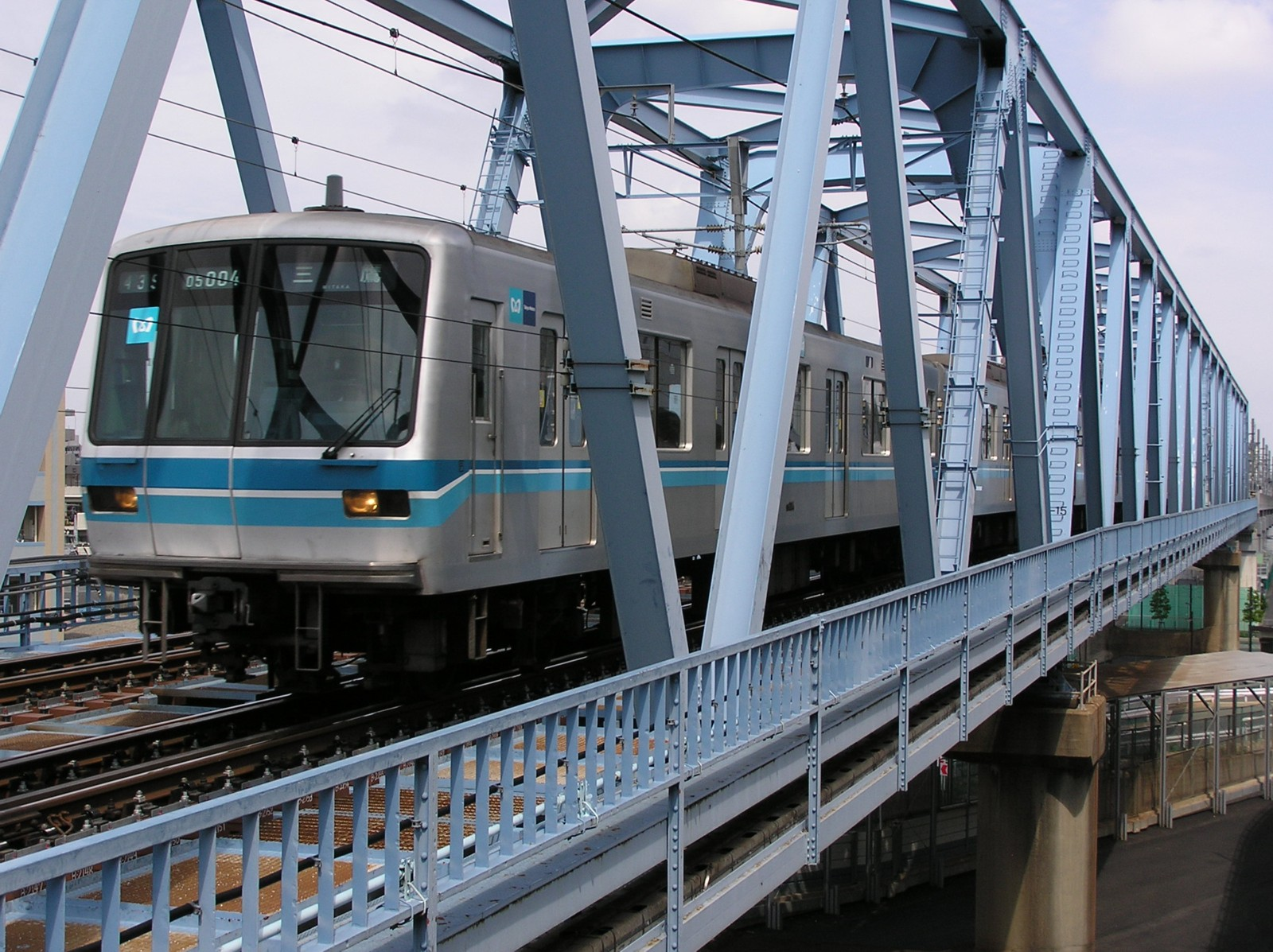
第04編成（2次車） この編成は前面窓の遮光フィルム貼り付けが行われていない （2005年5月29日 南砂町駅 - 西葛西駅間）

##### 3次車
1990年度製造の第07 - 09編成が該当する。全車がインドネシアに譲渡されたが、第7編成はのちに廃車となった。
- LED式車内案内表示器の表示ドットが角型から丸型に変更された。
- このグループからはJR線用の保安装置を、従来のATS-Bに加え、ATS-Pを搭載した。同時期に1・2次車もATS-Pの設置工事を施行した。
- 第07編成05-407号・05-507号車のみ、比較試験のために他の分巻チョッパ車と異なる台車を使用していた（詳細は後述の床下機器の項目を参照）。
- 輸送力増強用に投入した3次車は車両価格が公表されており、3編成で40億2,869万6,000円、1編成あたり約13億4,289万円である[9]。

##### 4次車
1991年度製造の第10 - 14編成が該当する。現存している編成は第13・14編成（第13編成は千代田線）のみ。
- 座席がバケットタイプに変更された。
- 側扉窓が単板ガラスから複層ガラスとなった。
- 第13編成の05-913には、2005年（平成17年）3月から一時的にSS-122Aという試験台車枠が取り付けられていた。後に試験台車枠は第14編成に譲り、元に戻っている。

第14編成

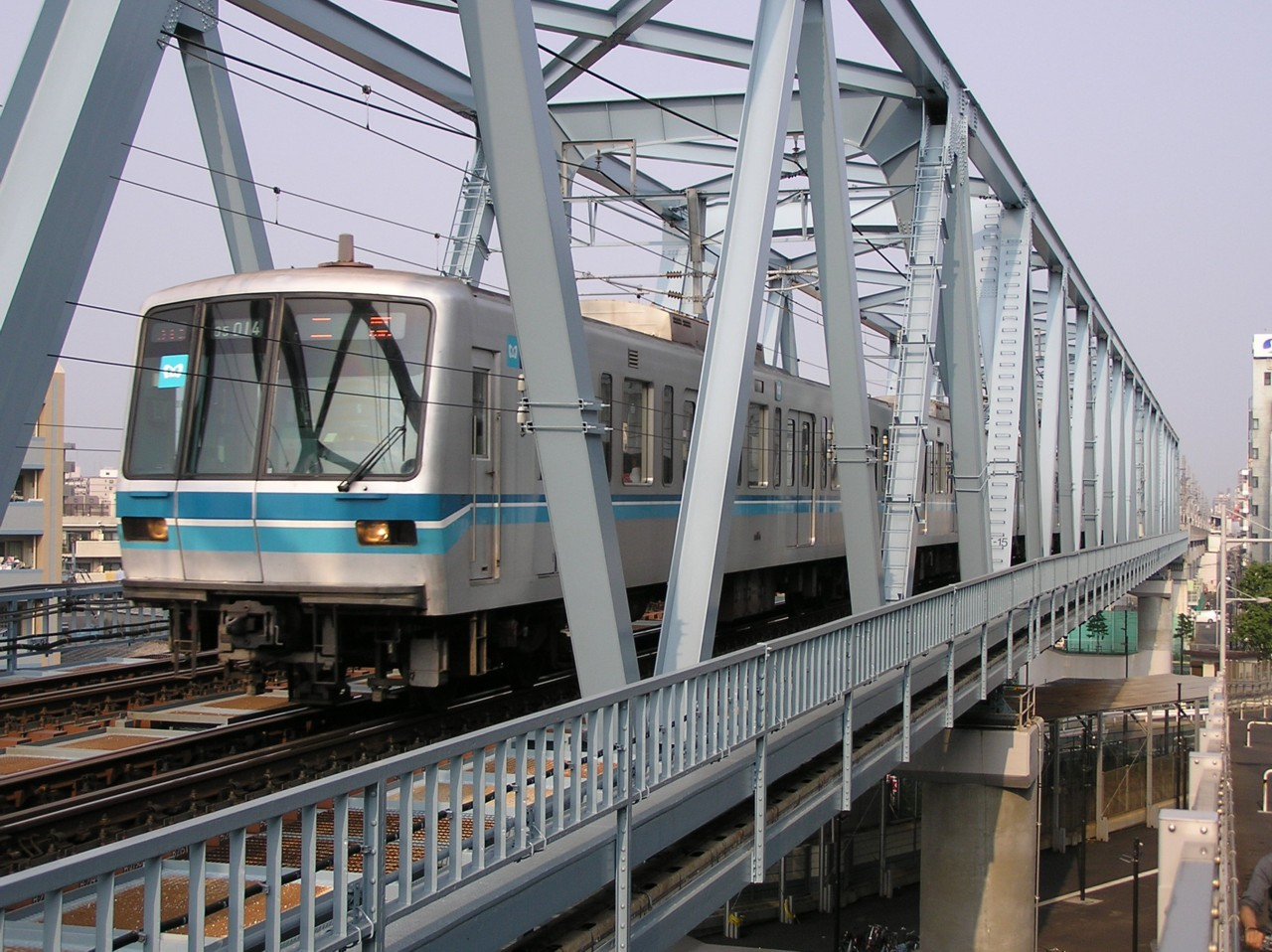
B修施行前の第14編成 VVVFインバータ・ワイドドア試作車 （2006年8月6日 南砂町駅 - 西葛西駅間）

この編成も4次車グループであるが、ワイドドア車体の試作車であり、またVVVFインバータ制御の試作車として落成した。主回路には同時期（1990年）に製造された南北線用の9000系試作車および1次車の第5-第7編成と同じGTO素子によるVVVFインバータ制御（三菱電機製、1C4M2群制御）とESミンデン式ボルスタレス台車を採用した。

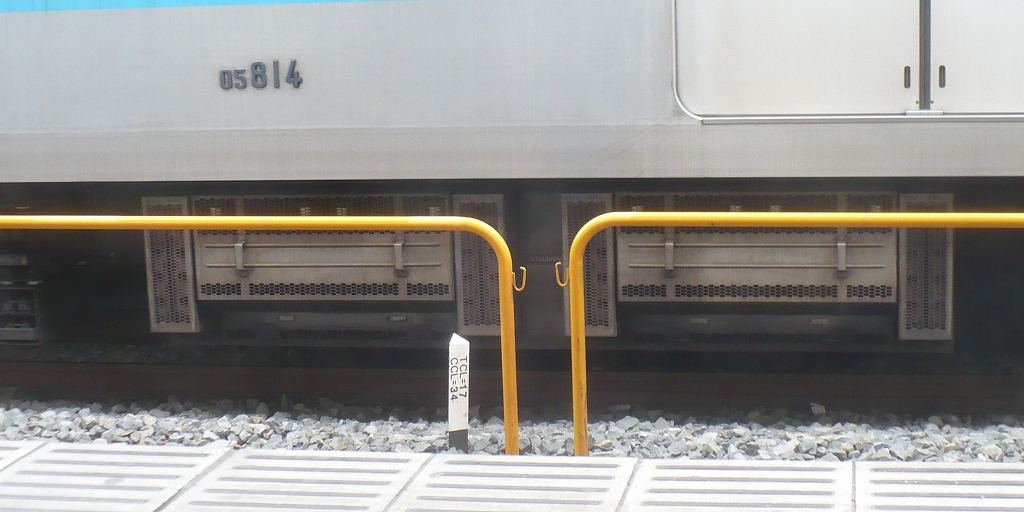
MAP-198-15V29形VVVFインバータ装置・写真は2側のU相とV相
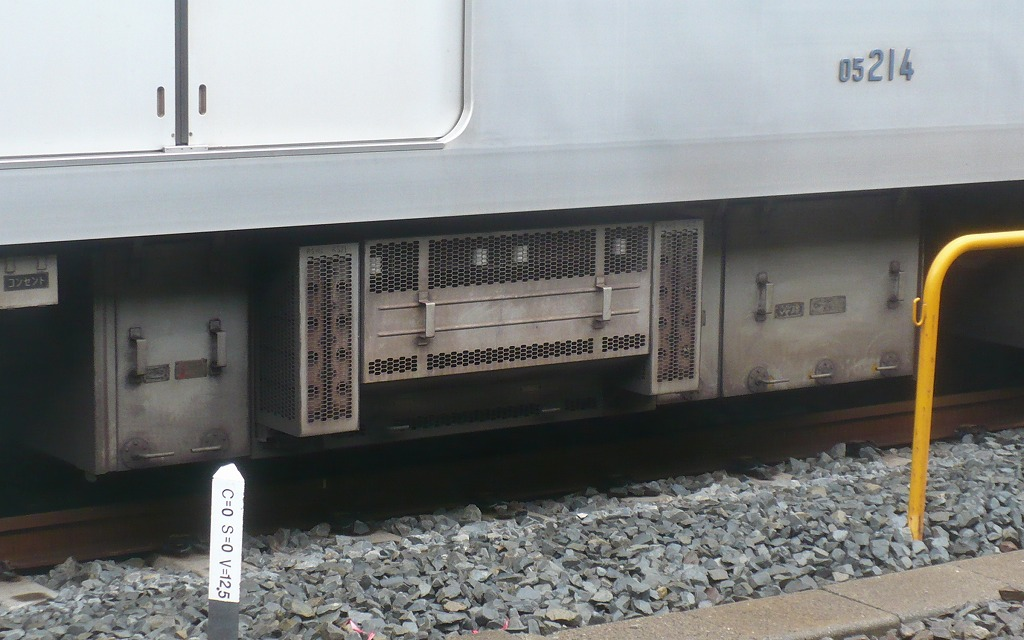
同インバータ装置の反対側・1側のW相とゲート制御部

編成形態はチョッパ車に近いが、05-500形が付随車となり、MT比は4M6Tの構成となった。起動加速度は3.0 km/h/sと、他編成の3.3 km/h/sより低くなっているが、定加速度領域を上げているため、中高速域での加速性能はチョッパ制御車を上回っている。主電動機出力は200 kW/台。パンタグラフは05-200形と05-800形に2台搭載する。この編成と第19 - 33編成の4M6T車は歯車比が7.79と低速向けである。
東西線は日本でも有数の混雑率が高い路線であるため、ラッシュ時の乗降時間短縮を目的に、通常の1,300 mmドア幅よりも500 mm広げた1,800 mmドア幅（ただし、乗務員室直後の扉のみ通常の1,300 mmドア幅）としたワイドドア車と呼ばれる車両が製造された。しかし、JRなどで導入されている6扉車と比較した場合、乗降に掛かる時間は6扉車の方が短く、ドア幅が広がった分開閉時間が掛かることで余計な乗降や駆け込み乗車が多く発生し、時間短縮どころか遅延の原因を生み出す結果となり、第14 - 18編成の5本でワイドドア車の製造を中止した。
この編成から行先表示器が字幕式からLED式となった。当初は先頭車の正面下部に黄色で両側の矢印と「WIDE DOOR」をあしらったステッカーを貼り付けしていたが、1999年（平成11年）頃より剥がされている。さらにワイドドア車のみ、車外側窓上部スペースの関係から側面行先表示器と車側灯の位置が入れ替わっている。
車体はドア口の開口幅を広げると構体強度が低下するため、側柱、側梁などを厚くしている。このために車内の室内幅が通常の車両よりも20 mm狭くなっている。また、この編成では主電動機の三相交流化により保守が軽減されたことから電動車の床に設置していた主電動機点検蓋（トラップドア）は廃止されている。
車内は従来とほぼ同様だが、窓枠（側窓・戸袋窓・妻面窓）の車内窓枠がアルミ製からFRP製に変更された。側窓のカーテンはレールがなく、下の金具に引っ掛けるだけの構造とした。座席の掛け幅はドア間で440 mmだが、車端部の2人掛けではスペースの関係上475 mmとやや広めになった。
ワイドドア化により座席数が減少し、2-6-6-6-2配置となっている。また、一般車には戸袋窓がないがワイドドア車には運転室後部以外にある。側窓の配置は中間車の場合、以下のようになっている。
- F-d-FWF-d-FWF-d-FWF-d-F （便宜上、dは側扉、Fは戸袋窓、Wは1枚窓の側窓を表している）

このワイドドア車グループは 新製時よりドア上部の線路方向につり革が設置されている。混雑時の事故防止がその最大の理由だが、これは他編成にも波及し、05系全編成がドア付近でのつり革増設工事を終えている。（後の製造の6・7次車でも新製時は未設置であった。）
- この編成は2005年（平成17年）3月から9号車の05-914に対してSS-122Aという試験台車枠が取り付けられていた。後に同編成の電動車に対してSS-122Aが取り付けられている。

#### 第15 - 18編成（5次車）

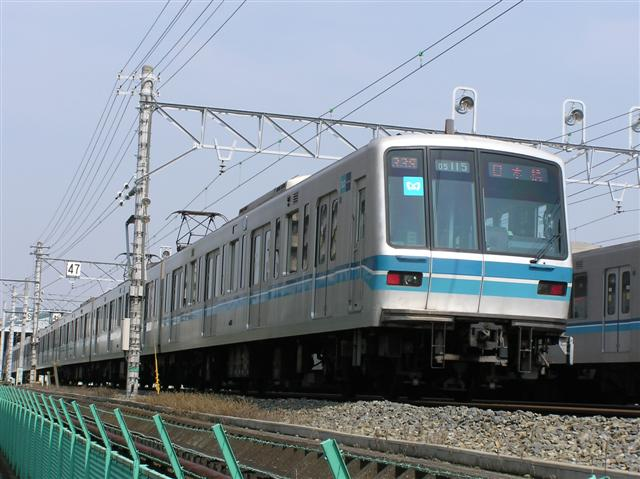
深川工場に入場中の第15編成 （2006年8月6日 深川車両基地付近の公道より）

以下の説明はB修工事施工前のものである。
1992年度製造の第15 - 18編成が該当する。
ワイドドア車の量産車で、主回路は初期ロットと同じ高周波分巻チョッパ制御、編成構成は5M5Tに戻る。
- 第14編成と同じく先頭車の正面下部に両側の矢印と「WIDE DOOR」をあしらったステッカーを貼り付けしていたが、1999年頃から剥がされている。
- この編成から2・9号車に車椅子スペースが設置されている。さらに非常通報器は警報式から乗務員と相互通話可能な対話式へ変更、台数は各側面1か所と車いすスペース部に設置した。（各車2台または3台）
- それまでの車両で搭載していたJR線用の保安装置のATS-Bは省略され、ATS-Pのみとなった。このグループの第18編成が営団最後のチョッパ制御車となった。

#### 第19 - 24編成（6 - 7次車）
主回路に同時期（1992年）に製造された千代田線用の06系と同一のIGBT素子のVVVFインバータ制御（東芝製、3レベル、1200 V / 500 A、1C1M4群制御）とモノリンク式ボルスタレス台車を採用した。主電動機出力は205 kW/台とされ、第14編成とは異なり、起動加速度は3.3 km/h/sとされている。

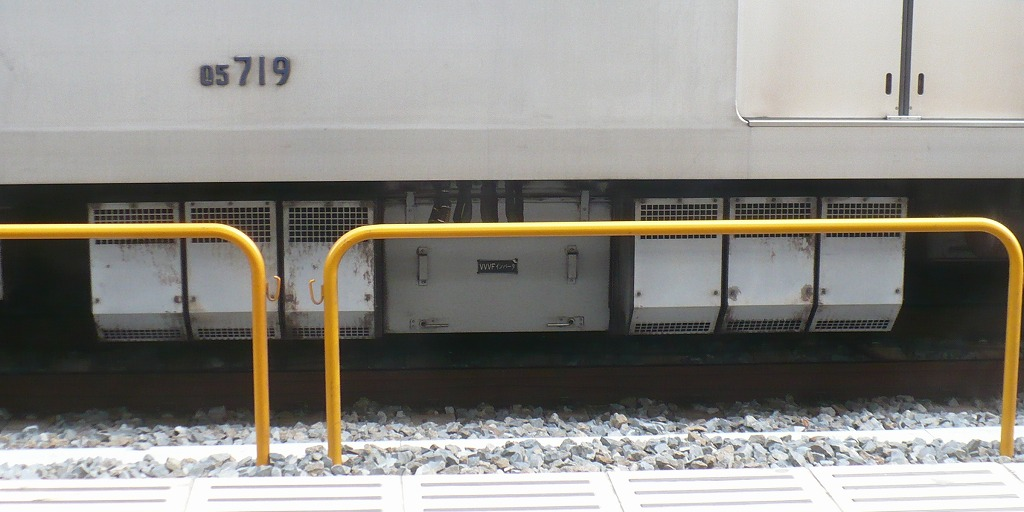
6・7次車用の東芝製VVVFインバータ装置（SVF009-B0形）

前面窓の内側にはインバータ制御車であることを示す小さな「V」マークが貼り付けされている。MT比は第14編成と同じ4M6Tだが、編成構成が異なり各電動車はすべて1M方式となった。パンタグラフは各電動車に1基を搭載する。
そのうち、第24編成は廃車となった5000系アルミ車（5453号車）から一部の部品がリサイクルされた車両（アルミ・リサイクルカー、詳細は後述）である。
車外では窓割付も06系・07系と同一に変更され、座席配置が4-6-7-6-4人掛けとなっている。このグループから側面の窓の一部が固定窓となっており、開閉できるのは両側面2か所ずつ（6人掛け座席部分）の計4か所である。側窓の配置は中間車の場合W-d-W-d-W-d-W-d-W（便宜上、dは側扉、Wは1枚窓を表している）である。
車内は設備に見直しがあり、1人分の座席幅を440 mmから450 mmに拡大、袖仕切上部のパイプには座席用のモケット布地が巻かれている。側窓は大きさが拡大されたためにカーテンは「引っ掛け式」から「フリーストップ式」に変更された。窓枠は以後アルミ製に戻されている。
さらに車椅子での乗降・移動を考慮して床面高さを1,175 mmから1,150 mmに下げ、連結面は貫通路幅を800 mmから900 mm幅に拡大した。貫通扉はドアガラスを下方まで拡大したものに変更し、妻面窓は廃止された。車椅子スペースではその脇に2人分の座席を設置した。第14編成と同様に電動車の床に設置されていたトラップドアは廃止された。
冷房装置はインバータ式だが、外気導入形となり、さらにマイコンにより最適な空調を選択する「全自動空調機能」が追加された。装置キセには前後にFRP製のカバーを取り付けた丸みを帯びた形状に変更された。また、車外案内用スピーカーは外板取り付けからクーラーキセ内蔵形に変更した。電源装置であるDC-DCコンバータはメーカー・出力に変更はないが、素子にIGBT素子を使用したものに変更された。
線区による配色・前面・装備機器等の違いを除くと、06・07系とは以下のような相違点がある。
- 06・07系とは雨樋付近の構造が異なり、この2系列は側面も張り上げ屋根になっているのに対し、この編成は張り上げ屋根になっていない。
- 基本的な乗務員室内のレイアウトや配色は第18編成までと、大きくは変更されていない。
- 先頭車の車体長が200 mm長く、乗務員室扉とその隣の側扉の寸法が200 mm広い。

##### 6次車
1993年度製造の第19 - 21編成が該当する。
- 6・7次車のVVVFインバータ装置は前述した東芝製（素子耐圧は2,000 V - 400 A）で、素子の冷却方式は冷媒に純水を使用したヒートパイプ冷却方式である。
- 6次車と次項の7次車（計6編成）では後年にやや大掛かりな改修工事を実施した[注 5]。
  - 車内は床敷物を灰色単色柄への張り替え、また側窓のカーテンを水色の模様入りに交換を実施した。
  - 冷房装置をインバータ制御式からメトロ車両組み立て（製造は三菱電機）の稼働率制御方式（ON/OFF制御方式）クーラーに変更されている。
  - これに合わせて補助電源装置は富士電機製の240 kVA出力静止形インバータ（SIV）に改修されている。

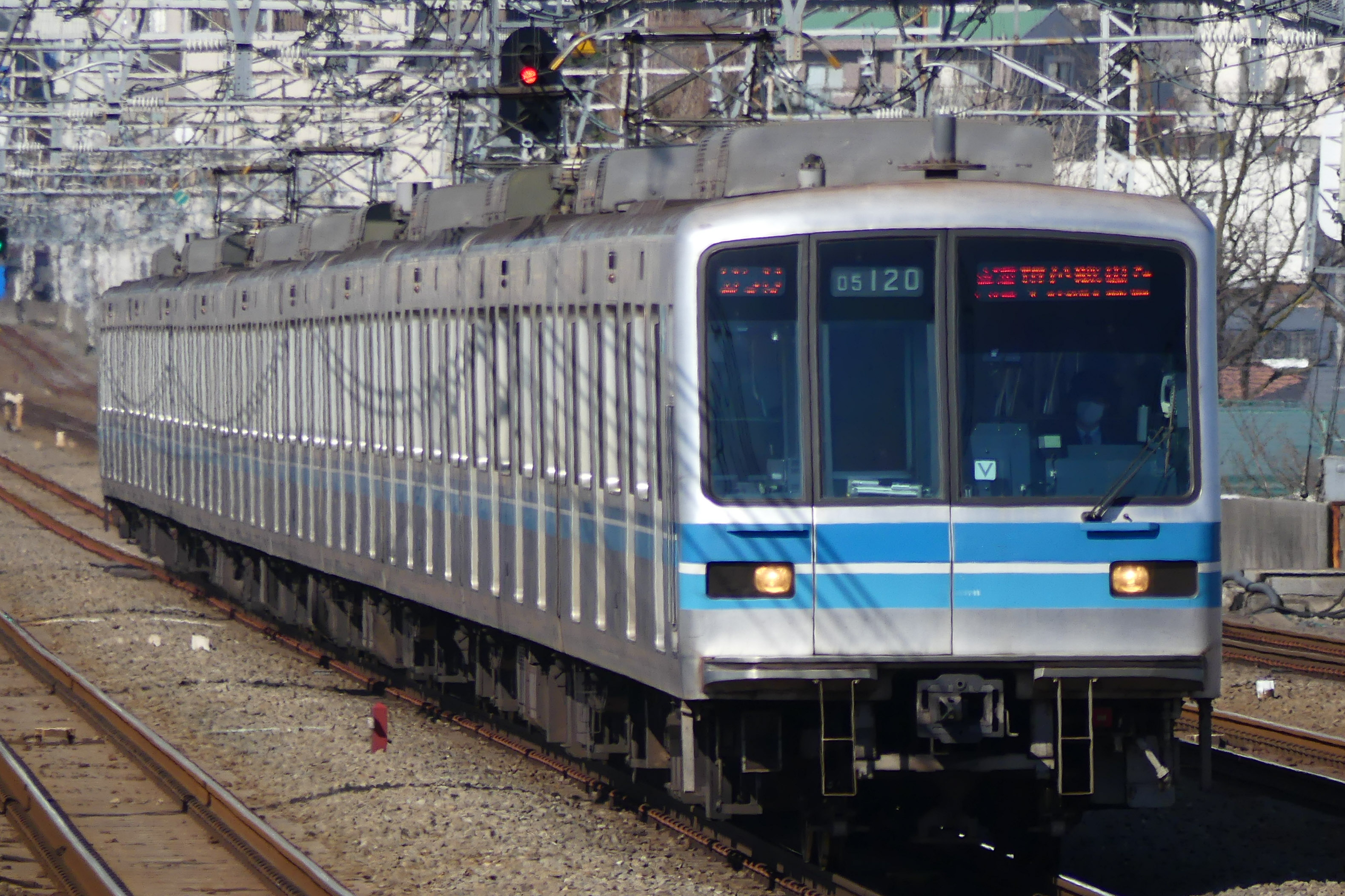
第20編成（6次車） （2019年3月18日 吉祥寺駅 - 西荻窪駅間）

##### 7次車
1994年度製造の第22 - 24編成が該当する。
- 前述のように、第24編成はアルミ・リサイクルカーと愛称が付けられ、このことを示すステッカーが車体前面・側面と車内各妻面（妻面はプレート式）に貼り付けされている。これは1993年8月に廃車となった5000系アルミ車の5453号から選別して回収された約5 tのアルミニウムを車体各部の部材として再利用したものである。これは1992年度から当時の営団が社団法人軽金属協会と共同プロジェクトとしてアルミニウムのリサイクルについて研究、実験をしていた実績を反映したものである。
  - リサイクルされた部品はつり手棒受け、荷棚支え材、腰掛受け（脚台基部）、屋根上クーラー用シールゴム受け、屋根構体縦桁、屋根構体垂木（たるき）、ラインデリア受け、床下機器つり枠の8点である[11]。なお、つり手棒受け、荷棚支え材以外の部材は乗客が直接目にできない場所にある。
- 相互直通先の東日本旅客鉄道（JR東日本）に合わせて、製造当初から4号車を弱冷房車に設定している（後に以前のグループに対しても設定）。

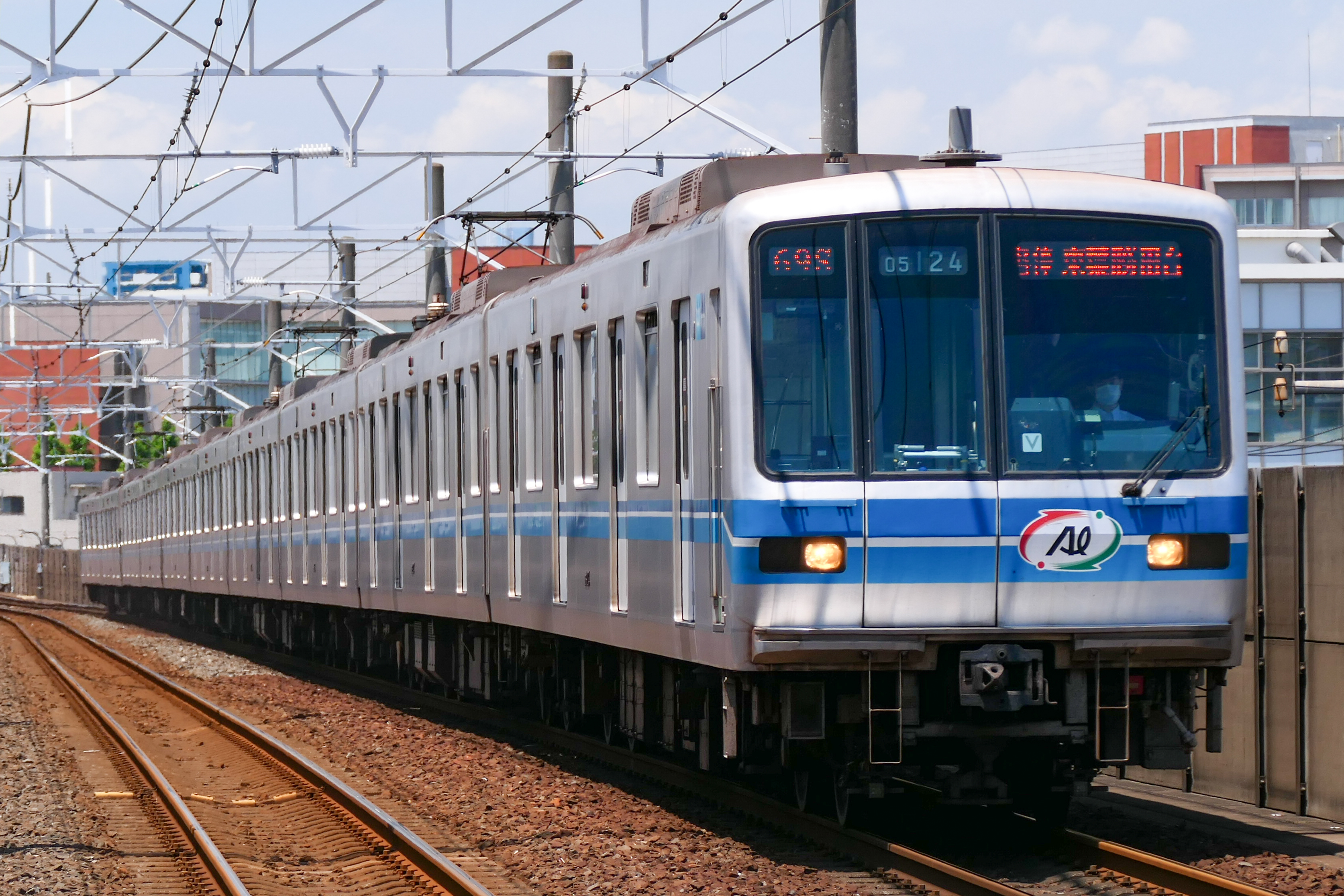
第24編成「アルミ・リサイクルカー」（7次車） （2022年5月 八千代中央駅）
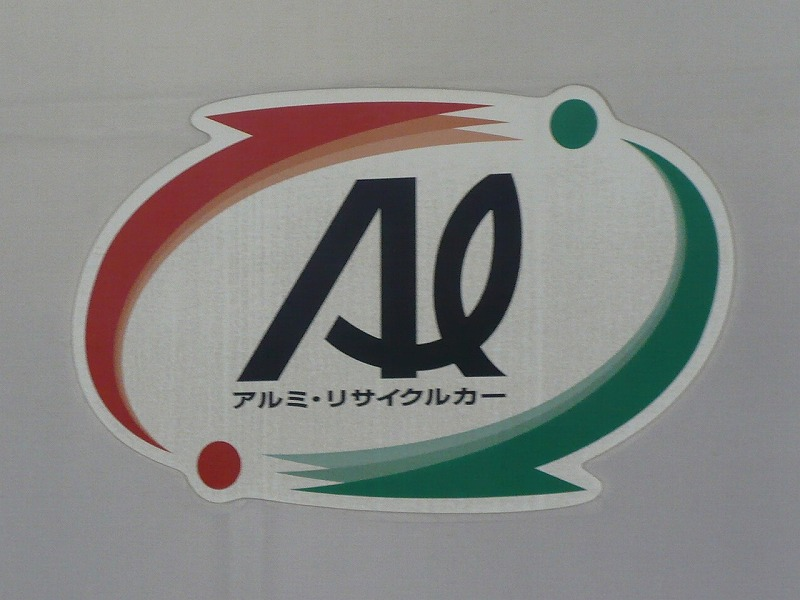
車両側面にあるステッカー
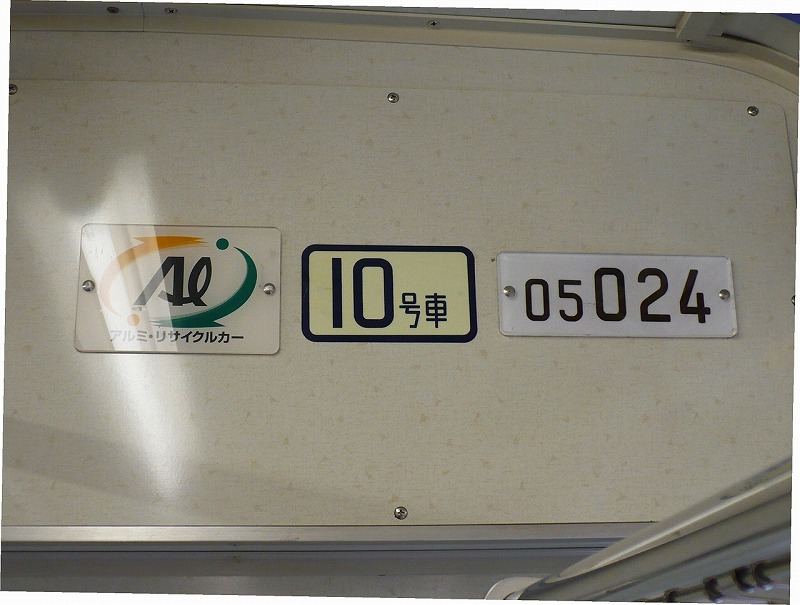
10号車の車内妻面にあるリサイクル銘板
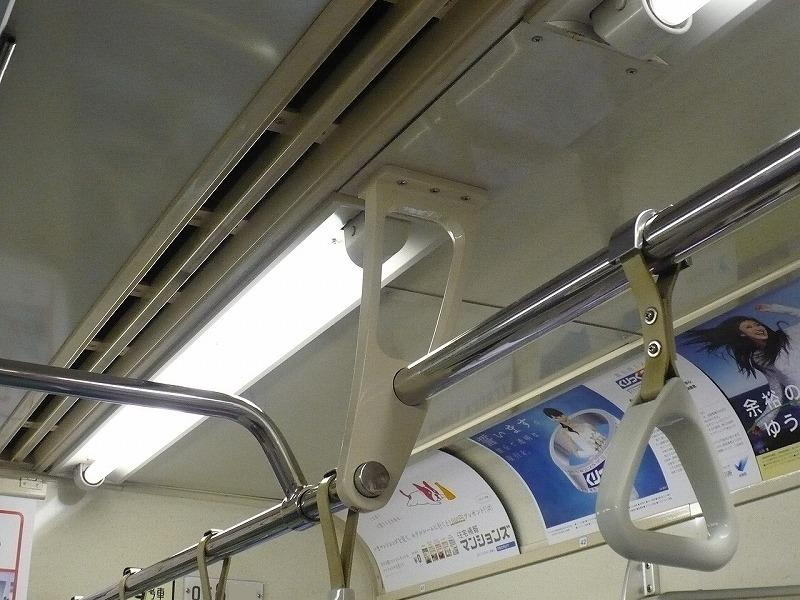
リサイクル部品、つり手棒受け（天井からの棒の支え材） （写真は別編成の同一品）
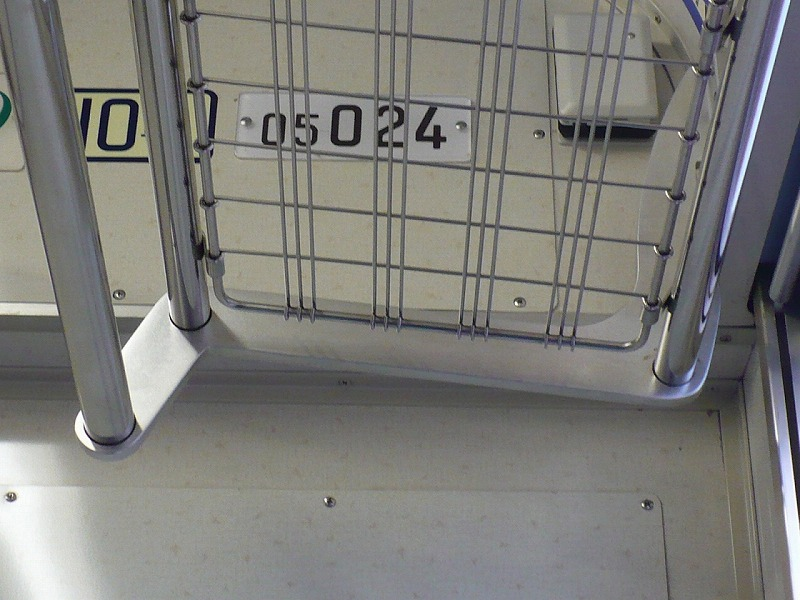
リサイクル部品、荷棚支え材

### 05N系
第24編成の投入で東西線からは5000系の非冷房車が一掃され、冷房車は延命工事も受けていたため、05系の投入は一旦中断し、1999年度から投入が再開された。
同編成の落成以来から5年が経過していたため、新造車であることを強くアピールするために全面的に設計変更され、別形式とも思わせるスタイルで登場した。
外観はデザインコンセプトは「スピード感」だが、正面のデザインをマイナーチェンジし、縦曲線主体の形状とした。フロントガラスも縦曲面で、全体的に八角形に近い形となった。下部には新たにスカートが設置された。前照灯と尾灯は丸型となり斜めに設置され、この部分には前照灯と尾灯を納める成形品が装着されている。
車体ラインカラー2本は、濃い方の帯は紺色に近くなり、明るい色の帯の色も変更され、2色の帯の色の差が大きくなった。
さらに営団車両であることを強調するため、側面の乗務員室扉直後へ大形「S」マークの貼り付け、さらに側窓上の「S」マークもやや大きくした（東京メトロ発足後に落成した13次車を除く）。行先表示器はLED式で変わりないが、正面・側面ともに高輝度のLEDを使用し、視認性の向上を図った。車両間転落防止幌が新製時から取り付けられた。
客室内装は全面的に変更され、カラースキームが茶色系をベースとした色調に一新された。（後述の車内記述参照）座席は側壁で支持する片持ち式となり、バケット形状も変更された。乗務員室においても配色が見直され、また運転台は左手操作式のワンハンドルマスコンとなるなど仕様が大幅に見直された。
これらのことから「05N系」や「新05系」とも呼ばれるが、正式の称号は従来通り05系のままである。鉄道雑誌など会社が発信する外部向け資料には公式に「05N系」と表記されていることが多いため、ここでは表記を「05N系」に統一する。ただしNが05系の前に表記されて「N05系」とされることもある。なお、2000年2月に発売されたデビュー記念SFメトロカードや2007年1月27日開催の「さよなら5000系イベント」の告知には「新05系」と表記されているほか、東西線40周年イベントでは「05系最新車」と案内されていた。

#### 第25 - 33編成（8 - 10次車）
車体構造は既存の05系と同様にアルミニウムの大形押出形材を組み合わせたものである。ただし、使用材料は廃車時におけるリサイクル性を向上させるために亜鉛の使用を少なくした材質に統一（本車両では6N01合金を使用）を図ったほか、側構体の溶接の一部に摩擦攪拌接合(FSW)を採用し、出来栄えの向上をさせている。床構体には9000系2次車に続いて神戸製鋼所が開発したアルミ制振形材「ダンシェープ」を採用しており、騒音や振動の大幅な低減を図った。
主回路はIPMの2レベルに変更したVVVFインバータ制御を採用した。制御装置は回路の簡略化・小型化が図られ、制御素子は高耐圧の3,300 V - 1,200 Aに増強、個別制御から1C2M2群制御に変更された。制御方式にはベクトル制御やファイン・ファジーコントロール（空転再粘着制御）を採用することでトルク制御の向上が図られている。また、騒音対策として高周波変調、特定周波を分散させるゼロベクトル変調方式を採用している。
主回路用の断流器、高速度遮断器（HB）には電磁接触器を採用しており、保守性の向上が図られている。空気圧縮機は従来のレシプロ式のC-2500LB形で変更はないが、除湿装置は吸着剤方式から中空糸膜式方式とすることで、装置の小型軽量化が図られている。
- 8次車以降では制御装置が小形化されており、外観では7次車の3分の2程度に小形化されている。以降の装置は2側に素子冷却装置を配置し、1側にゲート制御ドライブ（制御回路）を配置している。

8 - 10次車のVVVFインバータ装置

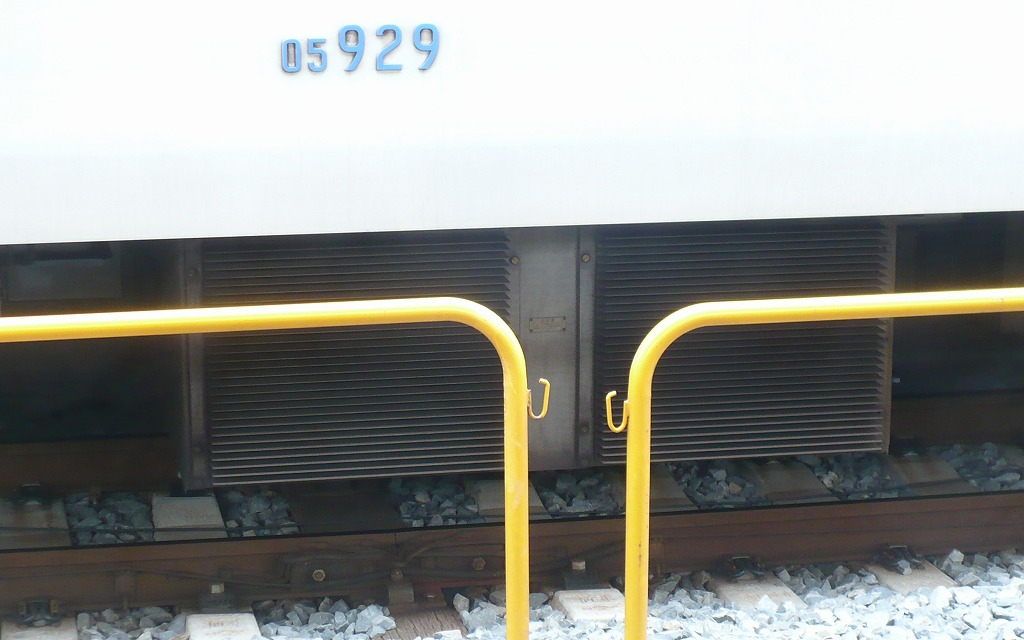
8・9次車用三菱製MAP-214-15V83形・写真は2側のドライパネル素子冷却部
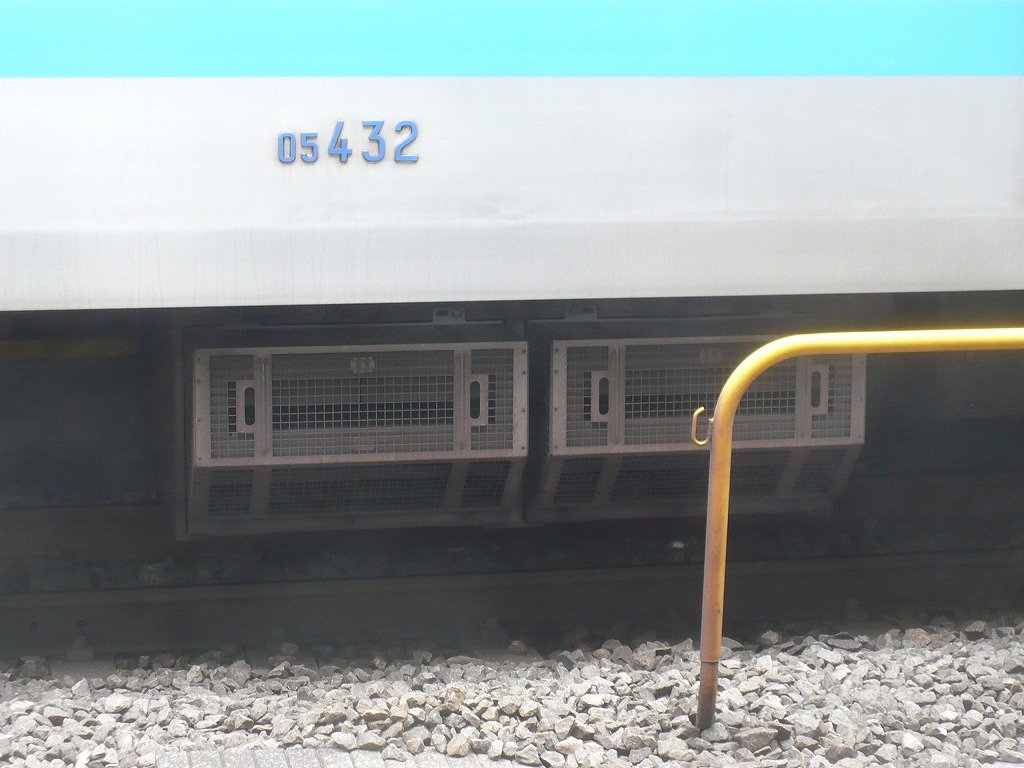
10次車の日立製VFI-HR2420D形・2側の素子冷却フィン
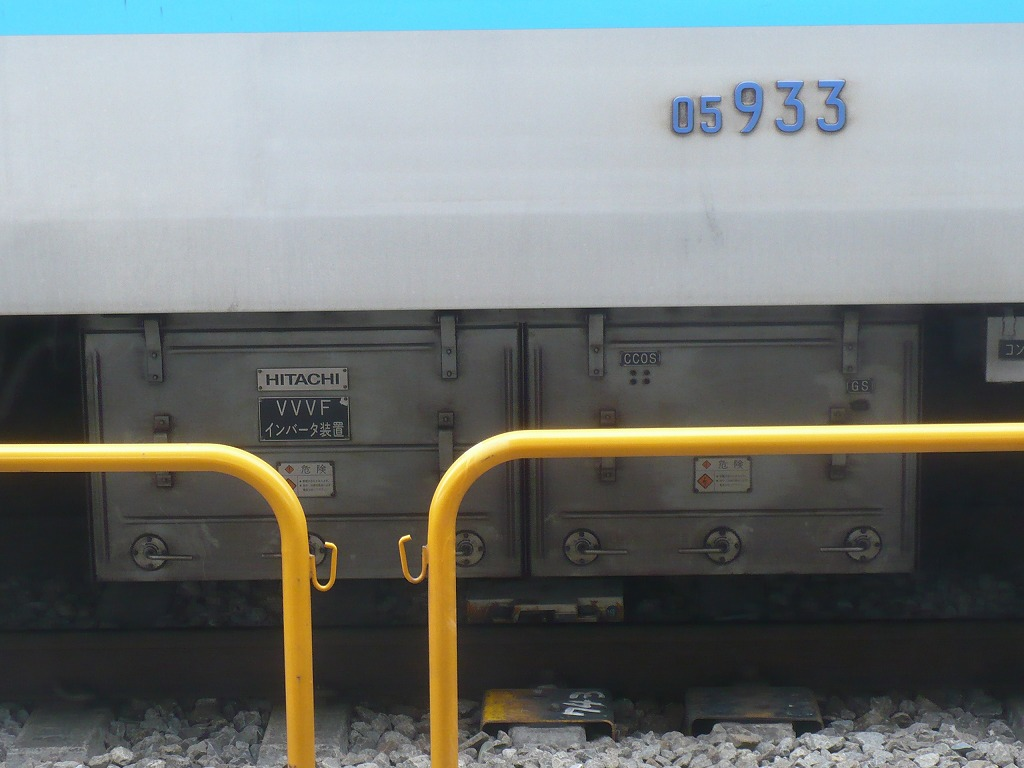
10次車用で左写真の反対側・1側のゲート制御部

編成形態は6・7次車と同様の4M6T構成、主電動機出力は205 kW/台である。台車は6・7次車と基本的には同一のモノリンク式ボルスタレス方式だが、保守性の向上を目的に一部改良した。集電装置は従来車両と同様の菱形だが、同時期に千代田線用の6000系・有楽町線用7000系の先頭車より撤去したパンタグラフの台枠、鉤外し装置、下げシリンダなどの一部部品を改造し、本車両に搭載した。
客室内装は前述したが、座席周りでは袖仕切が大型の丸みを帯びた形状となった。
袖仕切りは同時期に製造された南北線用の9000系4次車と同様の形状のものであるが、以下のような相違点がある。
- 05N系は完全な片持ち式座席であるのに対し、9000系のものは小型化されながらも脚台が残っている。
- 同系列のものは荷棚の横に6000系以来の一体型袖仕切りの名残りともとれる成形品が取り付けられているのに対し、05N系では取り付けられておらず、袖仕切りの手すりと荷棚との接合部は一般的な構造となっている。
- 座席のバケット形状が異なり、クッションは硬めに設計している。

そのほか妻面は貫通扉の戸袋となっている個所へ妻面窓が設置された。また、座席の片持ち式化によりドアコックは座席下から側扉上部右側に移設した。合わせて暖房器も蹴込み内蔵の反射形から座席つり下げ式の輻射形に変更した。さらに側扉、連結面貫通扉について従来は化粧板を骨組みに強固に接着する、貼り替え不能式でドア本体の再利用が不可能であったが、これを取り替え式に変更し、更新時にドア本体の再利用が可能なように変更した。

##### 8次車
1999年度製造の第25 - 27編成が該当する。
- 1999年（平成11年）11月に竣工したが、仕様変更により乗り入れ先を含めて乗務員訓練が実施されたために営業運転は翌2000年（平成12年）2月3日となった。
- 制御装置は三菱電機製に変更し、素子の冷却方式も列車走行風を利用したドライパネル冷却方式（自然通風ドライパネル冷却）となった[15]。

##### 9次車
2000年度製造の第28 - 30編成が該当する。
- 仕様は8次車と同様であるが、9次車から11次車までのWS-ATCは5000系の流用である。

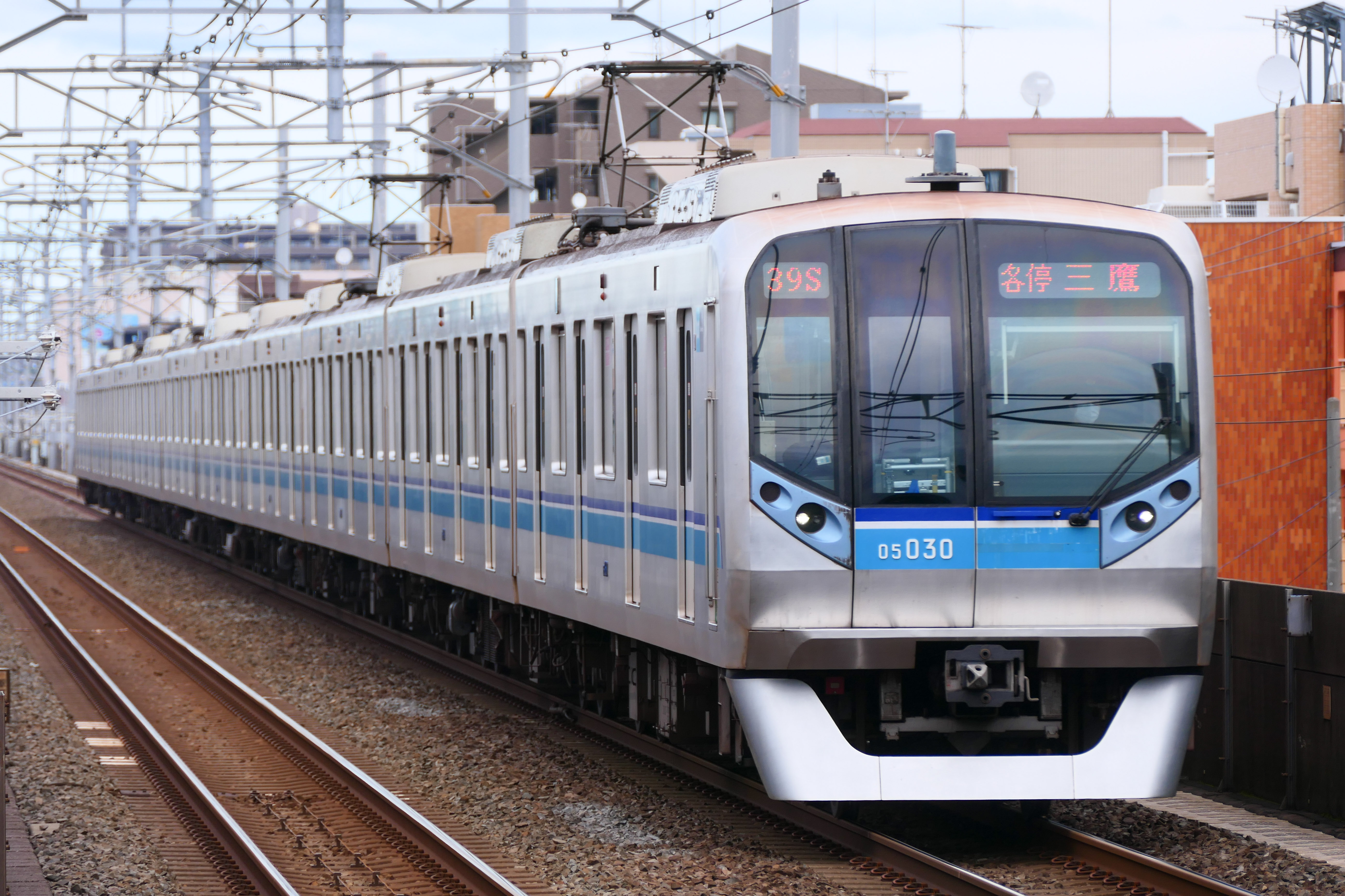
第30編成（9次車） （2020年10月14日 行徳駅）

##### 10次車
2001年度製造の第31 - 33編成が該当する。
- 乗務員室と客室の仕切りドアの着色ガラス（オレンジ色）をやめ、灰色の遮光ガラスに変更。
- 冷房装置をインバータ制御方式から稼働率制御方式（ON/OFF制御方式）に変更し、さらに冷房能力を58.14 kW（50,000 kcal/h）に向上したものに変更された。
- 冷房装置の冷媒に代替フロンを用い、キセ（カバー）形状は角ばった形状に変更された。以後の車両は同タイプの冷房装置が搭載される。
- VVVFインバータ制御装置が日立製作所製となったため、形状が変更されている。また、以後は素子の冷却方式を純水によるヒートパイプ冷却方式に戻されている。
- 補助電源装置は直流を出力するDC-DCコンバータから三相交流を出力する220 kVA出力静止形インバータ（SIV）に変更した。

#### 第34 - 39編成（11 - 12次車）
同時期に半蔵門線用として製造される08系の設計思想を取り入れ、仕様変更により安全性の向上、コストダウン等を図った。08系同様に2000年（平成12年）3月に発生した日比谷線脱線事故を踏まえた車体構造の強化と安全性の向上を目的に設計変更した台車を採用した。
車体の窓割は営団とこれに乗り入れる鉄道事業者で協議して定めた規格に基づいたものとなり、座席配置は標準的な3-7-7-7-3人掛けとなっている。車体は構造が見直され、側構体を従来のシングルスキン構造からダブルスキン構造（セミダブルスキン構造）に変更し、車体強度の向上を図った。合わせて車端部（側窓下 - 台枠下面間）の隅柱を強化・三角形断面構造とし、側構体は戸袋部および下部構造（7人掛け座席間は台枠との接合部付近のみ、車端部は側窓下全体）を中空形材による二重構造（ダブルスキン構造）とした。これらの技術により、万が一衝突事故が発生した際には、相手車体が自車体へ侵入することを防止できるほか、衝撃により各構体が分離するのを防止することができ、事故の拡大を抑えることができる構造となっている
併せて台車はモノリンク式ボルスタレス方式で変更はないが、曲線通過性の向上や保守性の向上を目的に構造を変更したものとなった。具体的には「異方性空気ばね」、「非線形軸ばね」、「応荷重差圧弁」、「不感帯が小さい高さ調整弁」が採用された。製造メーカーが異なるが、08系で採用した日本車輌製のND-730形と同一構造である（本系列は住友金属製のSS161・SS061形）。
さらにバリアフリーの観点から床面高さをそれまでの1,150 mmから1,140 mmへ低下させた。前照灯は自動車などにも普及しているHID灯を搭載し、視認性の確保も併せて行っている。車外の車両番号表記など各種表記をプレート式からステッカー貼り付け式に変更している。これは車内の各種表記も同様である。（車外の「S」マーク表記はプレート式を踏襲。）
側窓はドア間で均等な配置となり、ドア間の7人掛け部は2分割で開閉可能な窓、車端部は固定式の単窓に変更された。連結面はすべてに妻面窓が設置されたが、それまでよりも若干小さくなった。袖仕切形状が変更され、7人掛けロングシート部には3+4で区切るスタンションポール（握り棒）が設けられた。このほか、網棚形状（荷棚受け、荷棚網）は簡易な構造に、車いすスペース部にあった座席は廃止した。
乗務員室内ほぼ同じだがブレーキ指示計（減速度km/h/s表示）はアナログ計器式から08系と同様の力行ノッチも表示するLED表示灯式のものとなった。車掌スイッチは機械式から間接制御式（リレー式）に変更した。
また、機器についても変更点があり、MT比はチョッパ制御車と同じ5M5Tに戻っている。
- VVVFインバータ制御装置は11・13次車が三菱製、12次車が日立製となっている。いずれも磁励音は8 - 10次車とは異なっている。
- 上記の変更に伴い、1C4M1群/2群制御方式となる[16]。
- 主電動機出力165 kW/台。165 kW車の歯車比は6.21である[16]。
  - ただし、この主電動機出力は東西線では過剰性能となる[21]。
- 電動車比率を5M5Tと引き上げたため、編成全体出力は3,280 kWから3,300 kWとなっている。設計最高速度が120 km/hに向上した。
- 補助電源の静止形インバータは、以降三菱電機製から東芝製となり、出力は220 kVAから240 kVAに増強した。

11・12次車のVVVFインバータ装置

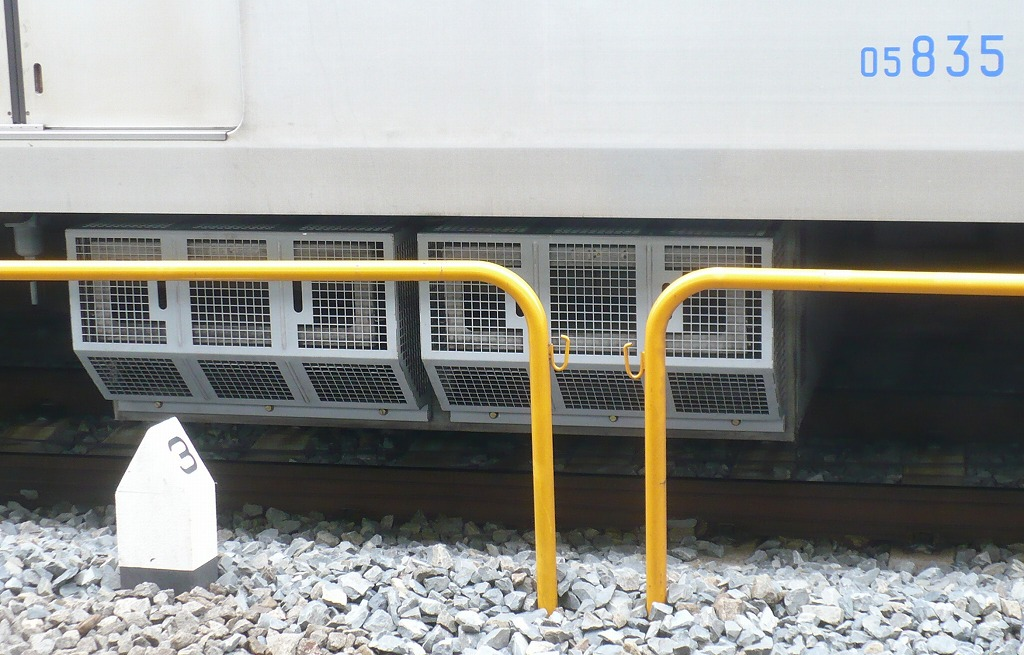
11次車の三菱製MAP-178-15V106形・写真は2側の素子冷却フィン
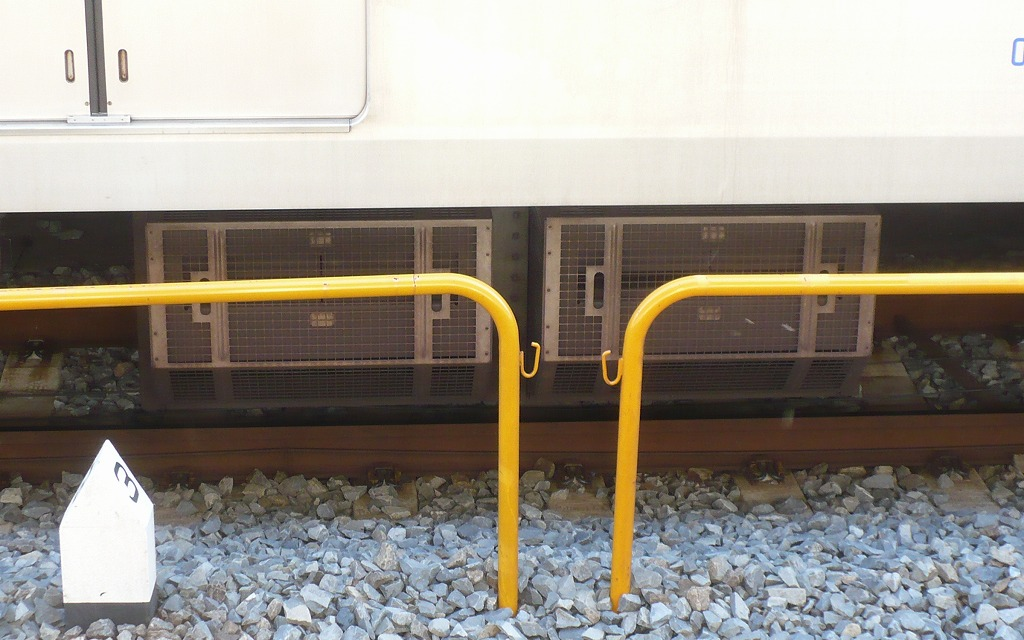
12次車の日立製VFI-HR2820E形・写真は2側の素子冷却フィン
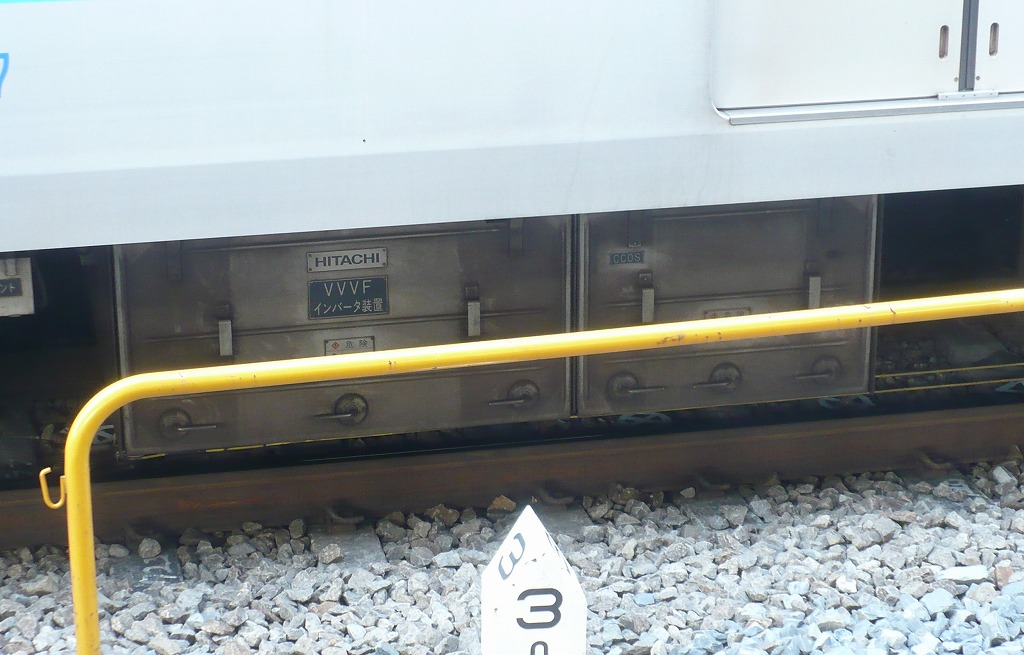
12次車の左写真の反対側・1側のゲート制御部

ただし、線区による違いを除いても以下のような相違点がある。
- 雨樋付近の構造が異なり、08系は側面も張り上げ屋根であるが、この編成ではそうなってはいない。なお05系でも第40編成以降では形態は異なるものの、側面も張り上げ屋根となっている。
- 08系では連結面に大形の縦雨樋があるが、本系列ではそれまでの車両同様に車体埋め込み形となっている[16]。
- 正面LED行先表示器はドットが粗く、英字併記されていないままである。
- 車内のLED式車内案内表示器も1段表示である[20]。
- 05-535は、東洋電機製造製IGBT-VVVF装置の試験車両となっている。改造当初はラッシュ時専用となっていたが、その後他の編成と共通で運用されるようになった。2011年時点では、ほかの号車と同様に三菱製に更新されている[要出典]。

このグループから集電装置はシングルアーム式パンタグラフに変更した。これは05-200形と05-800形に2基、05-500形に1基搭載されている。
その後、このグループは編成中のパンタグラフを2台搭載した車両の降下（5→3基）が行われている。当初は第35編成で行われていたが、現在では第34編成を除き3基使用となっている。降下したパンタグラフの側面上部には黄色い印が付けられている。

##### 11次車
2002年度製造の第34 - 36編成が該当する。
- 第35編成はパンタグラフ降下試験に最初に使用された編成であり、運転席には、3パンタ試験車と書いてある。

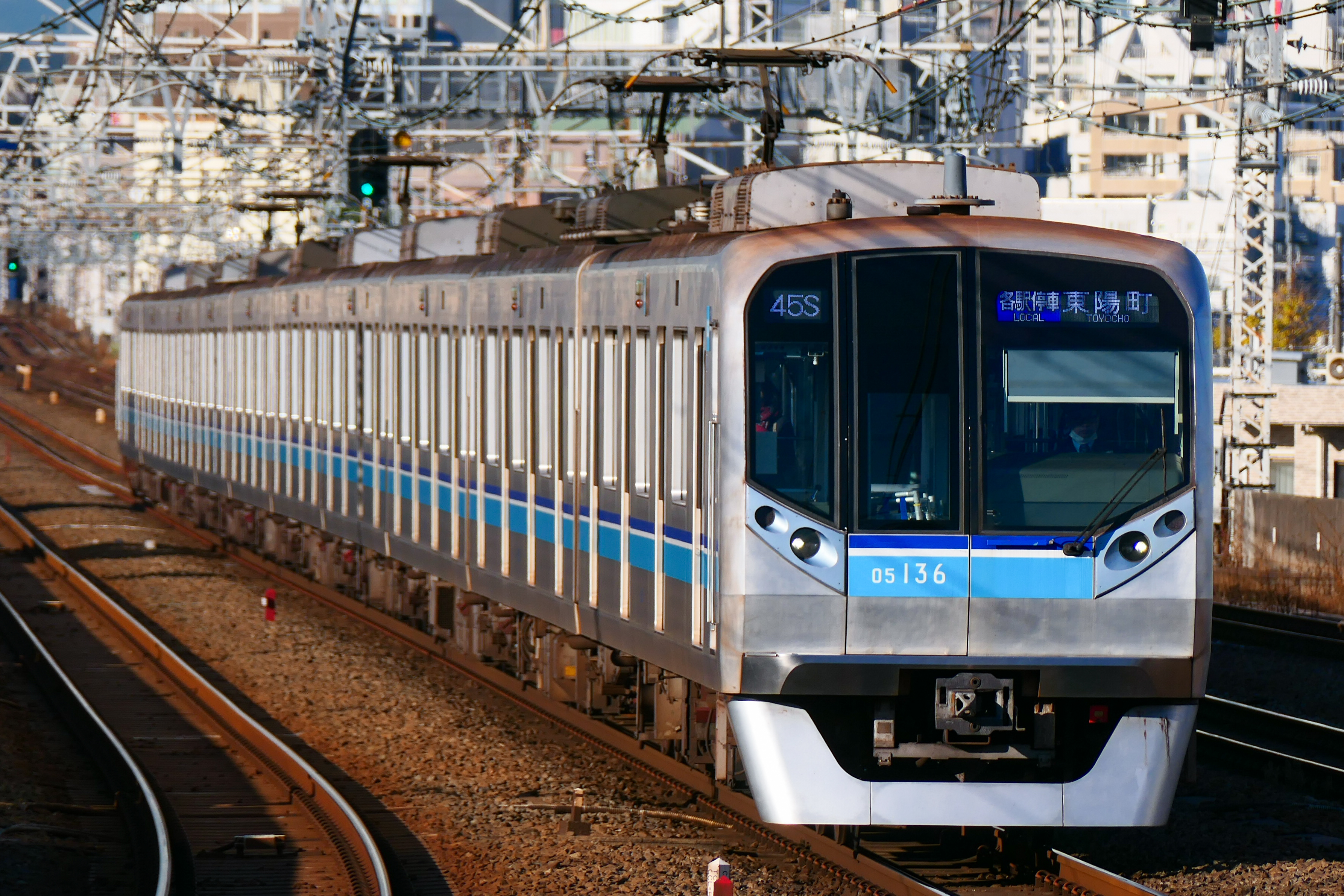
第36編成（11次車） （2022年12月16日 西荻窪駅）

##### 12次車
2003年度製造の第37 - 39編成が該当する。この3編成が、帝都高速度交通営団として最後の新製車両となる。
- 帝都高速度交通営団の民営化直前である2003年12月から2004年1月にかけて投入されたため、当時3 - 4ヵ月後に迫っていた東京メトロ移行を考慮し、前面と側面側窓上部のSマークはステッカーとなっていた。営団地下鉄を証明するSマークで見られた時期が大変短く、貴重な写真とされている。
- 蓄電池の台数を見直し、編成で3台から2台へ集約した。

#### 第40 - 43編成（13次車）
東京地下鉄（東京メトロ）発足後の2004年度製造の第40 - 43編成が13次車に該当する。
このグループは「新技術を投入した次世代形通勤車両」・「今後の標準車両」として東葉高速鉄道と共同開発したものである。東葉高速2000系と仕様の共通化、同時発注・複数年一括発注の新契約方式により、今までの05N系と比べて約15 %のコストダウンを図った。設計にあたっては車体のコストダウン・衝突安全性向上・リサイクル性向上・火災対策・車体の高精度化と上質化・快適性向上をコンセプトとした。
東葉高速鉄道との協定により日立製作所提唱の『A-train』の構体を採用している。なお、日立製作所製車両の導入は、営団時代1964年の丸ノ内線用500形の801・802号車以来、40年ぶりの導入となった。また、「標準車両」の規格にも適合する。
新技術の導入
従来の車両構体はアルミニウムの骨組みを基本とし、これらを溶接棒を用いたミグ溶接を基本に組み立てていた。13次車では屋根構体・側構体・台枠など全ての構体をダブルスキン構造の中空押出形材で構成し、これらを20 mを通して摩擦攪拌接合（FSW）にて接合する「オールダブルスキン構造」を採用した。さらに複雑な形状をする先頭車前頭部側面は骨組み構成をやめ、1枚のアルミ板から削り出し加工にて製作している。
内装や床下機器の製作にはモジュール化・アウトワーク化を実施している。従来は内装・床下配線・配管は骨組みに対し、現物合わせで組み立てていた。13次車では中央天井、側天井、つり手・腰掛の各モジュールや配線・配管モジュールを前もってアウトワークにて製作し、これらの各モジュールをダブルスキン構体の一部であるマウンティングレールにボルトで固定する方法を採用している。これにより構造の簡素化、部品点数削減、コストダウンを図っている。
外観では屋根構造が張り上げ屋根となり、車端部の窓は車体との段差をほぼなくしたほか、車外の側扉引き込み防止ゴムが省略された。車端部では隅柱を強化した三角形の断面構造とし、屋根 - 台枠下面間へ強固に接合させた。ダブルスキン構造の採用と合わせて車体強度を向上させ、衝突事故時の安全性をさらに向上させている。妻構体と側構体の接合部（面取り部）は、一体成形加工（ダイレスフォーミング）と称する曲げ加工とすることで溶接を廃止している。
火災対策・有毒ガス対策
客室においては韓国・大邱地下鉄放火事件を教訓として、火災発生時に塩素ガスやシアン化水素等の有毒ガスの発生源となる塩化ビニルやFRP等の合成樹脂系材料の使用を取りやめている。内装部品はリサイクル性の向上のため、車体材料と同じアルミニウムの使用部材を多用する「モノアロイ化」（単一合金化）を図っている。
座席は1人分ごとに区分されたセパレートシートとされ、1人分の掛け幅は460 mmに拡大した。袖仕切は形状が変更された。床敷物は塩化ビニル系から火災発生時に有毒ガスの発生しない灰色のゴム材となった。側扉横の手すりは戸袋内柱と一体化したアルミ形材に、車両間貫通扉はドアクローザ式から傾斜式に変更、持ち手は従来よりも長い手すり状となった。
火災対策としてつり革のベルトは溶融滴下のしないナイロン繊維とした。つり手棒受けは従来車ではアルミの中空品に白色の焼付塗装をしたものであったが、このグループはアルミの無塗装品で板状のものに変更した。
車体の上質化とコストダウン
車体の上質化として側壁の非常通報器、ドアコック、ドア上の鴨居点検カバー部の車内案内表示器を内装パネルとの段差をなくし、見付けをすっきりさせた。仕様の見直しによって、ラインデリアの台数を各車2台削減、側扉ガラスの単板ガラス化、側窓のカーテンは引っ掛け式に戻された。さらに車内案内表示器は全扉上配置から千鳥配置とし、表示器のないドア上部には「このドアが開きます」「反対側のドアが開きます」の表示ランプが設置された。
中間車は2・9号車に車椅子スペースを設置しているが、新たに3 - 8号車にはフリースペースを設置した。フリースペースは座席のない点では車椅子スペースと同様だが、車椅子スペースは車椅子利用者の安全確保から非常通報器と車椅子固定ベルト（固定ベルトは13次車で初採用）を設置するが、フリースペースは大きな荷物を持った乗客のためのスペースとしており、非常通報器と固定ベルトは省略されている。
制御装置は三菱電機製だが、PGセンサレス方式、純電気ブレーキ対応形となった（素子耐圧は8次車以降3,300 V - 1,200 A）。編成組成は11次車以降と同じであるが、パンタグラフは編成で5台から3台に削減された。床下機器では従来は別々に艤装していた主回路用断流器と高速度遮断器（HB）は1つの箱（断流器箱）に集約したほか、補助回路用高速度遮断器（SIV HB）も1つの箱（変圧器箱）に集約した。
付随車3両に設置されていた第二元空気だめ（空気溜め = 空気タンク）は、空気圧縮機（CP）搭載車の第一元空気だめの容量を大きくすることで廃止したほか、別々であった保安空気だめと戸閉空気だめは2室空気だめとして一体化されている。独立して設置していた機器類（各種接触器類、通報制御器、TISモニタ局、接地スイッチ等）は共通機器箱に集約しており、艤装工程の削減、コストダウン、省メンテナンス化した。

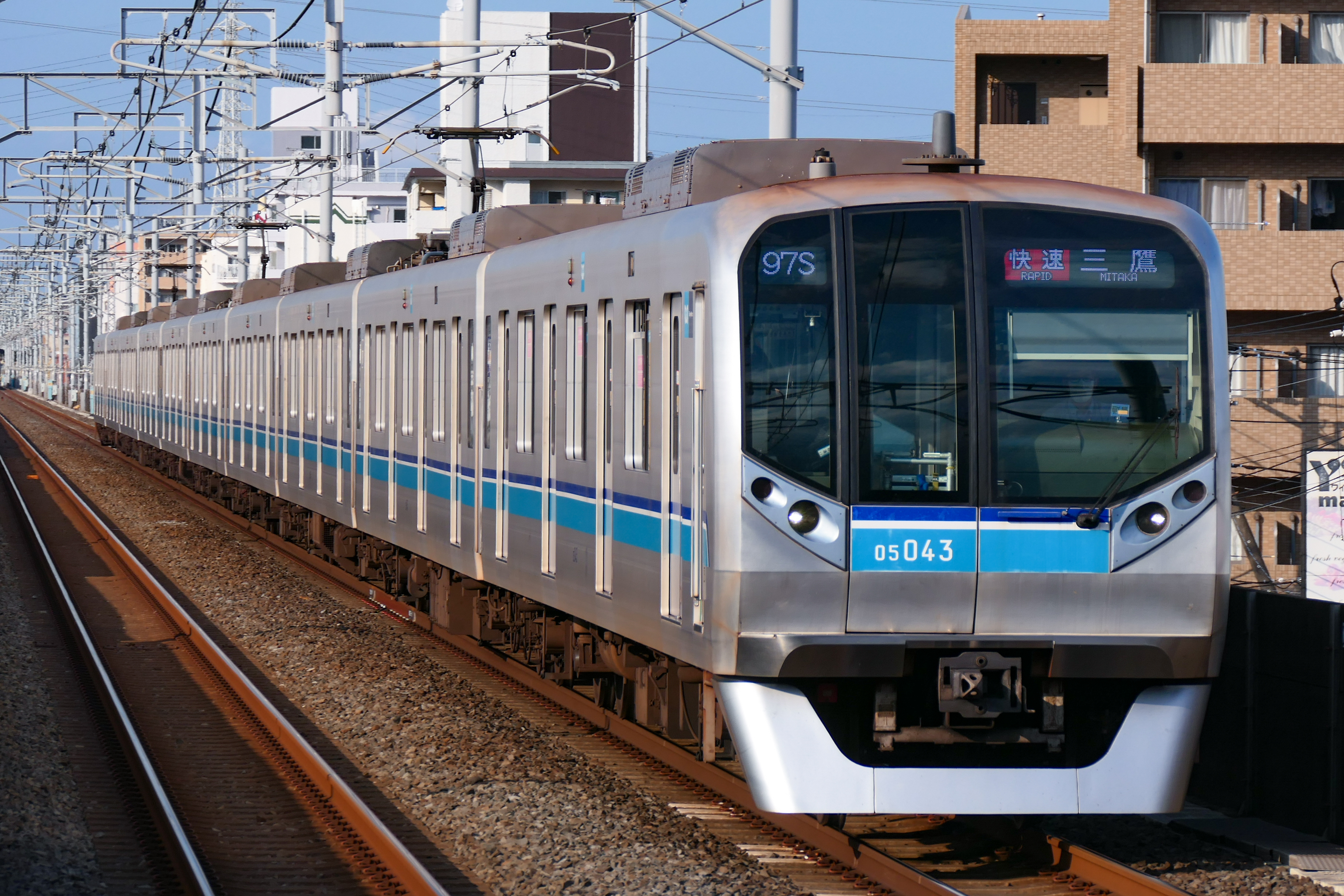
第43編成（13次車） （2022年5月 南行徳駅）
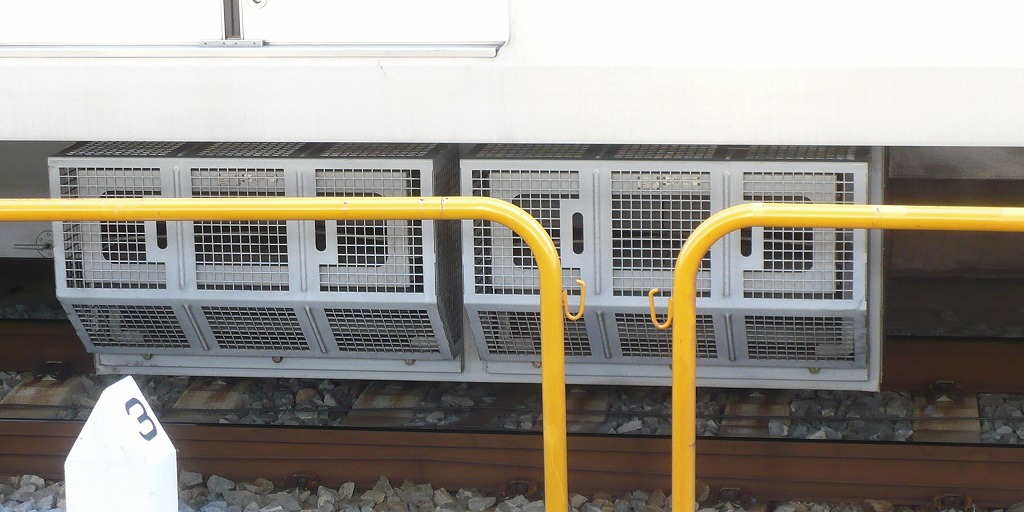
MAP-178-15V134形VVVFインバータ装置・2側の素子冷却フィン（写真は東葉高速2000系の同一品）
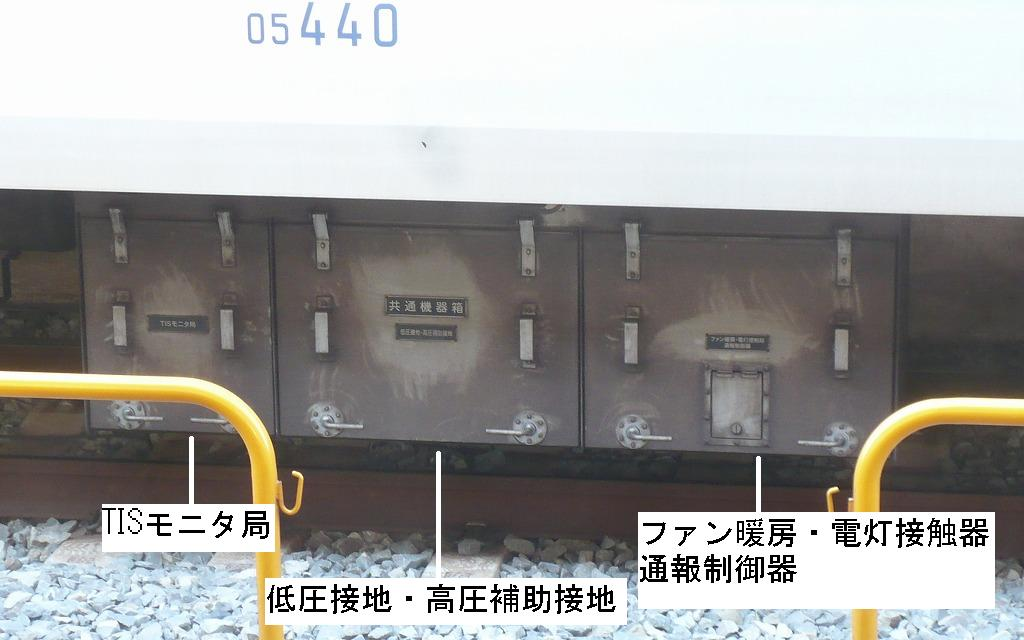
機器が集約された共通機器箱。写真は05-440号車の例で、設置機器は車両によって一部異なる

概要にある通り、このグループは当初東葉高速車を含めて19本投入する計画となっていたが、計画が変更され、10000系の投入に伴う07系の有楽町線から東西線への転属で補充することとなった。このため、第44 - 47編成の製造計画は中止され、2004年度に製造された第40 - 43編成4本（13次車）と東葉車11本（当初の予定通り）の15本で終了となった。

## 製造次ごとの仕様の違い
ここでは共通事項や基本項目などについて説明する。

### 仕様一覧
|                     | 05系                                                                                 | 05系                                                                                 | 05系                                                                                 | 05系                                                                                 | 05系                                                                                 | 05系                                                                                 | 05系                                                                                 | 05系                                                                                 | 05N系                                                                                | 05N系                                                                                | 05N系                                                                                | 05N系                                                                                | 05N系                                                                                | 05N系                                                                                |
| ------------------- | ------------------------------------------------------------------------------------ | ------------------------------------------------------------------------------------ | ------------------------------------------------------------------------------------ | ------------------------------------------------------------------------------------ | ------------------------------------------------------------------------------------ | ------------------------------------------------------------------------------------ | ------------------------------------------------------------------------------------ | ------------------------------------------------------------------------------------ | ------------------------------------------------------------------------------------ | ------------------------------------------------------------------------------------ | ------------------------------------------------------------------------------------ | ------------------------------------------------------------------------------------ | ------------------------------------------------------------------------------------ | ------------------------------------------------------------------------------------ |
| 編成番号            | 01 - 03                                                                              | 04 - 06                                                                              | 07 - 09                                                                              | 10 - 13                                                                              | 14                                                                                   | 15 - 18                                                                              | 19 - 21                                                                              | 22 - 24                                                                              | 25 - 27                                                                              | 28 - 30                                                                              | 31 - 33                                                                              | 34 - 36                                                                              | 37 - 39                                                                              | 40 - 43                                                                              |
| 製造次 （製造年度） | 1 (1988)                                                                             | 2 (1989)                                                                             | 3 (1990)                                                                             | 4 (1991)                                                                             | 4 (1991)                                                                             | 5 (1992)                                                                             | 6 (1993)                                                                             | 7 (1994)                                                                             | 8 (1999)                                                                             | 9 (2000)                                                                             | 10 (2001)                                                                            | 11 (2002)                                                                            | 12 (2003)                                                                            | 13 (2004)                                                                            |
|                     | 第01 - 13編成 （1 - 4次車）                                                          | 第01 - 13編成 （1 - 4次車）                                                          | 第01 - 13編成 （1 - 4次車）                                                          | 第01 - 13編成 （1 - 4次車）                                                          | 第14編成 （4次車）                                                                   | 第15 - 18編成 （5次車）                                                              | 第19 - 24編成 （6・7次車）                                                           | 第19 - 24編成 （6・7次車）                                                           | 第25 - 33編成 （8 - 10次車）                                                         | 第25 - 33編成 （8 - 10次車）                                                         | 第25 - 33編成 （8 - 10次車）                                                         | 第34 - 39編成 （11 - 12次車）                                                        | 第34 - 39編成 （11 - 12次車）                                                        | 第40 - 43編成 （13次車）                                                             |
| 前面形状            | 角型前照・尾灯 スカートなし                                                          | 角型前照・尾灯 スカートなし                                                          | 角型前照・尾灯 スカートなし                                                          | 角型前照・尾灯 スカートなし                                                          | 角型前照・尾灯 スカートなし                                                          | 角型前照・尾灯 スカートなし                                                          | 角型前照・尾灯 スカートなし                                                          | 角型前照・尾灯 スカートなし                                                          | 丸型前照・尾灯 スカートあり                                                          | 丸型前照・尾灯 スカートあり                                                          | 丸型前照・尾灯 スカートあり                                                          | 丸型前照・尾灯 スカートあり                                                          | 丸型前照・尾灯 スカートあり                                                          | 丸型前照・尾灯 スカートあり                                                          |
| 前照灯              | シールドビーム                                                                       | シールドビーム                                                                       | シールドビーム                                                                       | シールドビーム                                                                       | シールドビーム                                                                       | シールドビーム                                                                       | シールドビーム                                                                       | シールドビーム                                                                       | シールドビーム                                                                       | シールドビーム                                                                       | シールドビーム                                                                       | HID                                                                                  | HID                                                                                  | HID                                                                                  |
| 行先表示装置        | 字幕                                                                                 | 字幕                                                                                 | 字幕                                                                                 | 字幕                                                                                 | 3色LED                                                                               | 3色LED                                                                               | 3色LED                                                                               | 3色LED                                                                               | 3色LED                                                                               | 3色LED                                                                               | 3色LED                                                                               | 3色LED                                                                               | 3色LED                                                                               | 3色LED                                                                               |
| 車内案内表示器      | 全扉上設置                                                                           | 全扉上設置                                                                           | 全扉上設置                                                                           | 全扉上設置                                                                           | 全扉上設置                                                                           | 全扉上設置                                                                           | 全扉上設置                                                                           | 全扉上設置                                                                           | 全扉上設置                                                                           | 全扉上設置                                                                           | 全扉上設置                                                                           | 全扉上設置                                                                           | 全扉上設置                                                                           | 千鳥配置                                                                             |
| 側扉幅              | 1.3 m                                                                                | 1.3 m                                                                                | 1.3 m                                                                                | 1.3 m                                                                                | 1.8 m                                                                                | 1.8 m                                                                                | 1.3 m                                                                                | 1.3 m                                                                                | 1.3 m                                                                                | 1.3 m                                                                                | 1.3 m                                                                                | 1.3 m                                                                                | 1.3 m                                                                                | 1.3 m                                                                                |
| 車体構造            | シングルスキン                                                                       | シングルスキン                                                                       | シングルスキン                                                                       | シングルスキン                                                                       | シングルスキン                                                                       | シングルスキン                                                                       | シングルスキン                                                                       | シングルスキン                                                                       | シングルスキン                                                                       | シングルスキン                                                                       | シングルスキン                                                                       | セミダブルスキン                                                                     | セミダブルスキン                                                                     | オールダブルスキン                                                                   |
| 制御方式            | 高周波 分巻チョッパ                                                                  | 高周波 分巻チョッパ                                                                  | 高周波 分巻チョッパ                                                                  | 高周波 分巻チョッパ                                                                  | GTO素子 VVVFインバータ                                                               | 高周波 分巻チョッパ                                                                  | IGBT素子 VVVFインバータ                                                              | IGBT素子 VVVFインバータ                                                              | IGBT素子 VVVFインバータ                                                              | IGBT素子 VVVFインバータ                                                              | IGBT素子 VVVFインバータ                                                              | IGBT素子 VVVFインバータ                                                              | IGBT素子 VVVFインバータ                                                              | IGBT素子 VVVFインバータ                                                              |
| MT比                | 5M5T                                                                                 | 5M5T                                                                                 | 5M5T                                                                                 | 5M5T                                                                                 | 4M6T                                                                                 | 5M5T                                                                                 | 4M6T                                                                                 | 4M6T                                                                                 | 4M6T                                                                                 | 4M6T                                                                                 | 4M6T                                                                                 | 5M5T                                                                                 | 5M5T                                                                                 | 5M5T                                                                                 |
| 主電動機出力        | 160 kW                                                                               | 160 kW                                                                               | 160 kW                                                                               | 160 kW                                                                               | 200 kW                                                                               | 160 kW                                                                               | 205 kW                                                                               | 205 kW                                                                               | 205 kW                                                                               | 205 kW                                                                               | 205 kW                                                                               | 165 kW                                                                               | 165 kW                                                                               | 165 kW                                                                               |
| 編成総出力          | 3,200 kW                                                                             | 3,200 kW                                                                             | 3,200 kW                                                                             | 3,200 kW                                                                             | 3,200 kW                                                                             | 3,200 kW                                                                             | 3,280 kW                                                                             | 3,280 kW                                                                             | 3,280 kW                                                                             | 3,280 kW                                                                             | 3,280 kW                                                                             | 3,300 kW                                                                             | 3,300 kW                                                                             | 3,300 kW                                                                             |
| 歯車比              | 5.73 (86:15)                                                                         | 5.73 (86:15)                                                                         | 5.73 (86:15)                                                                         | 5.73 (86:15)                                                                         | 7.79 (109:14)                                                                        | 5.73 (86:15)                                                                         | 7.79 (109:14)                                                                        | 7.79 (109:14)                                                                        | 7.79 (109:14)                                                                        | 7.79 (109:14)                                                                        | 7.79 (109:14)                                                                        | 6.21 (87:14)                                                                         | 6.21 (87:14)                                                                         | 6.21 (87:14)                                                                         |
| パンタグラフ        | 菱形5基                                                                              | 菱形5基                                                                              | 菱形5基                                                                              | 菱形5基                                                                              | 菱形4基                                                                              | 菱形5基                                                                              | 菱形4基                                                                              | 菱形4基                                                                              | 菱形4基                                                                              | 菱形4基                                                                              | 菱形4基                                                                              | シングルアーム式 5基                                                                 | シングルアーム式 5基                                                                 | シングルアーム式 3基                                                                 |
| 運転台              | 回転式ツーハンドル                                                                   | 回転式ツーハンドル                                                                   | 回転式ツーハンドル                                                                   | 回転式ツーハンドル                                                                   | 回転式ツーハンドル                                                                   | 回転式ツーハンドル                                                                   | 回転式ツーハンドル                                                                   | 回転式ツーハンドル                                                                   | ワンハンドル                                                                         | ワンハンドル                                                                         | ワンハンドル                                                                         | ワンハンドル                                                                         | ワンハンドル                                                                         | ワンハンドル                                                                         |
| 座席形状            | 区分柄あり 非片持ち式                                                                | 区分柄あり 非片持ち式                                                                | 区分柄あり 非片持ち式                                                                | 区分柄あり 非片持ち式                                                                | 区分柄あり 非片持ち式                                                                | 区分柄あり 非片持ち式                                                                | 区分柄あり 非片持ち式                                                                | 区分柄あり 非片持ち式                                                                | 区分柄なし 片持ち式                                                                  | 区分柄なし 片持ち式                                                                  | 区分柄なし 片持ち式                                                                  | 区分柄なし 片持ち式                                                                  | 区分柄なし 片持ち式                                                                  | 区分柄なし 片持ち式                                                                  |
| 袖仕切り            | 小型                                                                                 | 小型                                                                                 | 小型                                                                                 | 小型                                                                                 | 小型                                                                                 | 小型                                                                                 | 小型                                                                                 | 小型                                                                                 | 大型                                                                                 | 大型                                                                                 | 大型                                                                                 | 大型                                                                                 | 大型                                                                                 | 大型                                                                                 |
| 座席中間握り棒      | なし                                                                                 | なし                                                                                 | なし                                                                                 | なし                                                                                 | なし                                                                                 | なし                                                                                 | なし                                                                                 | なし                                                                                 | なし                                                                                 | なし                                                                                 | なし                                                                                 | あり                                                                                 | あり                                                                                 | あり                                                                                 |
| 座席定員減 （※1）   | 3名                                                                                  | 3名                                                                                  | 3名                                                                                  | 3名                                                                                  | 該当車なし                                                                           | 2名                                                                                  | 2名                                                                                  | 2名                                                                                  | 2名                                                                                  | 2名                                                                                  | 2名                                                                                  | 3名                                                                                  | 3名                                                                                  | 3名                                                                                  |
| 座席定員 （※2）     | 先頭車：48名 中間車：54名 (3-7-7-7-3)                                                | 先頭車：48名 中間車：54名 (3-7-7-7-3)                                                | 先頭車：48名 中間車：54名 (3-7-7-7-3)                                                | 先頭車：48名 中間車：54名 (3-7-7-7-3)                                                | 先頭車：40名 中間車：44名 (2-6-6-6-2)                                                | 先頭車：40名 中間車：44名 (2-6-6-6-2)                                                | 先頭車：46名 中間車：54名 (4-6-7-6-4)                                                | 先頭車：46名 中間車：54名 (4-6-7-6-4)                                                | 先頭車：46名 中間車：54名 (4-6-7-6-4)                                                | 先頭車：46名 中間車：54名 (4-6-7-6-4)                                                | 先頭車：46名 中間車：54名 (4-6-7-6-4)                                                | 先頭車：48名 中間車：54名 (3-7-7-7-3)                                                | 先頭車：48名 中間車：54名 (3-7-7-7-3)                                                | 先頭車：48名 中間車：54名 (3-7-7-7-3)                                                |
| 開閉可能窓          | 7人掛け部                                                                            | 7人掛け部                                                                            | 7人掛け部                                                                            | 7人掛け部                                                                            | 6人掛け部（戸袋除く）                                                                | 6人掛け部（戸袋除く）                                                                | 6人掛け部                                                                            | 6人掛け部                                                                            | 6人掛け部                                                                            | 6人掛け部                                                                            | 6人掛け部                                                                            | 7人掛け部                                                                            | 7人掛け部                                                                            | 7人掛け部                                                                            |
| 定員                | 先頭車：141 - 143名 中間車：152 - 155名 10両編成定員：1,506名前後 詳細は編成表を参照 | 先頭車：141 - 143名 中間車：152 - 155名 10両編成定員：1,506名前後 詳細は編成表を参照 | 先頭車：141 - 143名 中間車：152 - 155名 10両編成定員：1,506名前後 詳細は編成表を参照 | 先頭車：141 - 143名 中間車：152 - 155名 10両編成定員：1,506名前後 詳細は編成表を参照 | 先頭車：141 - 143名 中間車：152 - 155名 10両編成定員：1,506名前後 詳細は編成表を参照 | 先頭車：141 - 143名 中間車：152 - 155名 10両編成定員：1,506名前後 詳細は編成表を参照 | 先頭車：141 - 143名 中間車：152 - 155名 10両編成定員：1,506名前後 詳細は編成表を参照 | 先頭車：141 - 143名 中間車：152 - 155名 10両編成定員：1,506名前後 詳細は編成表を参照 | 先頭車：141 - 143名 中間車：152 - 155名 10両編成定員：1,506名前後 詳細は編成表を参照 | 先頭車：141 - 143名 中間車：152 - 155名 10両編成定員：1,506名前後 詳細は編成表を参照 | 先頭車：141 - 143名 中間車：152 - 155名 10両編成定員：1,506名前後 詳細は編成表を参照 | 先頭車：141 - 143名 中間車：152 - 155名 10両編成定員：1,506名前後 詳細は編成表を参照 | 先頭車：141 - 143名 中間車：152 - 155名 10両編成定員：1,506名前後 詳細は編成表を参照 | 先頭車：141 - 143名 中間車：152 - 155名 10両編成定員：1,506名前後 詳細は編成表を参照 |

※1: 車椅子スペースまたはフリースペース 1箇所あたり
※2: 車椅子スペース・フリースペース 非設置車
1. ↑  第35 - 39編成は2基降下させている。
2. ↑  第04 - 06編成のみに該当車がある。
3. ↑  第40 - 43編成の中間車は、全車とも1箇所ずつ車椅子スペースまたはフリースペースがあるため、51名。

上記の内容は落成時点のものである。改造による変更点は後述する。

### 主要部寸法
- 全長：先頭車前面形状にかかわらず20,270 mm・中間車20,000 mm
- 車体幅：2,800 mm
- 全幅(車側灯間)：2,850 mm
- 全高
  - 1 - 5次車：パンタグラフ付車両4,145 mm・それ以外4,135 mm
  - 6 - 7次車：パンタグラフ付車両4,140 mm・それ以外4,060 mm
  - 8 - 10次車：パンタグラフ付車両4,120 mm・それ以外4,020 mm
  - 11 - 13次車：パンタグラフ付車両4,080 mm・それ以外4,022 mm
- 屋根までの高さ：1 - 5次車3,670 mm、6 - 10次車3,645 mm、11 - 13次車3,635 mm
- 床面高さ：1 - 5次車：1,175 mm、6 - 10次車1,150 mm、11 - 13次車1,140 mm
- 連結器中心の高さ：先頭880 mm、中間790 mm
- 側扉部室内幅：8 - 12次車2,550 mm、13次車2,590 mm
- 側出入口高さ・連結面貫通路高さ：1,850 mm

### 車両外観
前述のように、7次車まで（05系）と8次車以降（05N系）でデザインが大幅に異なっている。しかし、基本的な窓配置は、車外から見て右半分を占める大窓上部に行先表示器があり、その左側に非常扉窓があり、上部に白字で車両番号が表記され、さらに左側に細長い窓があり、上部に運行番号表示器が収められている。尾灯は全車LED式である。
ワイパーは右側の大窓のみに設置されている。連結器は密着連結器である。非常扉はプラグドアを採用し、車外から見て左側にスライドする。電気笛は07系などより音の低いものが使用されている。現在は第04編成を除いて運転席前の大窓に遮光フィルムを貼り付けする。なお、運転台上部には日除けとしてアクリル製の光線ヨケ（遮光パネル）がある。
前述のように、製造年次によって側窓配置が異なっているが、どの編成も側窓の上部と側扉の上部の高さがほぼ揃っている。開閉可能窓はすべて1段下降窓である。
車外放送用スピーカーは5次車までは車体側面に直接取り付けられているが、6次車以降は冷房装置キセに内蔵されている。屋根構造は13次車のみ張り上げ屋根となっている。
連結間にある車両間転落防止幌は、05系では1999年 - 2000年頃に改造で設置したが、05N系では全車が新製時より設置されている。
ラインカラーの帯は前述のように7次車までと05N系で異なっているが、共に側面には腰部に貼られており、側扉及び乗務員室扉にも貼られている。05N系の方が貼り付け位置はやや低く、太い帯（水色帯）の幅がやや広くなっている。7次車までは前面と帯がつながっているが、05N系ではデザイン上前面の帯とはつながっていない。

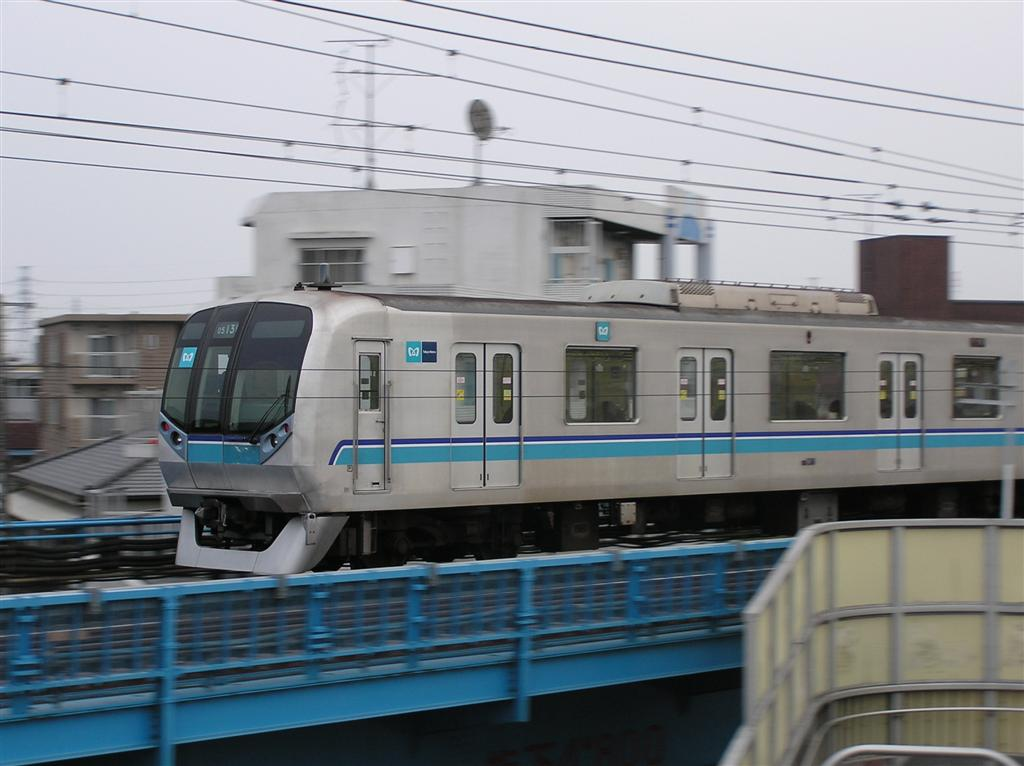
第30編成（9次車）の側面 6 - 10次車はドア間隔が不揃いである （2006年4月30日 西船橋駅 - 原木中山駅間）
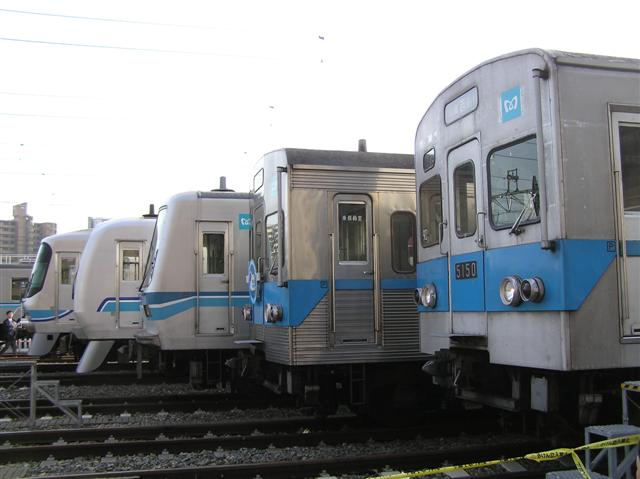
5000系・07系を含めた先頭部形状や帯高さの比較 （2007年1月27日 深川車両基地）

### 屋根上搭載機器
冷房装置は集中式を搭載する。
装置は1 - 5次車はインバータ制御式で、外観キセ（カバー）形状は角ばった形状である。インバータ制御方式はきめ細かな温度制御や省エネルギー効果が高いという特徴がある。能力は9次車まで48.84 kW（42,000 kcal/h）である。
6次車からは外気導入形のインバータ制御式とし、外観向上を目的に端部をFRP製の曲面カバーを取り付け、さらに薄型化と細長い形状に変更した。空調運転モードは「冷房」「暖房」「除湿」「送風」に加え、カレンダー機能と車内外の外気に応じてマイコンにより自動選択をする「全自動」モードを追加した（この空調運転モードは13次車まで共通）。
その後、10次車以降は快適性向上を目的に、能力を58.14 kW（50,000 kcal/h）に強化した。さらにインバータ制御方式をやめ、一般的な稼働率制御方式（ON/OFF制御方式）に変更し、外観キセ（カバー）形状も角ばった形状となった。
これはインバータ制御方式ではコスト面で不利なことや特に夏季におけるドア開閉による車内温度上昇に対処ができないためであるとしている。なお、6・7次車も後年にこの方式へと改造された。
先頭車の屋根上にはJR線用の列車無線アンテナと信号炎管が設置されている。また、3号車または4号車の連結面妻面と床下には東西線・東葉高速線用の誘導無線アンテナが設置されている。
パンタグラフは菱形搭載車はPT-4301-S形、シングルアーム車はPT-7136-E形である。

### 行先表示器
落成当初の行先表示器は前面・側面ともに第01 - 13編成が字幕式、第14編成以降は3色LEDであったが、B修工事施工後の第14 - 18編成はフルカラーLED式、千代田線転用後の第01・03・06・13編成は8色カラーLED式に変更されている。側面の設置位置はワイドドア車のみ車体中央部の側窓の上に設置されている。それ以外の編成では横から見て中央より1つ右の側窓上部に設置している。
幕式の車両は前面・側面ともにローマ字併記で書体はゴシック体であった。なお、落成当初は側面にローマ字併記はなかったが、1996年（平成8年）の東葉高速鉄道線開業に伴い、1999年（平成11年）までに順次、前面・側面ともに方向幕が交換され、ローマ字入りとなった。
3色LED車では書体は明朝体として、側面はローマ字併記があるが、前面は側面表示器よりもドットが粗く日本語のみである。前面・側面ともにLED表示器は05系のものは低輝度品だが、05N系では高輝度品を使用し、視認性の向上が図られている。なお、後に05系も前面・側面ともに05N同様の高輝度品への交換が実施された。
フルカラーLED車は書体はゴシック体を使用しており、前面・側面ともローマ字併記である。
種別表示は各駅停車の場合は当初は無表示であったが、2016年頃から順次「各停」または「各駅停車」と表示されるように変更された。3色LED車は、4文字の種別は2文字で表記される。千代田線北綾瀬支線については「綾瀬⇔北綾瀬」および「ワンマン」の交互表示である。
- 種別表示色は以下のとおり。
  - 字幕式：快速は赤地に白文字、通快は白地に深緑色の文字、東快は白地に赤文字。
  - 3色LED式：各停は橙地、快速・東快は赤文字、通快は黄緑文字。
  - フルカラーLED式（第14 - 18編成）：各駅停車は青地、快速は赤地、通勤快速は緑地、東葉快速は橙地。

### シンボルマーク

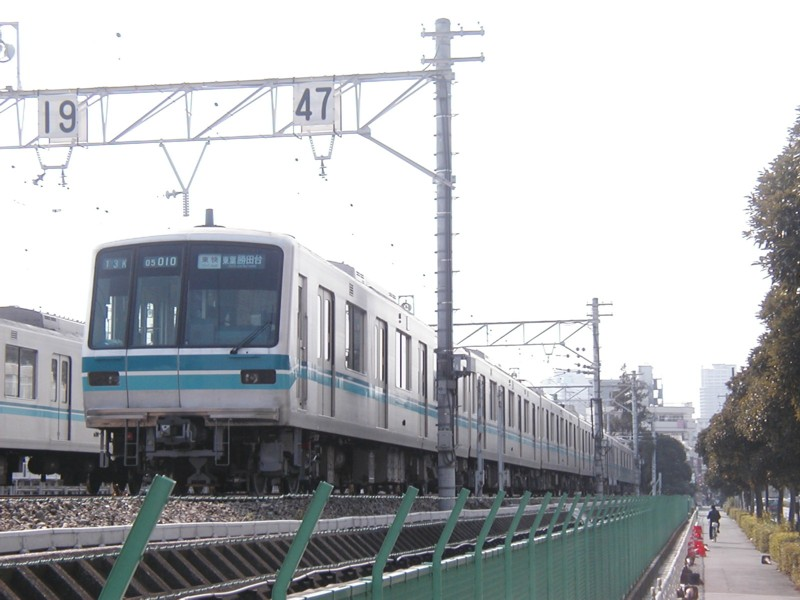
東京地下鉄移行直前の第10編成（現在は廃車） 前面左側窓上部の黒い部分に東京地下鉄マークが隠されている。 （2004年3月 深川車両基地敷地外にて撮影）

シンボルマークは営団時代は前面では非常扉の帯部分に、側面では側窓上部に営団団章「S」マークを1か所設置していた。その後の05N系からは乗務員室扉直後に大形の「S」マークを追加した。
民営化時には全編成が東京メトロ「ハートM」マークへの貼り替えが実施された。前面は左側の細長い窓上部へ、側面側窓上部は同じ位置に「ハートM」マークへと交換した。
さらに側面乗務員室扉直後には「ハートM」と「Tokyo Metro」2つのロゴマーク（コミュニケーションマーク）が貼り付けられた。
また、東京地下鉄への移行期である2003年末からは先頭車の非常口部と側面にあった営団マークを撤去し、先頭車の前面上部、乗務員扉直後と側面に東京地下鉄のマークを貼り付けていた。ただし、前面上部は黒シール、乗務員室扉直後は白シール、側面は上から営団マークを貼って隠していた。

### 車内
05系1 - 7次車の内装は、内板はラインカラーである水色をベージュ系にアレンジしたものとした。床敷物は中央をベージュ、外側を青緑色としたフットライン入りである。
袖仕切は03系とほぼ同じ形状で、荷棚端と一体形状のものである。網棚はステンレス線を格子状にスポット溶接したもので、10次車まで同様のものが使用されている。側窓のロールアップ式カーテンは水色の単色品である。その後、6・7次車については床敷物は灰色の単色品に、カーテンは8次車以降と同様の波線状の模様入り（水色）に交換されている。
05系の車内写真

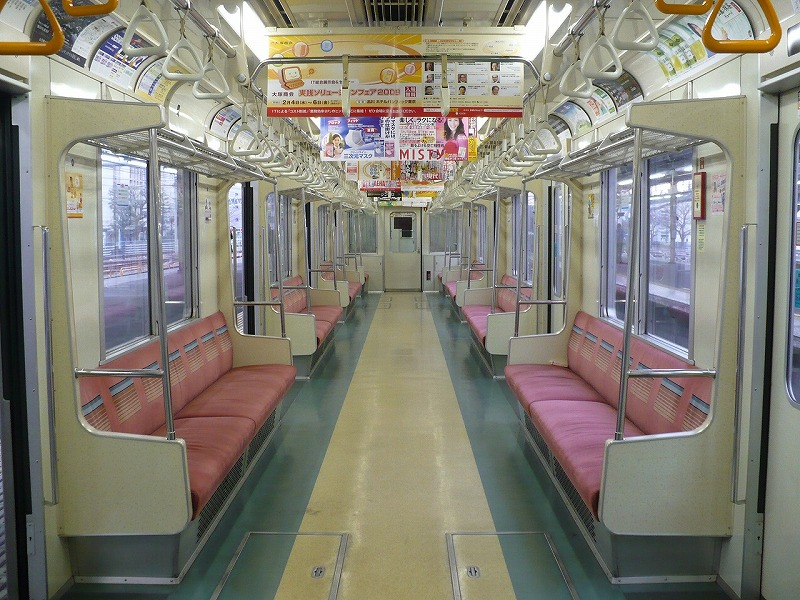
1次車の車内 （第13編成までほぼ共通）
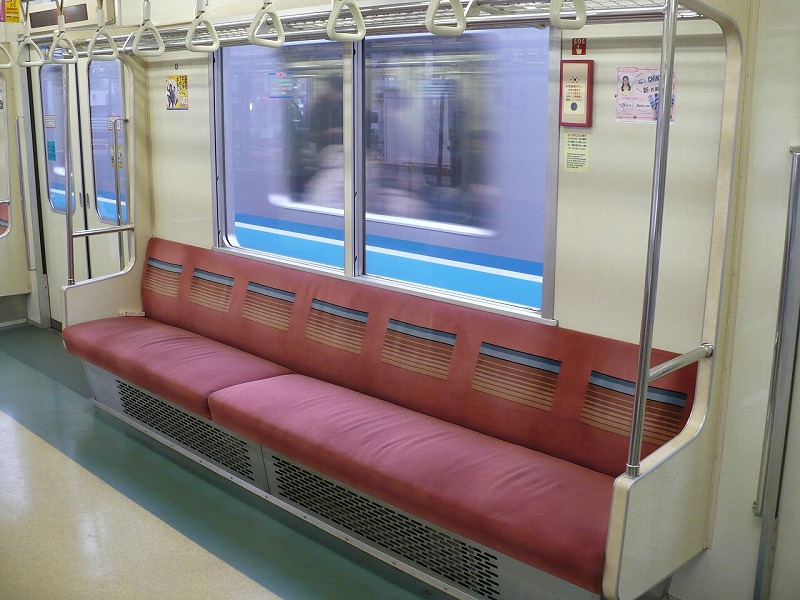
1次車の座席
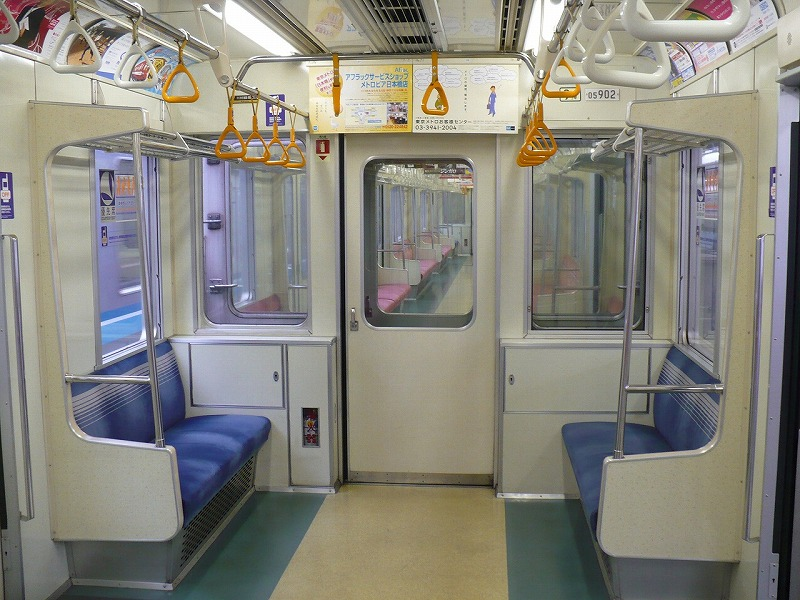
1次車の優先席部
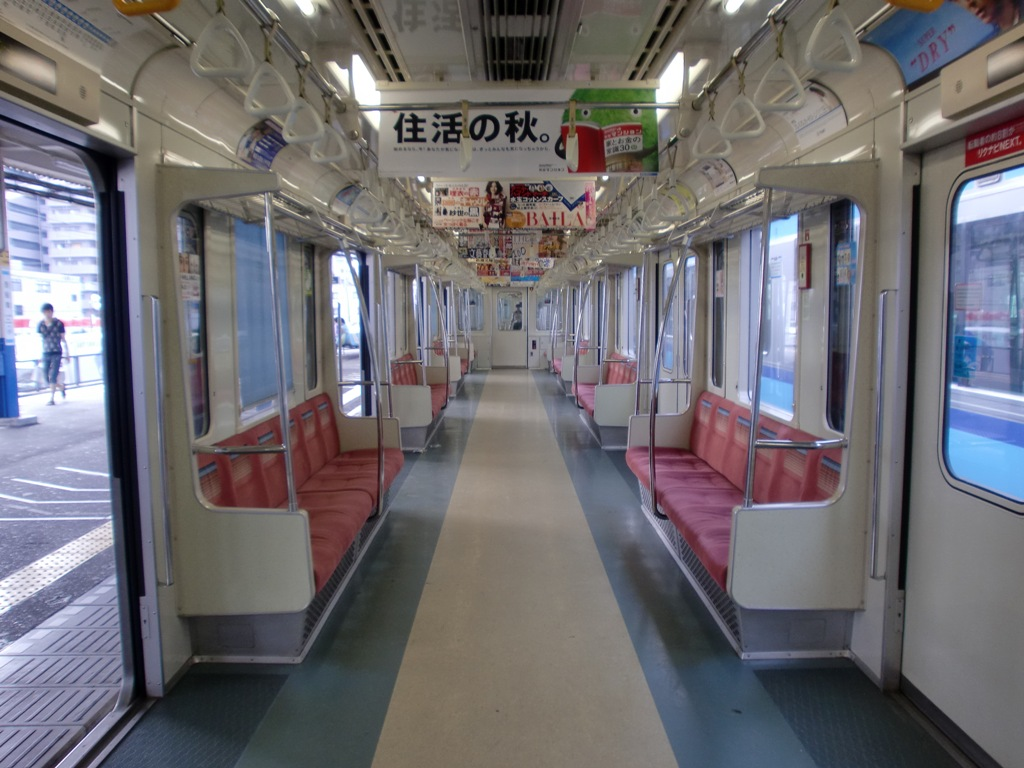
ワイドドア車の車内
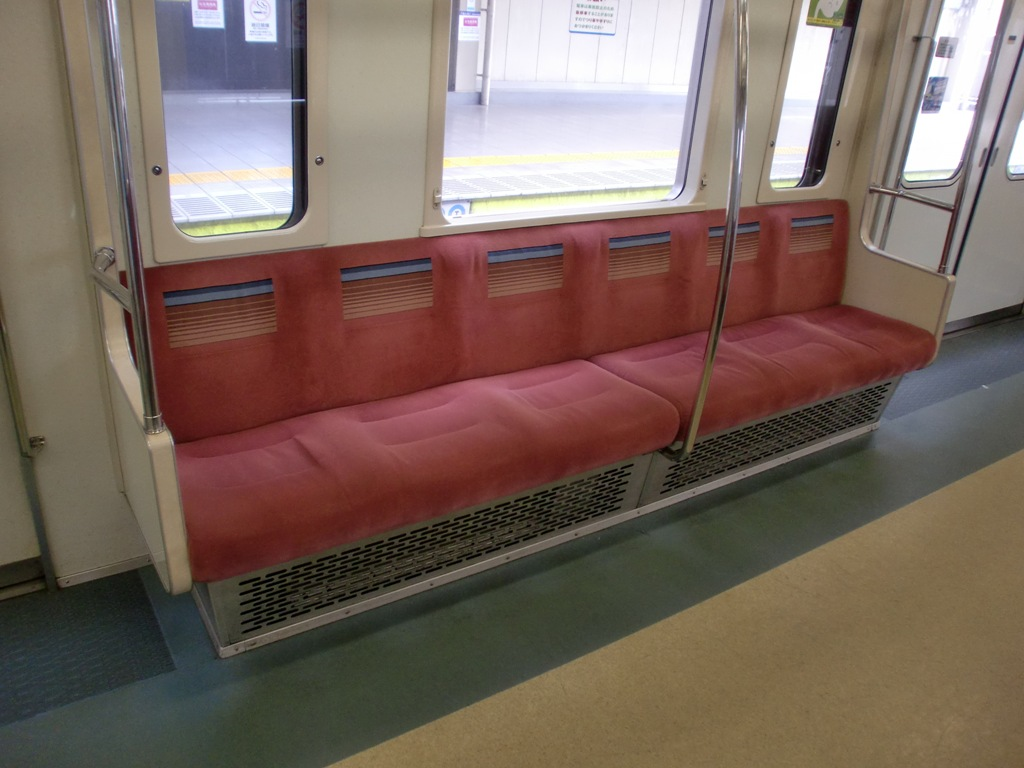
ワイドドア車の座席 （座席のスタンションポールは後年に設置されたもの）
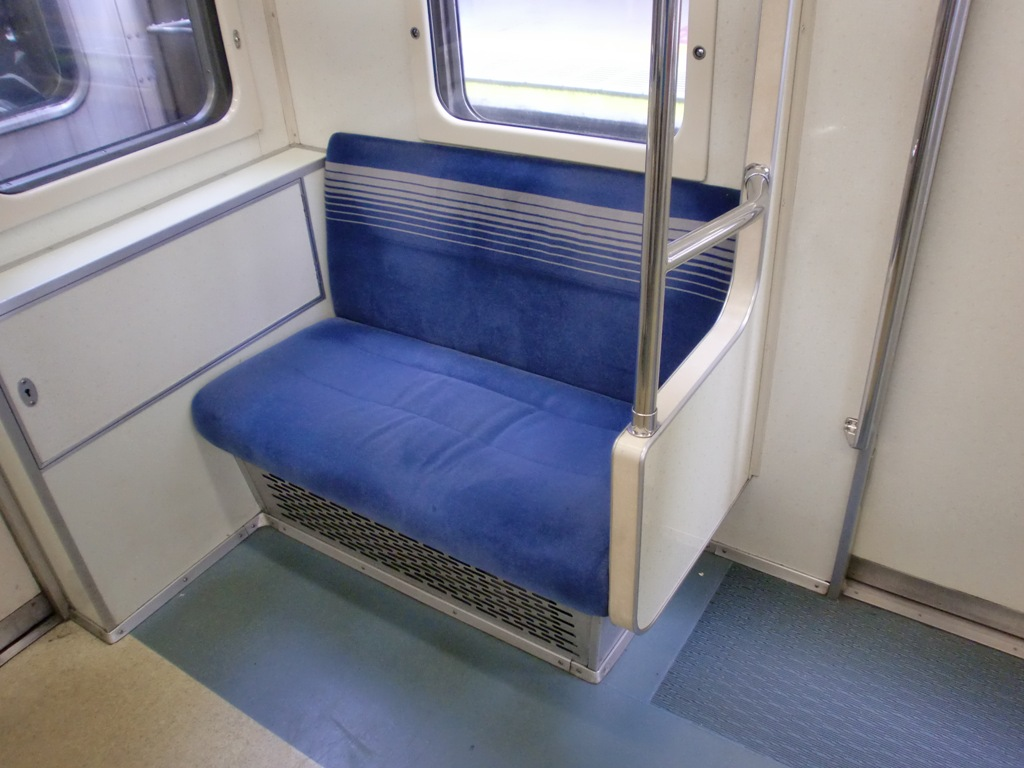
ワイドドア車の優先席部
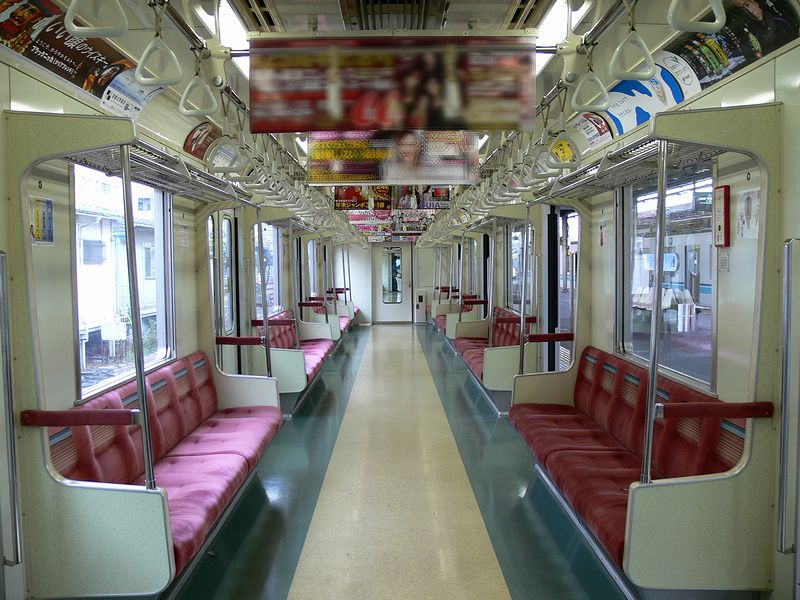
6次車の車内（床敷物は交換前）
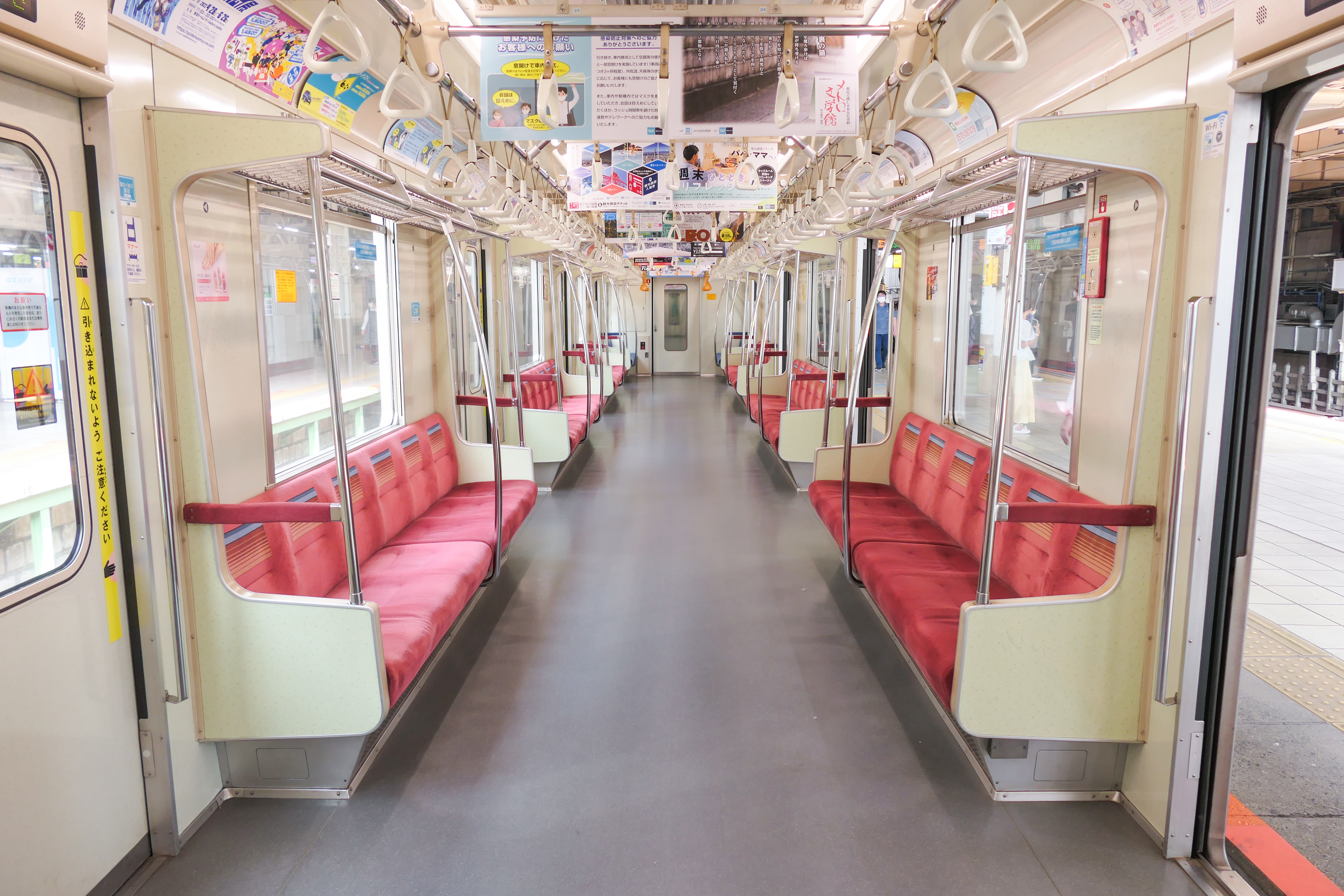
7次車の車内 （灰色の床敷物へ交換後）
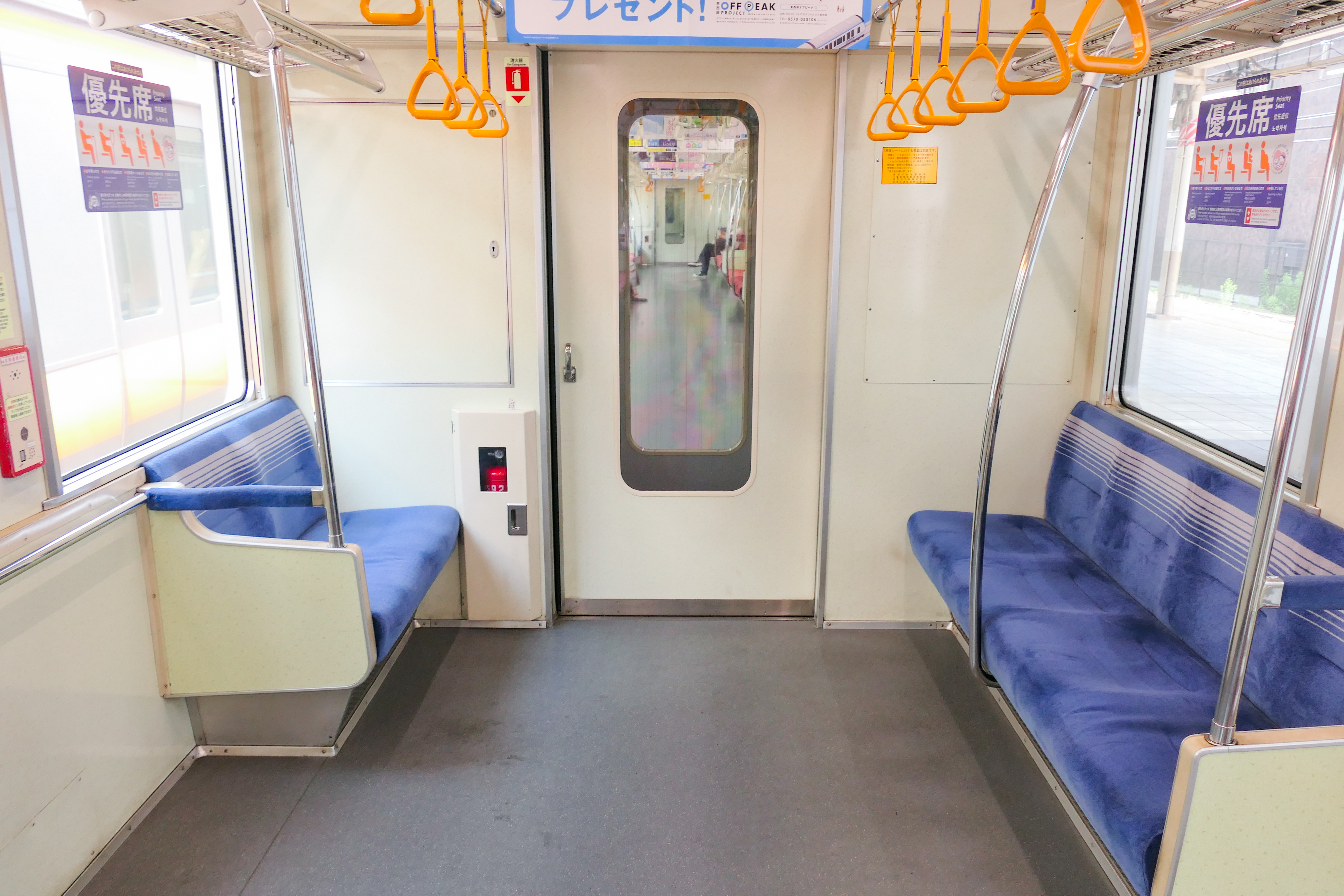
7次車の優先席と車いすスペース（左側）
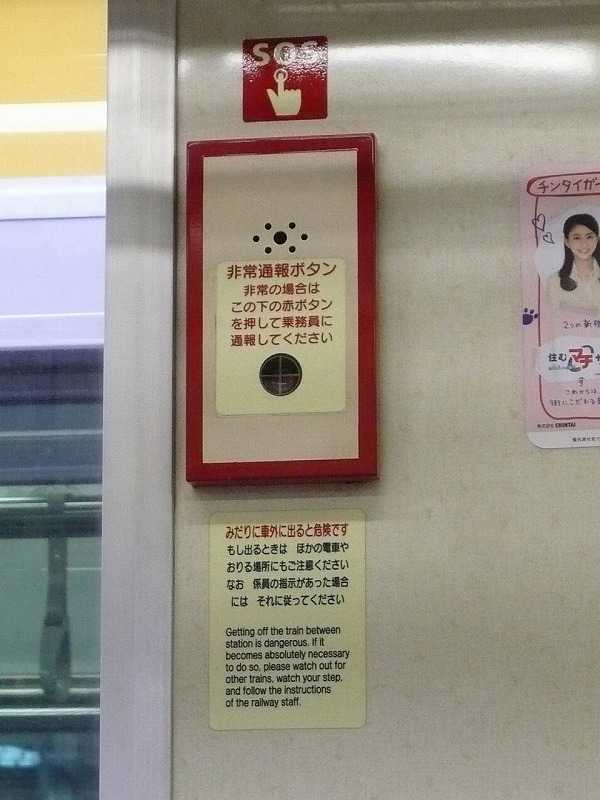
車内の警報式非常通報器
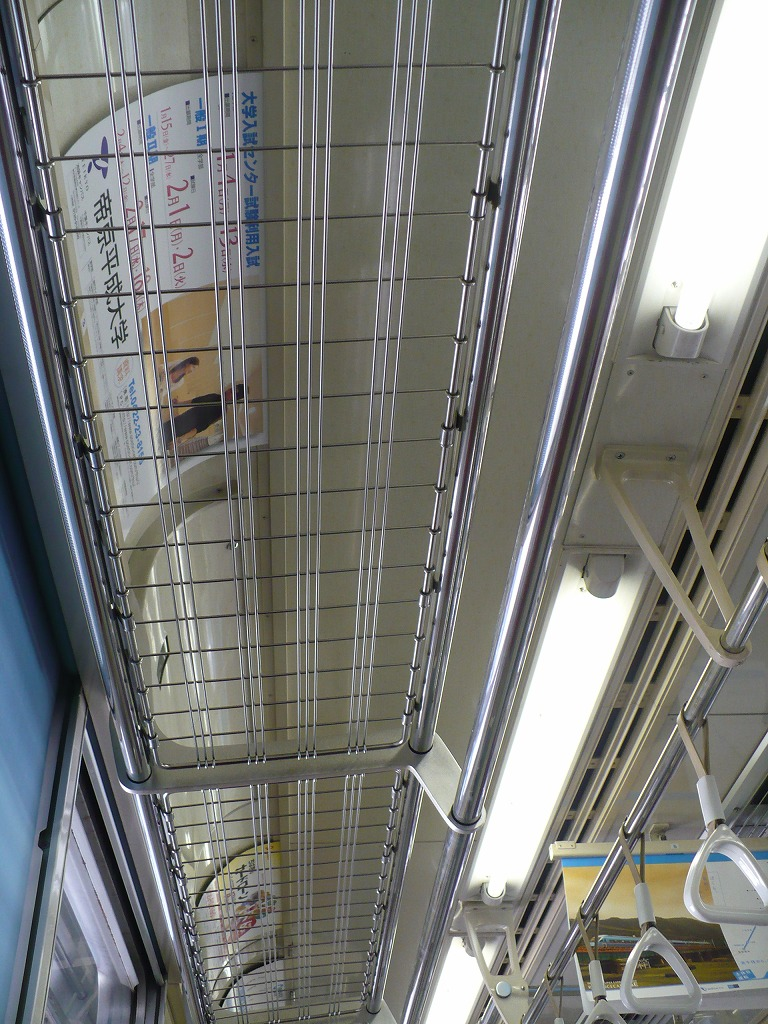
ステンレス線を組んだ荷棚網

05N系では仕様が全面的に変更され、内板は光沢仕上げから つや消しの明るいベージュ色に、床敷物は8 - 10次車は濃い茶色系の2色、11・12次車は濃い茶色系単色品を使用している。13次車では火災対策からそれまでの塩化ビニル系材料をやめ、灰色のゴム材を使用した。ゴム材自体が滑りにくい素材のため、出入口部の滑り止め加工は省略した。
ただし、13次車ならびに一部の初期車両で施工したゴム製の床敷物は、本来はアルミ材を敷いた上でゴム製の床敷物を貼り付けるものであるが、現車ではアルミ材が敷かれておらず、鉄道車両の火災対策基準を満たさないことから、国土交通省より改善指示が出されている。
袖仕切は濃いベージュ色で8 - 10次車、11・12次車、13次車で形状が異なる。荷棚形状は8 - 10次車では座席前の網棚受けは板状のアルミ材に化粧シートを貼った形状だが、11次車以降ではコストダウンのため簡易な構造とされ、荷棚受け形状を変更、荷棚網も簡単な金網式に変更されている。
05N系の車内写真

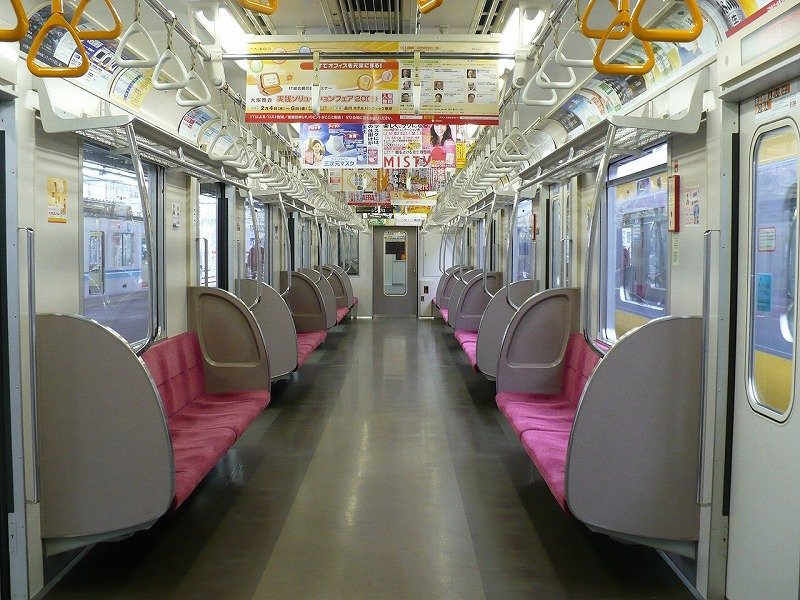
9次車の車内 （この仕様は8次-10次車共通）
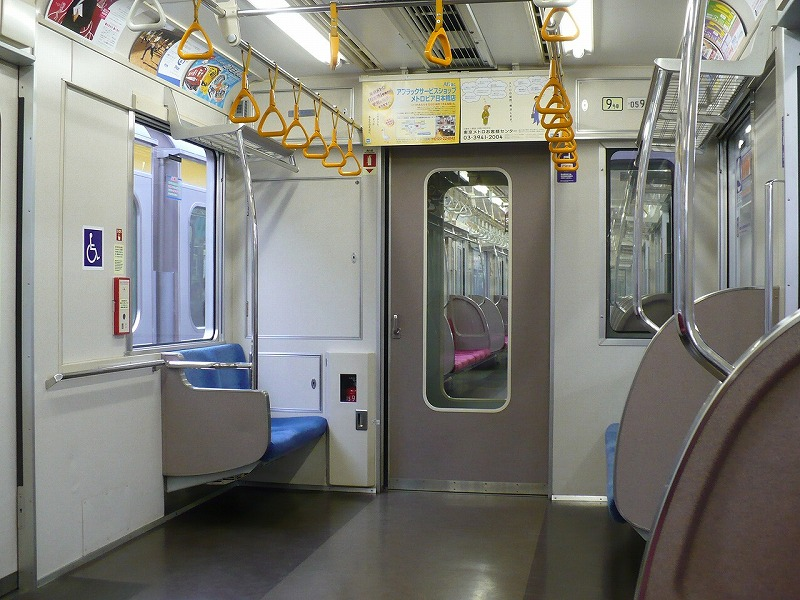
9次車の車いすスペース
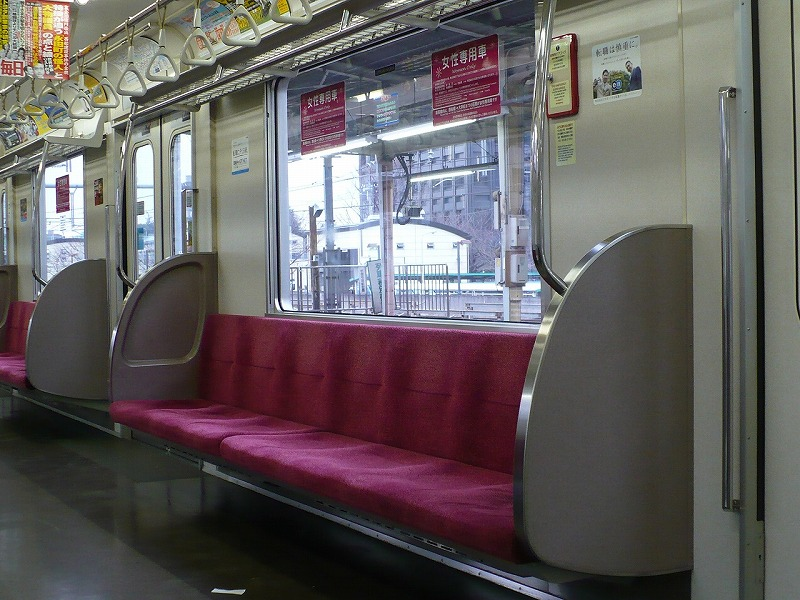
9次車の座席
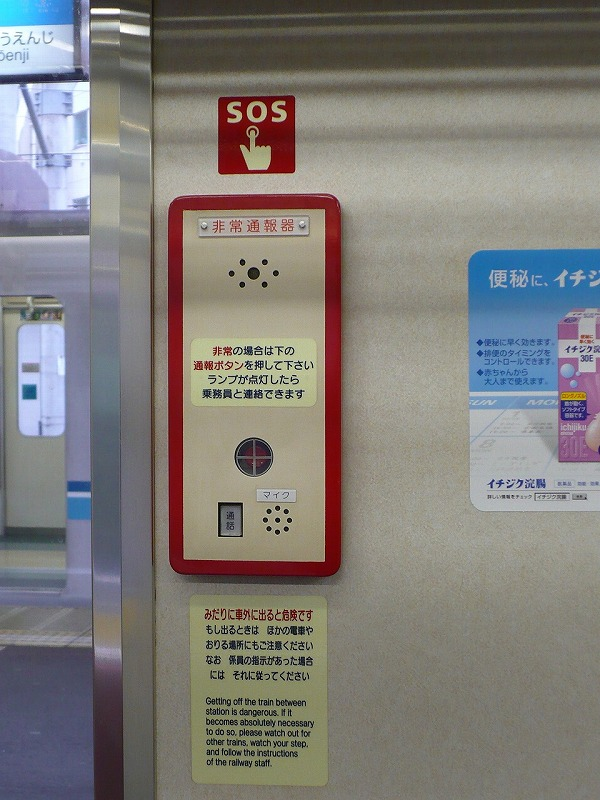
車内の対話式非常通報器
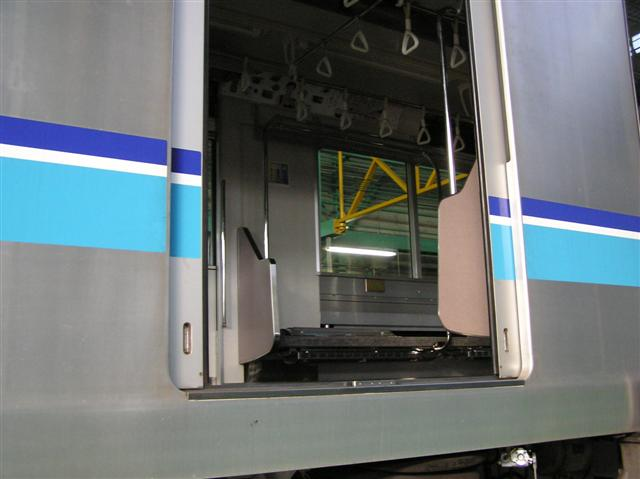
11次車の座席を取り外した様子
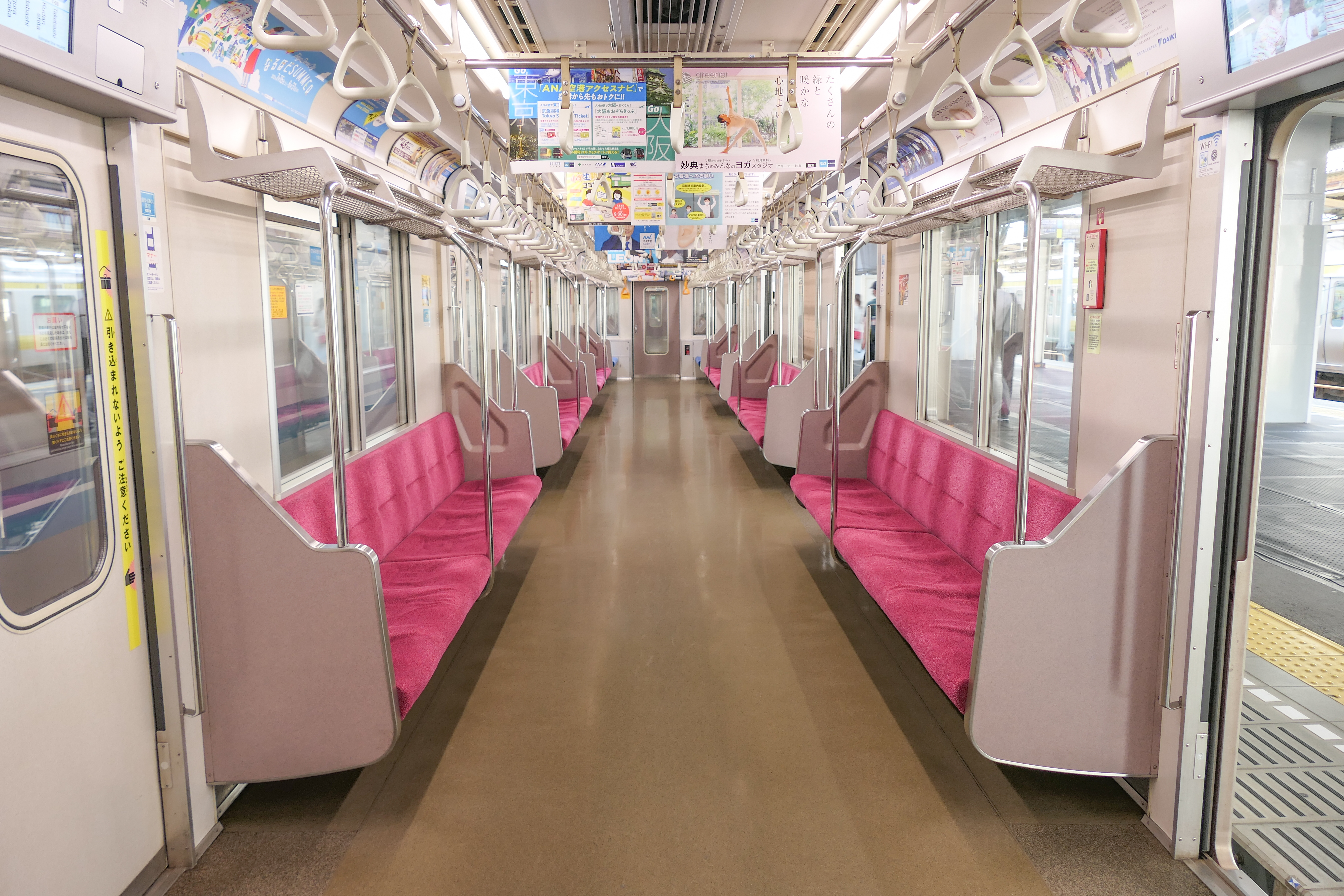
12次車車内 （この仕様は11次車も同様）
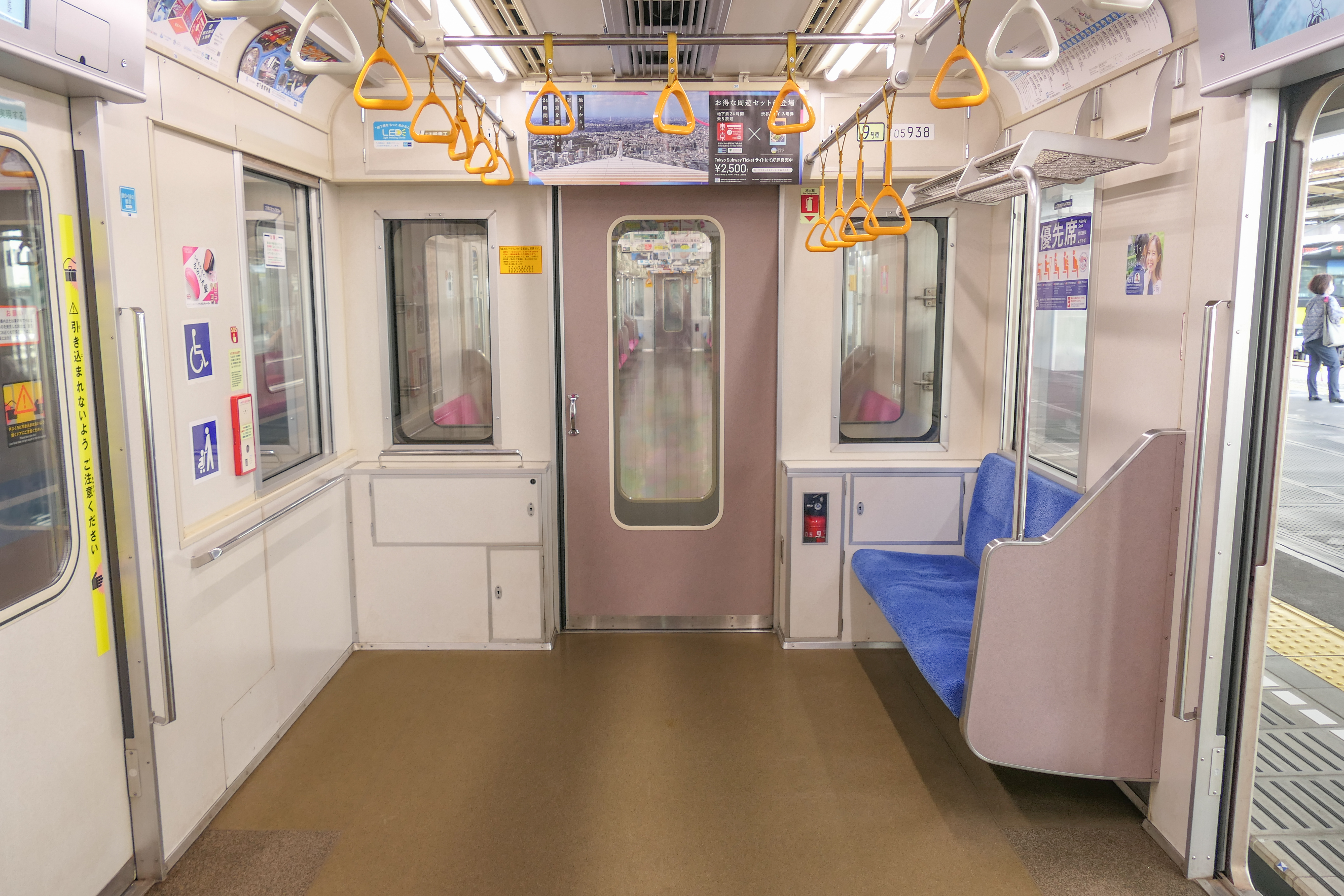
12次車の車いすスペース
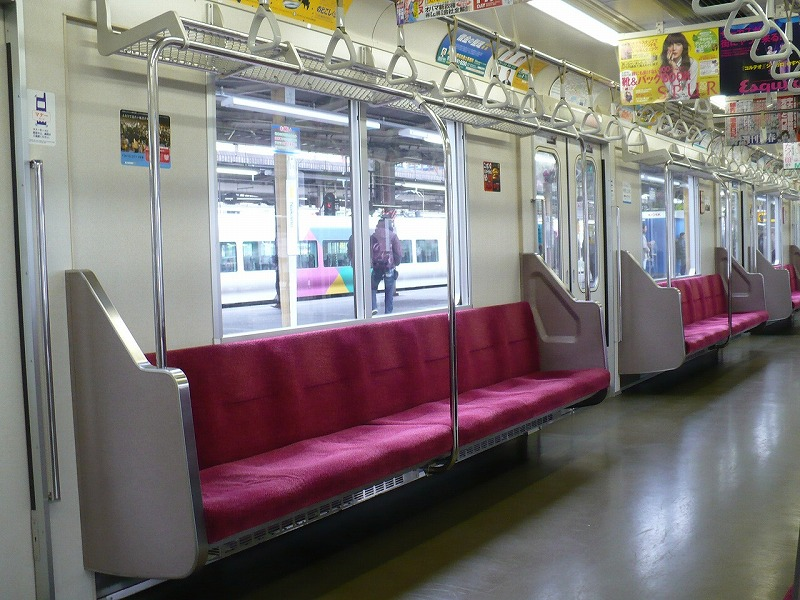
12次車の座席
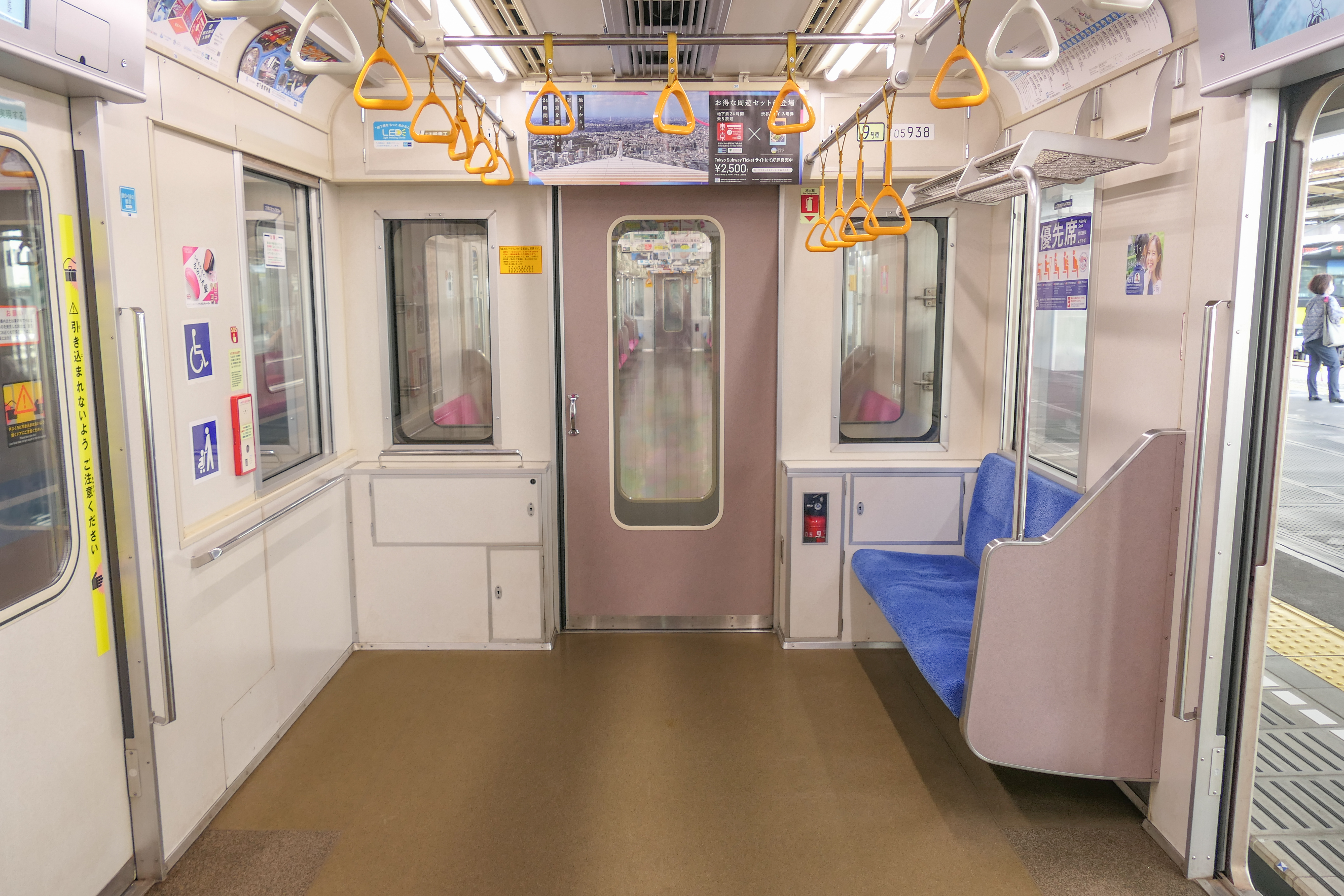
12次車の優先席
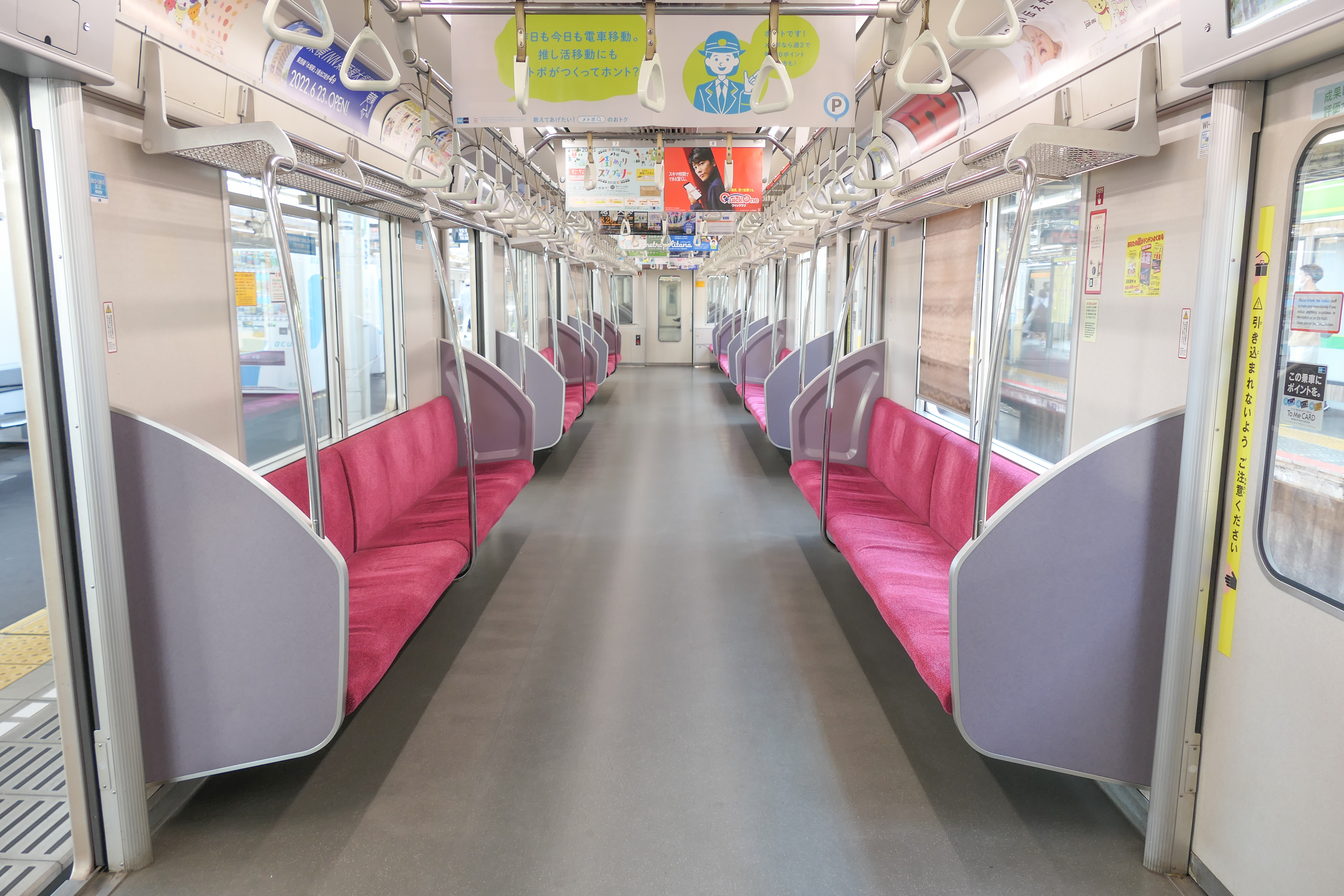
13次車の車内
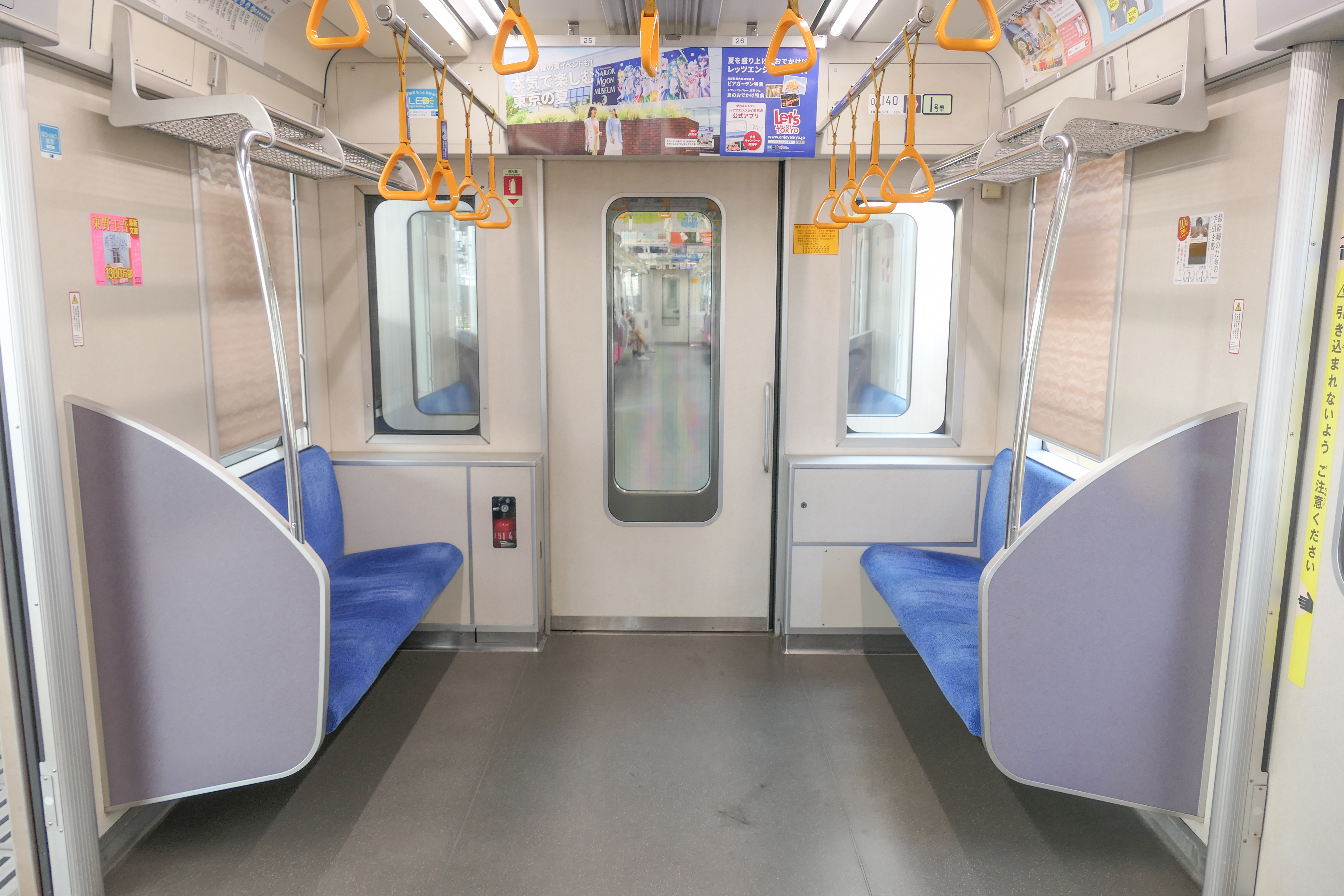
13次車の優先席

座席モケット
一般席の座席モケットは1 - 7次車は濃いピンク色の「ドビー織り」で、背もたれの部分に区分柄があるものを使用し、優先席は紺色にシルバーライン入りの表地を使用している。8次車以降の一般席の座席モケットは濃い赤色系でシャクヤクの花弁をイメージした「ジャカード織り（模様入り）」の「ピアニーレッド」色（区分柄なし）に変更され、優先席は同仕上げで青色の表地を使用している。
- 1人分の座席掛け幅は以下の通り
  - 1 - 5次車:440 mm
  - ワイドドア車:ドア間440 mm、車端部の2人掛けシートは475 mm
  - 6 - 12次車:450 mm
  - 13次車:460 mm

その他
1 - 5次車では車端部の壁は段差があり、消火器はそこの収納キセに収められている。6 - 10次車では車両の構造上段差はなく、消火器キセは客室側に出っ張っている。11次車以降は初期車と同形へ戻されている。
側扉は室内側も化粧板貼り付けで、ドアガラスは単板ガラス車は金属押さえ、複層ガラス車は白色成形品とゴムによる支持方式である。12次車までは室内側扉脇に手すりが設置されているが、13次車では側扉脇の縦面と一体化したアルミの形材に変更された。また、側扉の取っ手は12次車までは両側の扉に設置しているが、13次車では片側の扉だけに付けられている。
各車両間の貫通扉は片開き式で、扉のガラスは6次車以降では下方向に長いものとなっている。この扉も室内側は化粧板仕上げとしており、8 - 12次車は袖仕切と同一の濃い茶色だが、それ以外の編成は室内の化粧板と同様のものである。
車椅子スペースは、設置をする編成では2・9号車に設置されている。車端部が4人掛け座席構造となる6 - 10次車では2人掛け座席を設置するが、それ以外の編成では座席の設置はない。また、この部分は側窓と重なるために8次車以降では袖仕切の高さが低いものとなっている。
つり革は12次車までは東京地下鉄標準のポリカーボネート製で、白色の三角形のものである。その後、優先席部は2005年（平成17年）末にオレンジ色のものに交換されている。また、乗務員室直後の部分では枕木方向のつり革が設置されている編成と設置されていない編成がある。
なお、13次車においては火災対策からつり輪材質がポリエステル樹脂に変更され、つり革のベルトは塩化ビニル製からナイロン製とされた。
車内冷房の拡散にはダクト方式を採用し、天井中央には補助送風機であるラインデリアの収納された整風板がある。12次車まではラインデリアは先頭車9台、中間車10台を設置し、また車内放送用スピーカーも6台収納されている。13次車では仕様の見直しによって冷房吹出口は蛍光灯反射板と一体化、ラインデリアは設置台数は先頭車7台、中間車8台へと削減され、また車内放送用スピーカーは5台となった。

### 乗務員室
05系1 - 7次車では日比谷線用の03系とほぼ同じ構成で乗務員室内は緑色、運転台計器盤は紺色の配色とされた。さらに右側に仕切壁を設置している。乗務員室の奥行き（広さ）は05N系も含めて1,900 mmと広めに確保している。
操作面はデスクタイプの運転台で、計器盤は傾斜が緩く、TISモニター部分のみ計器盤が上部に出っ張っている。6次車以降では操作面やTIS部の計器盤形状が変更されたほか、種別表示灯がTISに内蔵された。右側の仕切壁には配電盤などが設けられている。
主幹制御器は縦軸回転式のツーハンドルマスコン式である。マスコンハンドルはデッドマン装置付（力行1 - 4段）、ブレーキ設定器は5次車までは取り外し式、6・7次車は黒色の固定式（常用1 - 7段・非常）である。
その後の05N系では全面的に見直され、室内はアイボリー色、運転台計器盤はダークグレーの配色とされた。さらに右側の仕切壁を廃止した。
計器盤は傾斜がきつくなり、視認性を向上させたほか計器盤の配置は南北線用の9000系に準じた配置とされた。また、13次車ではTIS部の計器盤に段差がある。
主幹制御器は左手操作形のデッドマン装置付ワンハンドルマスコン（ノッチ数はツーハンドル車と同じ）に変更された。右側には勾配起動スイッチ内蔵の右手用グリップがある。配電盤は左壁に移設され、そこにあった誘導無線操作器と非常通報受報器は操作面右端に移設され、操作性の向上を図った。
いずれも現在の速度計は白地に黒文字で120 km/hまで目盛りが刻んであり、オレンジ色に電照できるものである。落成当初、新CS-ATC非対応であった編成もあったが、それらの編成は新CS-ATC改造時に速度計自体が交換された。
また、10次車まではブレーキの減速度（km/s）を表示するブレーキ指示計（ブレーキ指令）が設置されていたが、11次車以降は力行ノッチも表示できるLED表示灯式に変更されている。
2008年3月頃より、JR線用の列車無線装置をアナログ無線からデジタル無線に変更する改造された。これにより、デジタル無線モニター・ICカードリーダー・ワイヤレス電話機設置箱が設置されている。
乗務員室と客室との仕切壁には、客室から見て左から大窓・乗務員室扉窓・細長い窓の3枚窓が並んでいる。遮光幕は大窓と乗務員室扉窓の2か所に設置されている。いずれの窓の客室側には手すりが設置されている。 なお、乗務員室扉窓はバランサー付で開閉可能である。9次車まではオレンジ色、10次車以降はグレーの着色ガラスが使用されている。

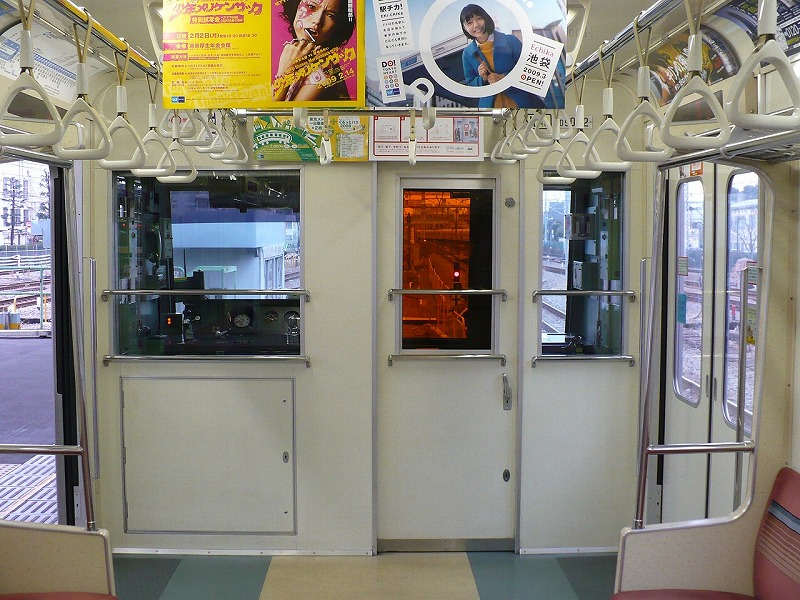
1次車（第02編成）の乗務員室仕切 （仕切窓はオレンジ色の着色ガラスを使用）
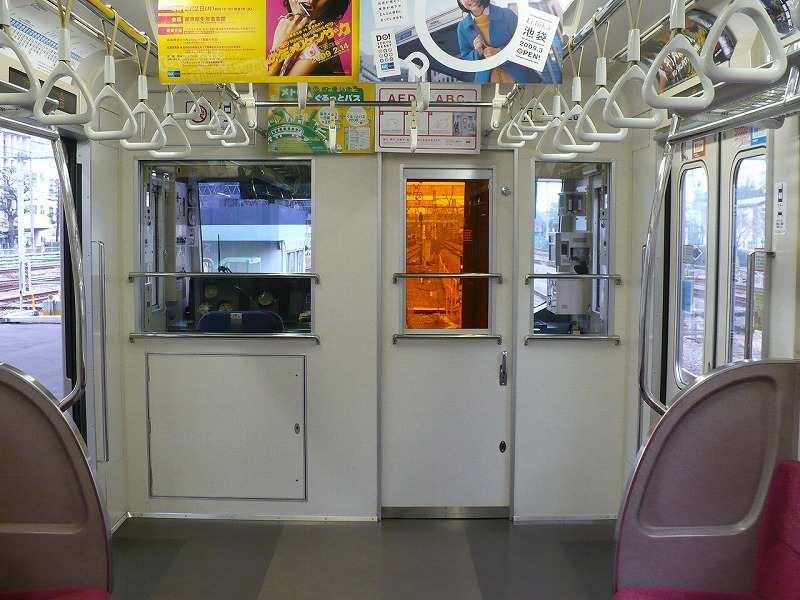
8次車（第26編成）の乗務員室仕切 （初期車とほぼ同一）
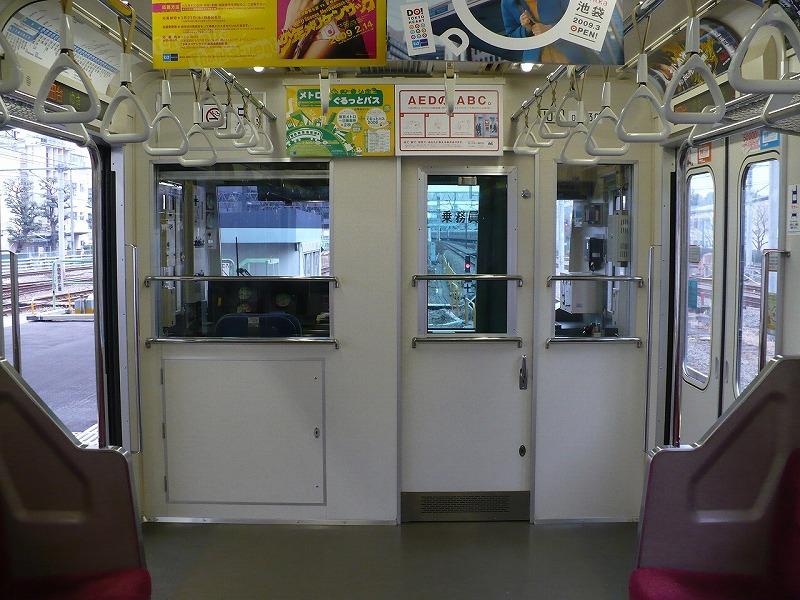
12次車（第38編成）の乗務員室仕切 （11次車より仕切窓はグレーの遮光ガラスを使用）

### 車両制御情報管理装置
03系に採用された車両制御情報管理装置「TIS（Train control Information management System）」が本系列でも採用されている。この装置はマスコンや常用ブレーキの制御指令（制御伝送）や機器を動作監視し、故障時には運転台にモニタリングする機能がある。また、検修作業や試験・試運転データの収集など検修用としても大きな機能がある。
運転台の表示器は7次車まではELディスプレイによる単色モニターである。右上のボタンで機能を切り替えて使用するが、7次車では下部にボタンがあり、操作性の向上が図られている。このグループまではサービス機器の操作は空調装置の温度補正のみができる。後の2007年までに全車がカラー液晶式に交換された。
8次車以降では性能向上により機能拡充がされている。信頼性の向上のため伝送システムを変更、完全二重伝送化して制御伝送にRS-485を採用した。画面はカラー液晶となり、7次車までの機能に加え、従来は別な設定器で行っていた「行先表示」「車内表示」「自動放送」の設定機能も追加され、乗務員の操作性向上、車両間引き通し線の削減が図られた。その後も11次車以降では機能の改良がされている。

### 床下機器
新製時の床下機器色は明るい灰色である。
- 制御装置については本文を参照。
- 駆動装置はWN平行カルダン駆動である。
- 主電動機と台車については以下の表の通りである。
  - 台車はすべて住友金属工業製のボルスタレスの空気ばね台車である。
    - ただし第07編成の05-407号車はND-718T、05-507号車はND-718という名称の、
日本車輌製造製の円錐積層ゴム式軸箱支持式ボルスタレス台車（試作台車）を使用する[31]。また、ヨーダンパが設置されていた[31]。

| 編成     | 編成 | 編成       | 01 - 13                 | 15 - 18(B修施工前)      | 14(B修施工前)           | 14 - 18(B修施工後)      | 19 - 24                 | 25 - 33                 | 34 - 43                 |
| -------- | ---- | ---------- | ----------------------- | ----------------------- | ----------------------- | ----------------------- | ----------------------- | ----------------------- | ----------------------- |
| 主電動機 | 種類 | 種類       | 直流分巻電動機          | 直流分巻電動機          | かご形三相誘導電動機    | 永久磁石同期電動機      | かご形三相誘導電動機    | かご形三相誘導電動機    | かご形三相誘導電動機    |
| 主電動機 | 形式 | 形式       | MM-2A                   | MM-2A                   | MM-I7B                  | MM-S5A                  | MM-I5A                  | MM-I5B                  | MM-I11A                 |
| 主電動機 | 出力 | 出力       | 160 kW                  | 160 kW                  | 200 kW                  | 205 kW                  | 205 kW                  | 205 kW                  | 165 kW                  |
| 台車     | 種類 | 種類       | SUミンデン式 軸箱支持式 | SUミンデン式 軸箱支持式 | ESミンデン式 軸箱支持式 | ESミンデン式 軸箱支持式 | モノリンク式 軸箱支持式 | モノリンク式 軸箱支持式 | モノリンク式 軸箱支持式 |
| 台車     | 形式 | 電動車     | SS112                   | SS112                   | SS122                   | SS122                   | SS135                   | SS135C                  | SS161                   |
| 台車     | 形式 | 電動車以外 | SS012                   | SS012                   | SS022                   | SS022                   | SS035                   | SS035C                  | SS061                   |

基礎ブレーキはいずれも保守性に優れたユニット式片押し踏面ブレーキ（ユニットブレーキ）である。軸距はSUミンデン式・円錐積層ゴム式台車は2,200 mm、それ以外は2,100 mmとして曲線通過性を向上させている。

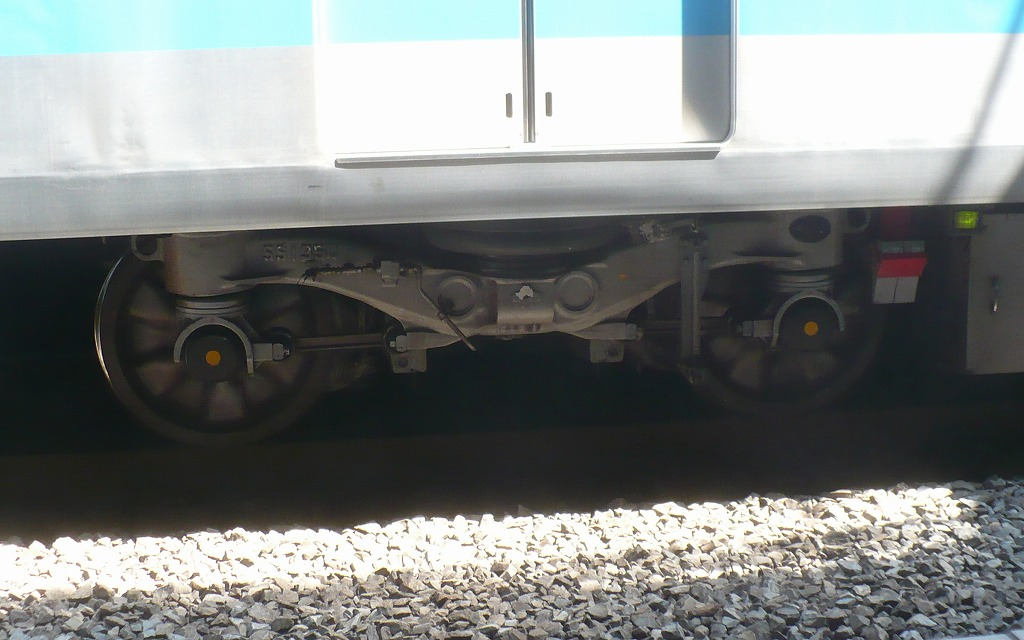
9次車のSS135C形モノリンク式ボルスタレス台車
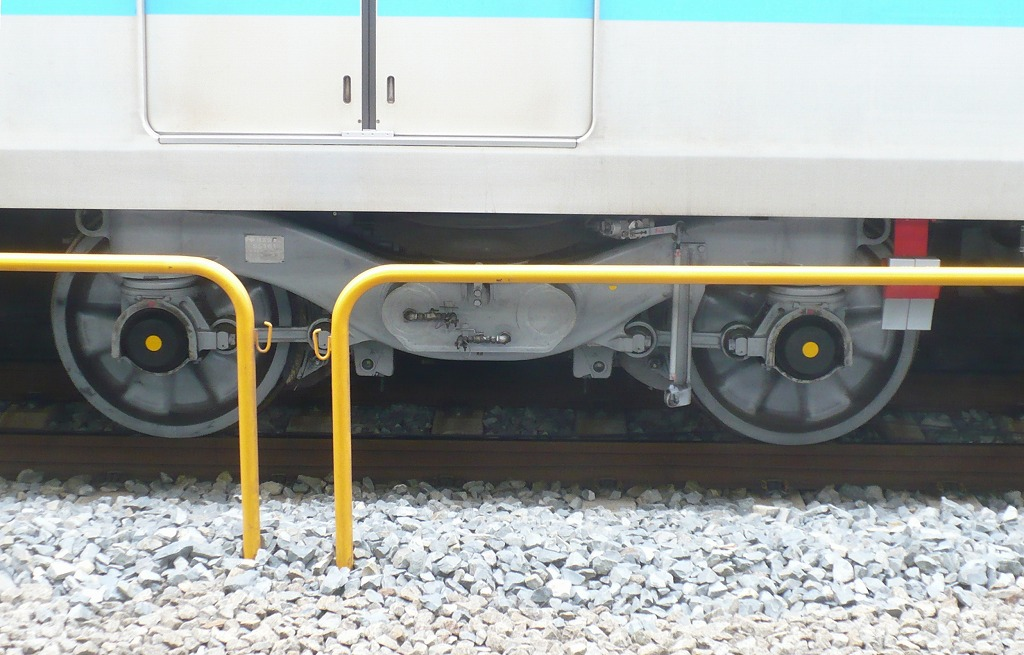
11次車のSS161形モノリンク式ボルスタレス台車
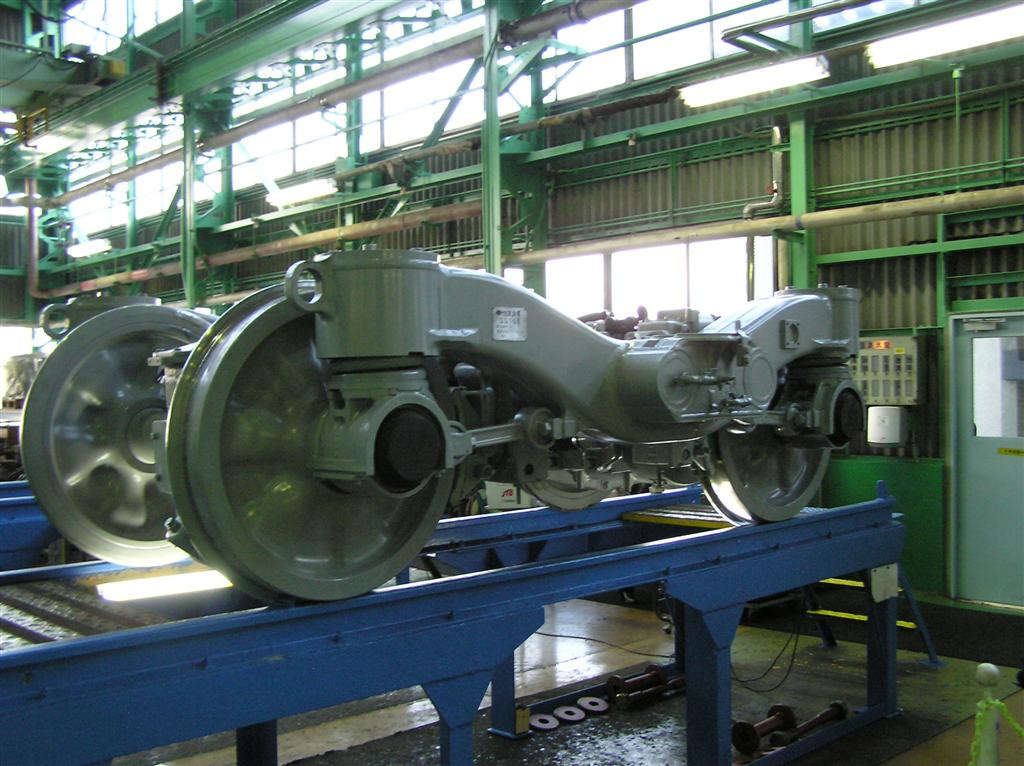
第34 - 43編成の電動車が使用するSS161台車

- ブレーキ装置はATCと連動した全電気指令式で、回生ブレーキ・遅れ込め制御を併用する。このほか耐雪ブレーキ、保安ブレーキを装備する。
- 空気圧縮機 (CP) は電動機に誘導電動機を使用したレシプロ式C-2500LB形を搭載する。
- 補助電源装置は2種類がある。
- DC-DCコンバータ（DDC） 170 kW出力（1 - 9次車、全て三菱電機製）
  - 架線からの直流1,500 Vを直流600 Vに降圧し、空調装置や空気圧縮機に電源を供給する。低圧補助回路にはCVCFインバータやトランスにより単相交流200 V、100 Vを出力するほか、整流装置で直流100 V、24 Vを出力する。
  - 1 - 5次車ではGTO素子を使用したダイレクトパラ2相2重チョッパにより直流600 Vに降圧する。このタイプのCVCFインバータはパワートランジスタ素子を使用している。
  - 6 - 9次車ではIGBT素子を使用した高周波リンクモジュールと呼ばれるインバータユニットで直流600 Vに降圧する。このタイプのCVCFインバータはIGBT素子を使用している。
- 静止形インバータ（SIV）
  - 10次車は三菱電機製の220 kVA出力、11次車以降は東芝製の240 kVA出力である。改造された6・7次車は富士電機システムズ製の240 kVA出力である。
  - 架線からの直流1,500 VをIGBT素子を使用したインバータユニットで三相交流440 Vに変換し、空調装置や空気圧縮機に電源を供給する。低圧補助回路にはトランスにより単相交流200 V、100 Vを出力するほか、整流装置で直流100 V、24 Vを出力する。

空気圧縮機と補助電源装置

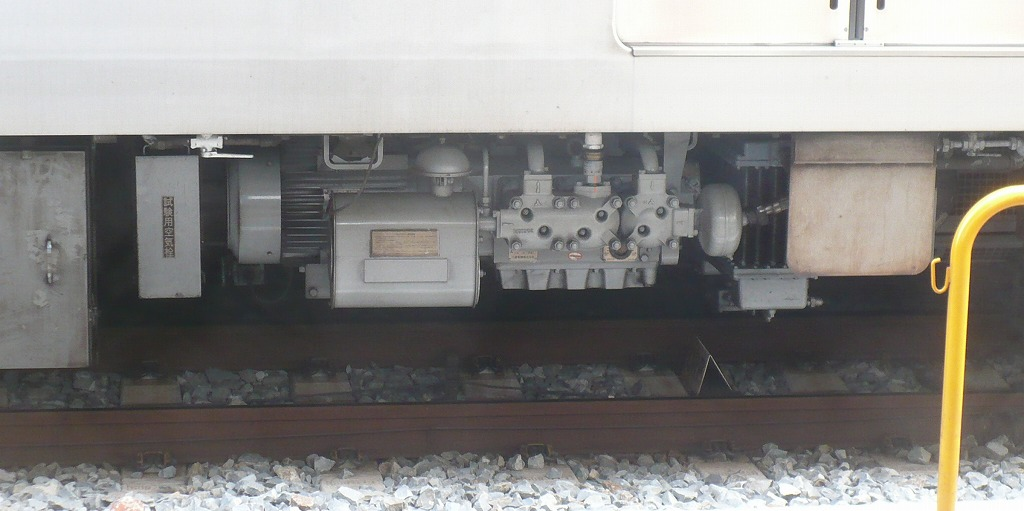
第19編成のC-2500LB形空気圧縮機（各編成共通品）
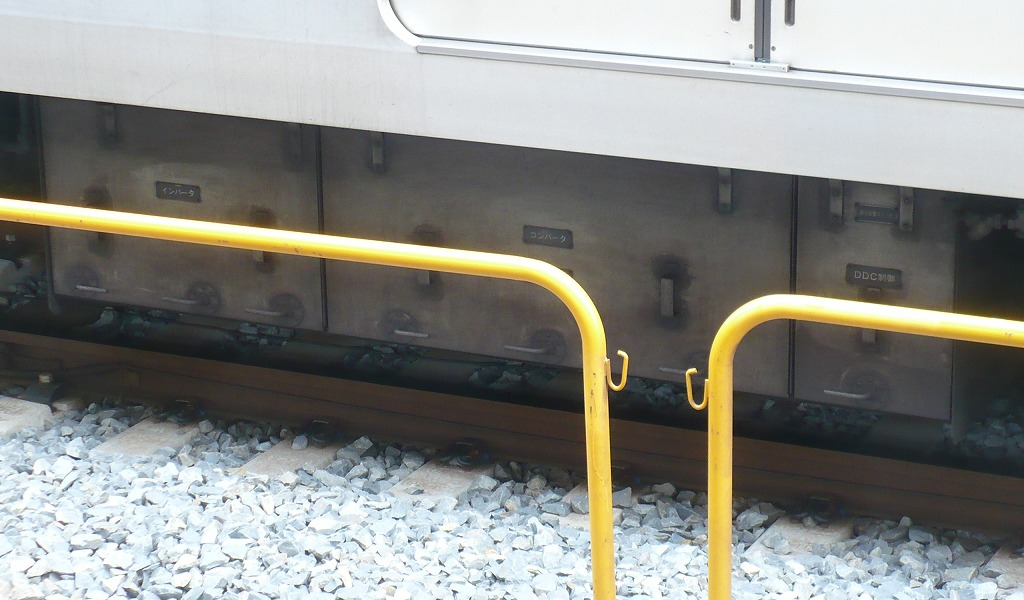
1 - 5次車のDC-DCコンバータ （写真は2側・CN-DA170A形）
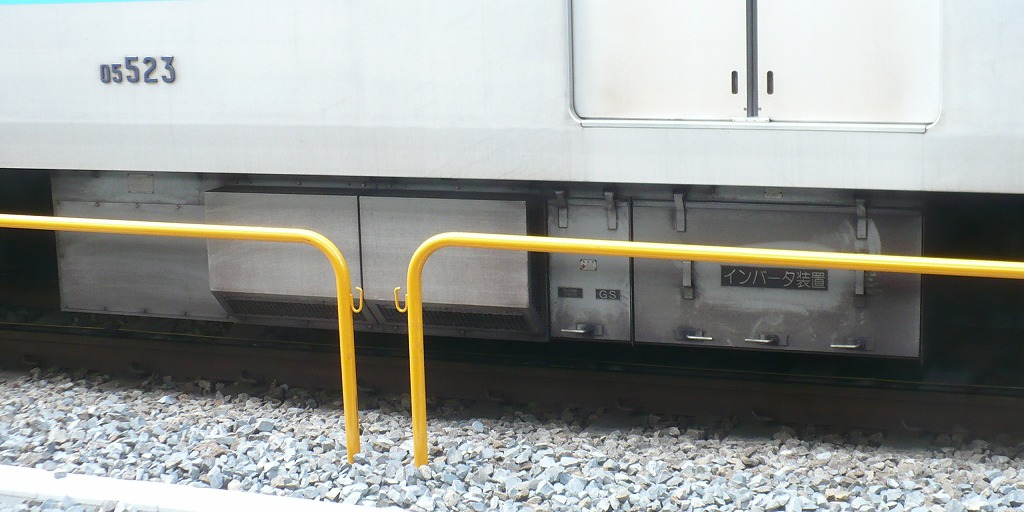
6・7次車の更新型静止形インバータ （富士電機製）
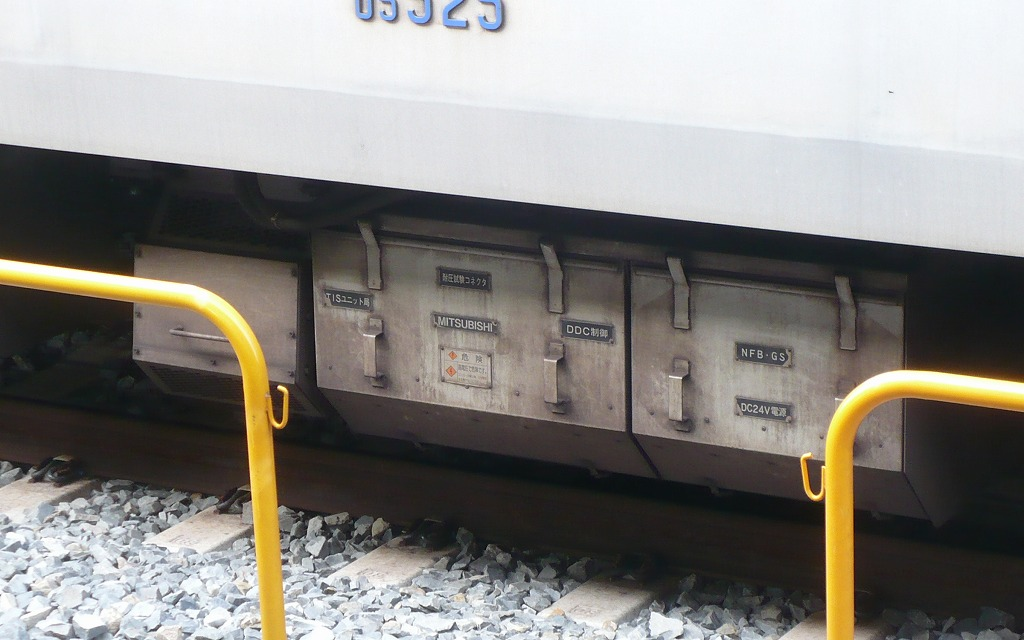
8・9次車のDC-DCコンバータ （TN-AA170C形・写真は1側）
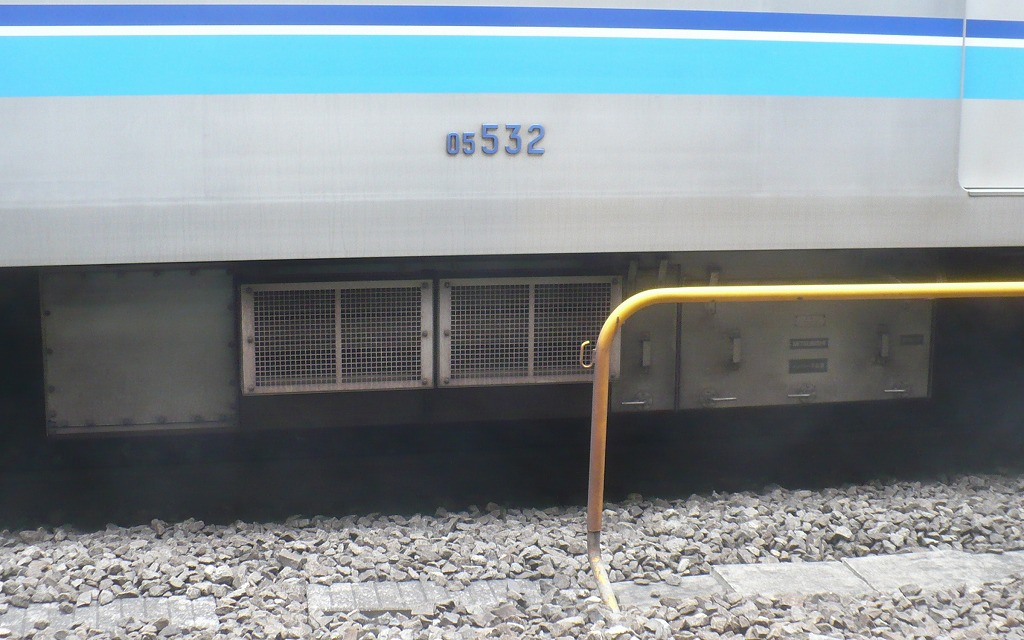
10次車の三菱製静止形インバータ （NC-EAT220A形）
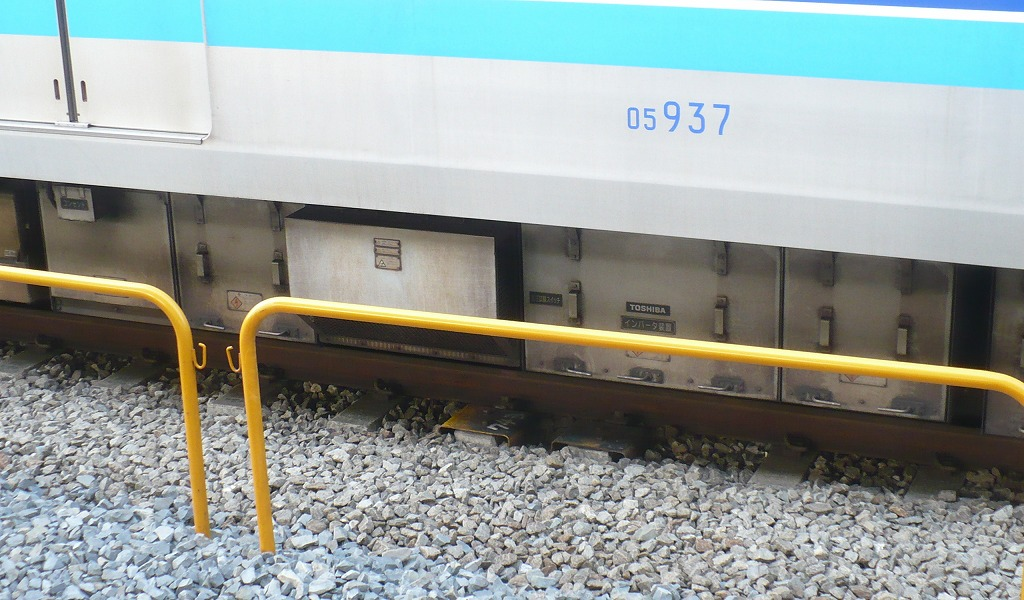
11 - 13次車の東芝製静止形インバータ （写真は12次車・INV154-C0形）。

### 停車駅通過防止装置
全車に停車駅通過防止装置が取り付けられている。東陽町以東あるいは直通先で使われる。
音は通常の警報音に加えて注意を促すための音があり、駅に近づくとまず注意を促す音（「ピー、ピー、ピー」という伸びた音）が流れ、その後運転士がブレーキ操作をすると警報音が流れる。05系1 - 7次車はこの警報音が0.5秒ほど間隔をあけて「ピッ、ピッ、ピッ」と連続発音をするのに対し、8次車以降は「ピッピッピッピッ」と間隔を空けずに連続発音をする。

## 旅客案内設備

### 自動放送
最初に製造された1次車以外は落成当初から自動放送装置を搭載しており、1次車も2000年頃に自動放送装置が設置されている。現在、東西線内ではすべての編成で自動放送を流している。
自動放送は各車AVC（オート・ボリューム・コントロール）付き分散増幅式というシステムを採用しており、走行音によって自動的に自動放送の音量が調節される仕組みになっている。
車内ドア上のパンチネット部分がそのセンサである。
放送は相手会社の仕様で東西線内とは異なっているが、車両により放送内容に差異が見られる。
また、車外案内用スピーカーを搭載しており、車掌による車外放送が使用できるほか、押しボタンによる乗降促進放送が流せる。

#### 民営化以後の自動放送の移り変わり
民営化前は日本語のみの自動放送が05系とJRのE231系800番台で使用されていたが、細部が1 - 10次車とそれ以外で異なっていた。民営化後は放送が一新された。

### 車内案内表示器
東京メトロ東西線を走る全車両でドアチャイム付の車内案内表示器がドア上に付いているが、概要は車両によって様々である。
B修施工車以外はLEDスクロール式車内案内表示器を設置しており、設置位置については1 - 7次車では側扉上部の中央部であるが、8 - 12次車では表示器の横にドアコックがある関係で左に寄って設置されている。1 - 12次車は全扉上部の設置であるが、13次車だけは側扉点検蓋（鴨居部）と一体形のアルミ材へ変更され、左右交互配置（千鳥配置）となっている。全車1段表示で、16×16ドットで1文字を表示し、これを11枚並べた16×176ドットで構成される。
B修施工車については液晶ディスプレイ(LCD)式の車内案内表示器に交換された。
- タイプ1：1・2次車は旧タイプの角型LEDとなる。表示方法が独特であり、停車中の一部表示が他車と異なり、次駅が「右から流れて来て止まる」（3次車以降のLEDは静止表示）特徴があった[注 12]。アルファベット大文字、括弧、数字、ハイフンなどの記号は全角でしか表示できない。字形もあまり美しくない。また、スクロール表示時には、周期が変わるときの敏捷性に劣る。タイプ2までは中央線・総武線・東葉高速線内での車内案内表示器は「西船橋 ゆき」、「快速 三鷹 ゆき」のように行先のみの固定表示で、自動放送も行われていない。現在このタイプは千代田線転用に伴うB修施工及び廃車により現存しない。
- タイプ2：3 - 7次車は両方スピーカーあり丸型LEDタイプ。半角となった。
- タイプ3：8 - 12次車は片側スピーカー・片側ドアコックとなり従来と少し異なる。このタイプからは直通先の案内も行うようになった。12次車は表示器の表面処理がつや消し仕上げから光沢仕上げとなり、表示内容に東葉高速鉄道の社章も表示できるようになった。
- タイプ4：13次車は別型から鴨居点検蓋一体型となり、従来とだいぶ異なる。字体も、日本語は明朝体の特徴があらわれたもの、英語は大文字の飾り部分の角度が直角のものに変わった。東葉高速2000系もこのタイプとなる。
- タイプ5：B修施工車に搭載されているLCD。

8次車以降・東葉高速2000系でも東西線内と他社線内とでも多少の違いが見られ、表示内容に関しても多少異なる。

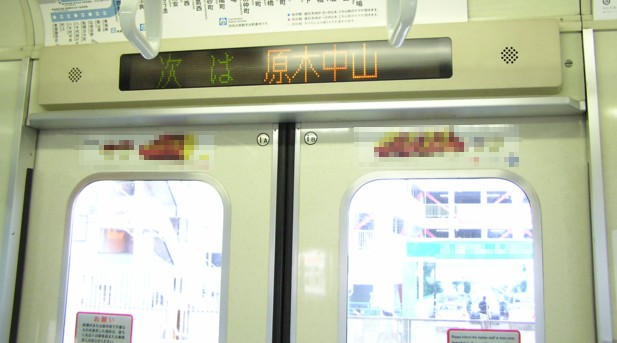
初期車の車内表示器周辺 四角いLEDによる表示である 側扉窓は金属押さえである
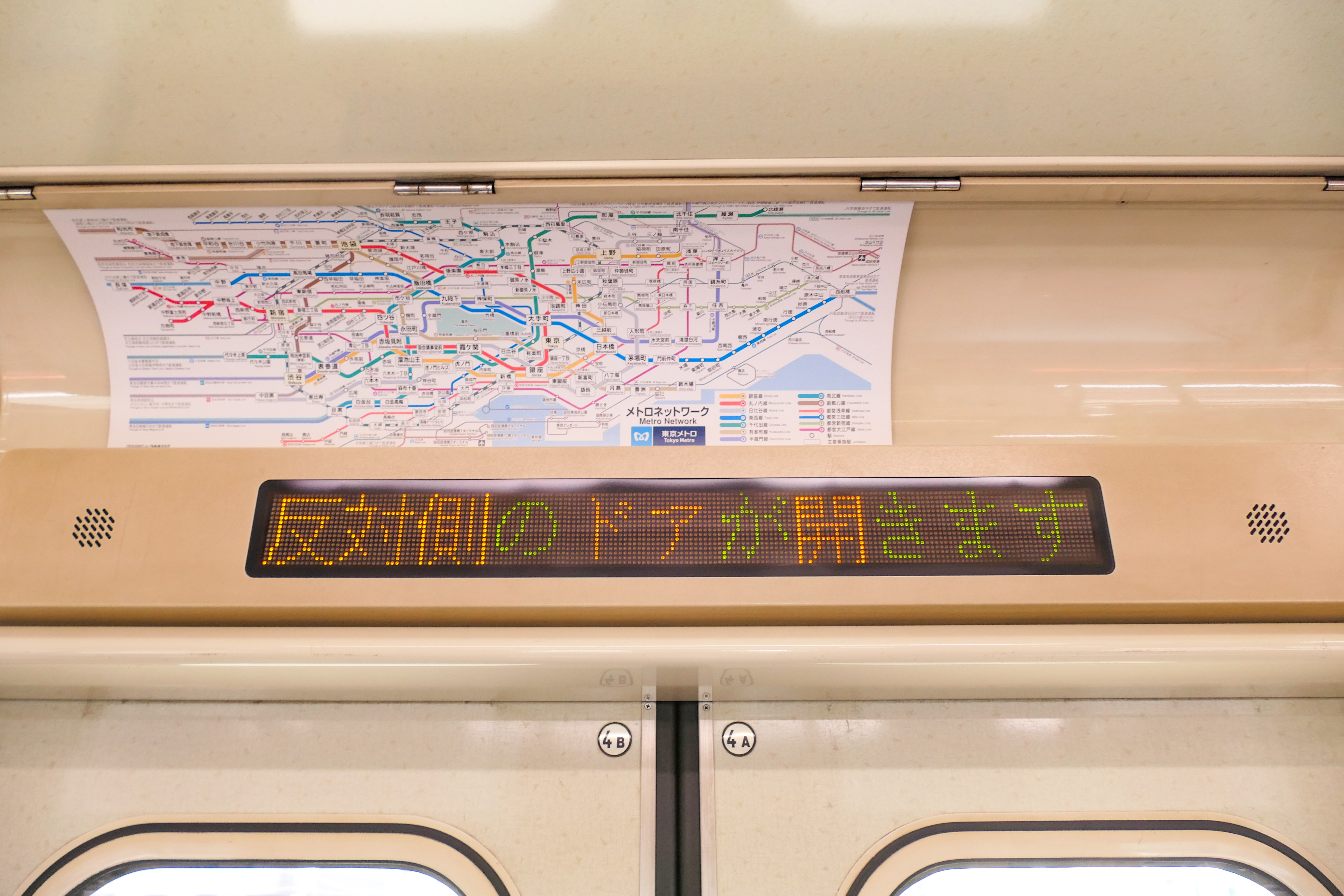
7次車の車内表示器 文字の表示方法が変更された
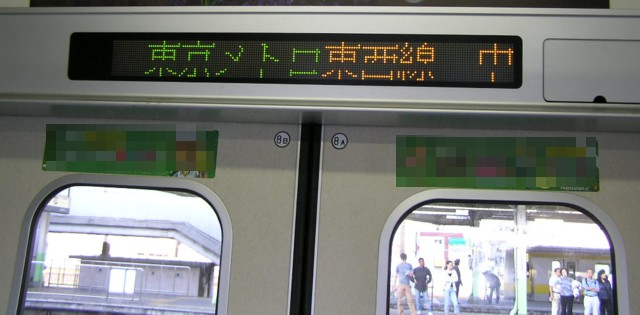
13次車の車内表示器周辺 側扉窓は金属支持であるが、初期車とは多少形状が異なる

## 更新工事
東京地下鉄では2010年度時点では、工場検査の入場時期となる4年を基準に車両改修時期を定めている。
- 経年12年目でC修工事と称する簡易な改修工事（ゴム材や床関係の改修）、24年目でB修工事と称する大規模な改修工事（内装取り替えと電気品の更新）、36年目でC修工事、48年目で廃車となるライフサイクルを見込んでいる[32][注 13]。ただし、これはモデルケースであり、必ずしもこの時期に改修工事や廃車が実施されるとは限らない。

### C修工事
05系（05N系以外）では2000年（平成12年）からC修工事を実施している。施工内容はラインカラーの貼り替え、床敷物は張り替え、ゴム材、シール材の交換などである。また、6・7次車では前述の内容に加え、冷房装置の交換や補助電源装置の改良なども施工している。

### B修工事
東西線用については、05系初期車（第01 - 13編成）については15000系を導入することで置き換えが実施されたが、第14編成以降の車両については今後も使用を継続する予定である。第14編成において落成から20年以上が経過したため、2012年度より大規模改修工事を開始、5次車の第15 - 18編成についても2013年度以降に年間1本ずつ改修されている。2014年の第18編成を皮切りに、2015年に第16編成、2016年に第15編成、2017年には第17編成に施工した。制御装置もVVVFインバータに更新されたため、第17編成のB修を以って東西線で運用される車両は全てVVVFインバータ制御に統一された。その後2019年には第21編成が6次車初の大規模改修工事を完了し試運転を行ったが、第14 - 18編成とは施工内容が多少変更されている。2024年に第24編成(アルミ・リサイクルカー)のB修を以って6次車までの更新対応が完了した。
千代田線用については、従来北綾瀬支線で使用してきた5000系および6000系ハイフン車の車両老朽化、また2014年（平成26年）3月15日ダイヤ改正に伴う運用数増への対応として東西線で使用されていた05系に大規模改修工事を実施し千代田線の北綾瀬支線用に改造した。その後、2014年（平成26年）4月28日より千代田線北綾瀬支線（綾瀬駅 - 北綾瀬駅間）での営業運転を開始している。
東西線用の車体外観については05系8次車の仕様に近づけるため、ラインカラー帯の配色変更を実施したほか、前面下部に排障器（スカート）を設置した。第21編成以降は排障器の形状が変更されている。前面の車両番号表記については、従来配置されていた非常扉上部に地上設備とのデータ送受信機器を設置したことに伴い、非常扉下部への配置に変更された。車外の前面・側面行先表示器は3色LED方式を種別表示をフルカラーLED、行先表示を白色LED表示に更新した。第24編成の「アルミ・リサイクルカー」を示すステッカーは、更新工事後も維持された。
千代田線用のラインカラー帯は同線で運用されている16000系と同じ緑色系の3色帯に貼り替え、合わせてホームドアのあるホームからも見えるよう側窓上部にも新たに貼り付けしている。同線用も前面の車両番号表記については、従来配置されていた非常扉上部に車上CCTV（ホーム監視用モニター）の映像受信用のミリ波受信装置を設置したことに伴い、非常扉下部への配置に変更された。前面行先表示器は8色カラーLEDに更新している。
車内
車内は化粧板、客用ドア、床敷物の取り替えが実施されており、東西線用の内装カラーは15000系ベースとしたライトグレー系とした。床敷物については火災対策にも適合したゴム素材のものとなっている。千代田線用は内装カラーをアイボリー系、床敷物と座席表地は紺色とした。座席端部に設置した袖仕切板は大型化させているほか、各座席間にスタンションポール（縦握り棒）を新設している。いずれもLEDの車内照明に交換された。
バリアフリーの促進を図るため、車内に車椅子スペースを新設しているほか（千代田線用の第06編成は設置済み）、各客用ドア上部（鴨居点検フタ）にはドア開閉時または乗降促進ブザー鳴動時に赤く点滅する「ドア開閉表示灯」を新設、また各客用ドア下部には車内と出入り口の識別を図る「出入口識別表示板」を新設した。
優先席部は座席表地の色調変更に加え、付近のつり革と座席端の袖仕切縦握り棒をオレンジ色着色として識別している。また、優先席前のつり革高さは1,660 mmから1,580 mmへと低下させて使いやすさを向上させている。
車内の各ドア上部には17インチ液晶ディスプレイ (LCD・TVIS) を用いた車内案内表示器を設置した。LCD画面は2台が設置され、左側をTokyo Metro ビジョンの広告動画用として、右側を行先案内・乗り換え案内等の旅客案内用として使用する。

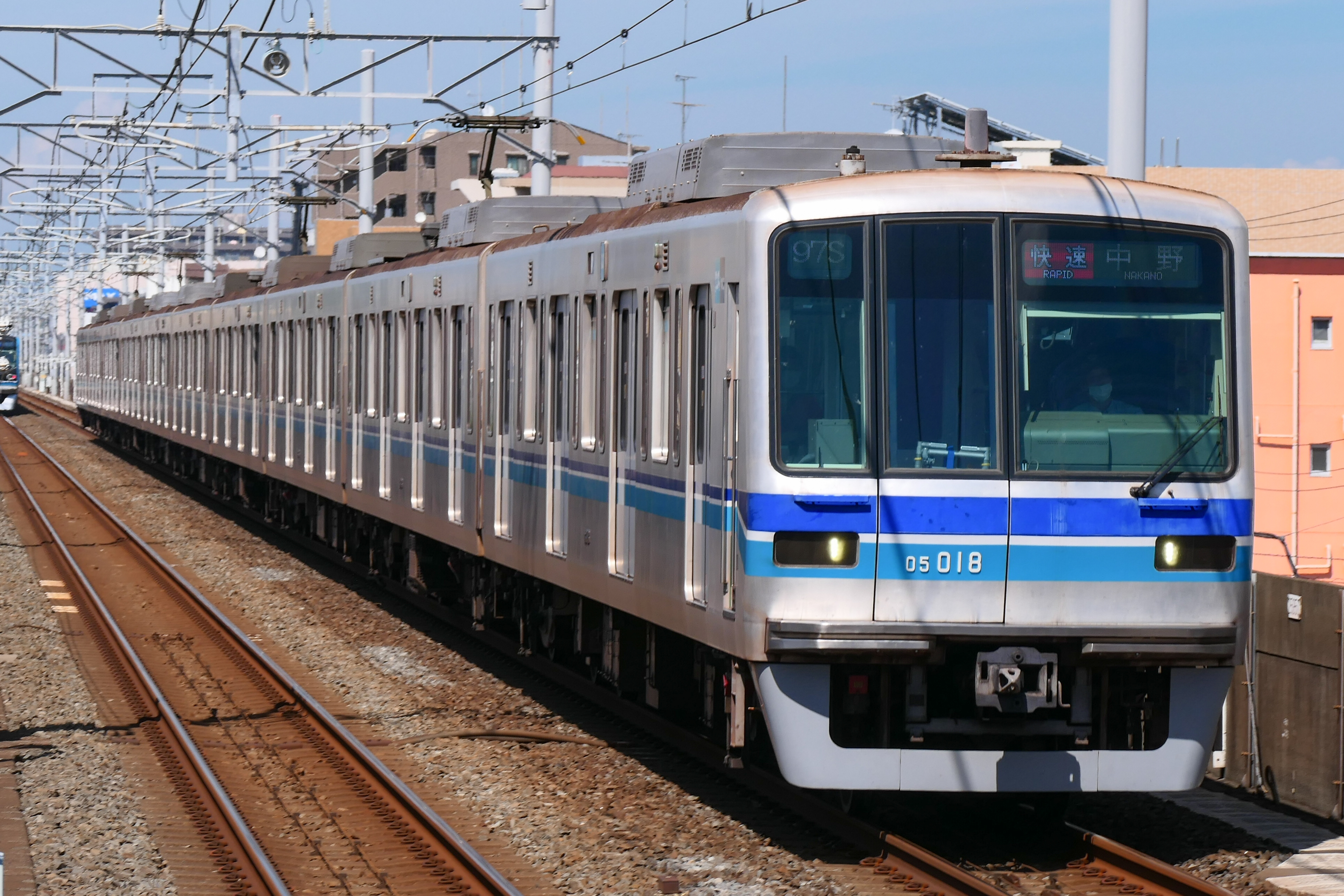
第18編成 B修工事施工車
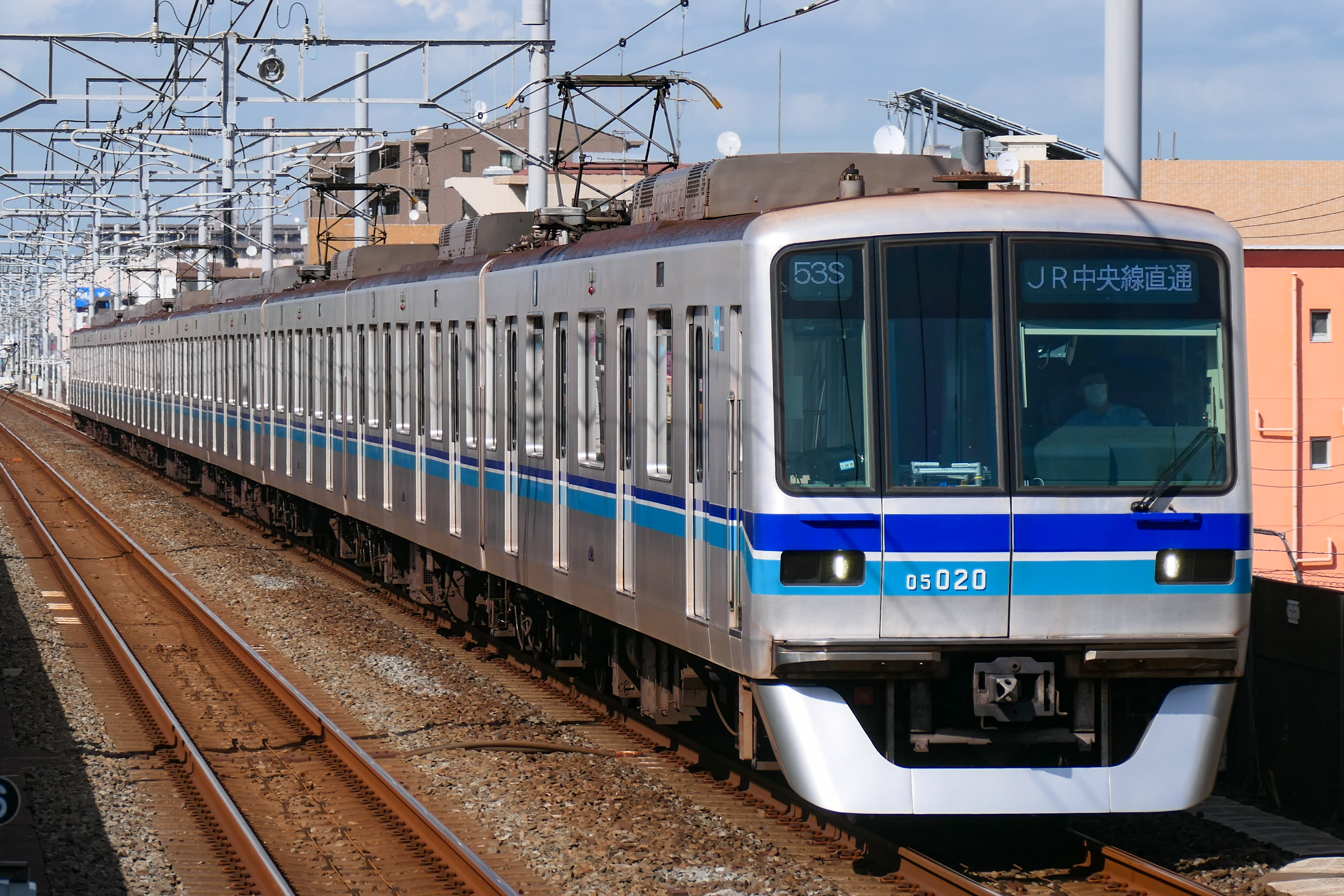
第20編成 B修工事施工車
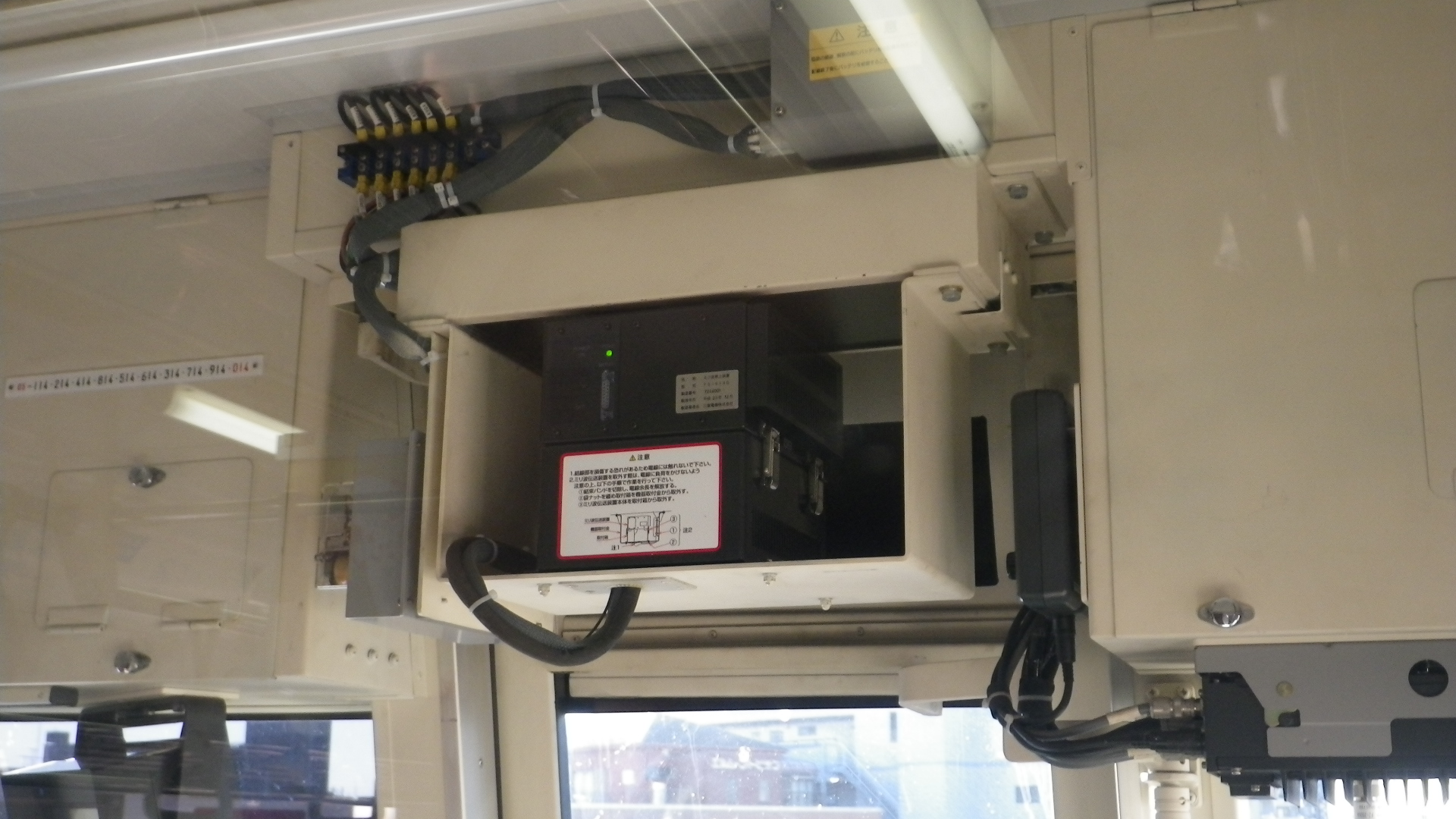
東西線用の非常扉上部に新設された機器 (05-014号車)
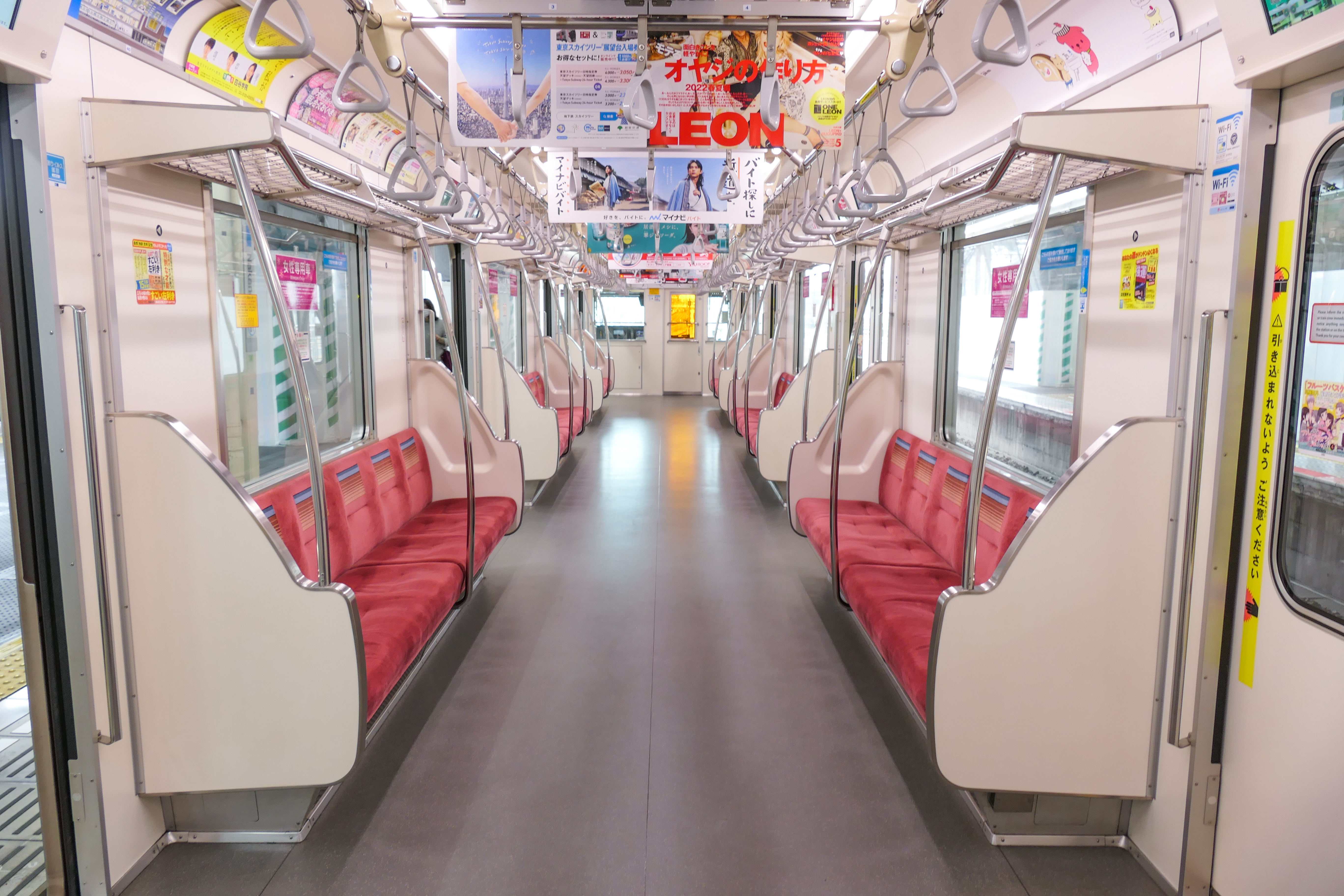
東西線用の更新後の車内
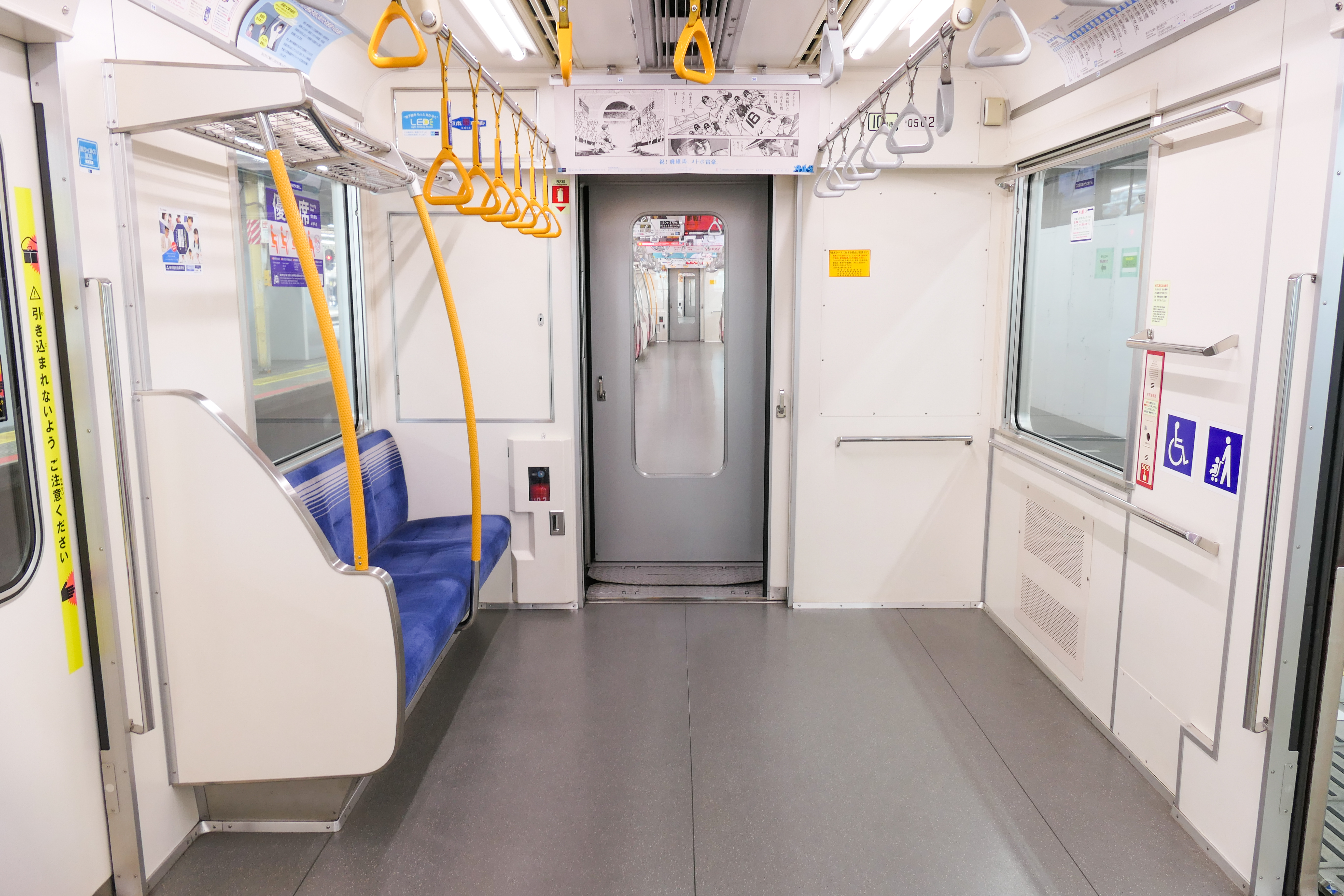
更新後の優先席と車いすスペース
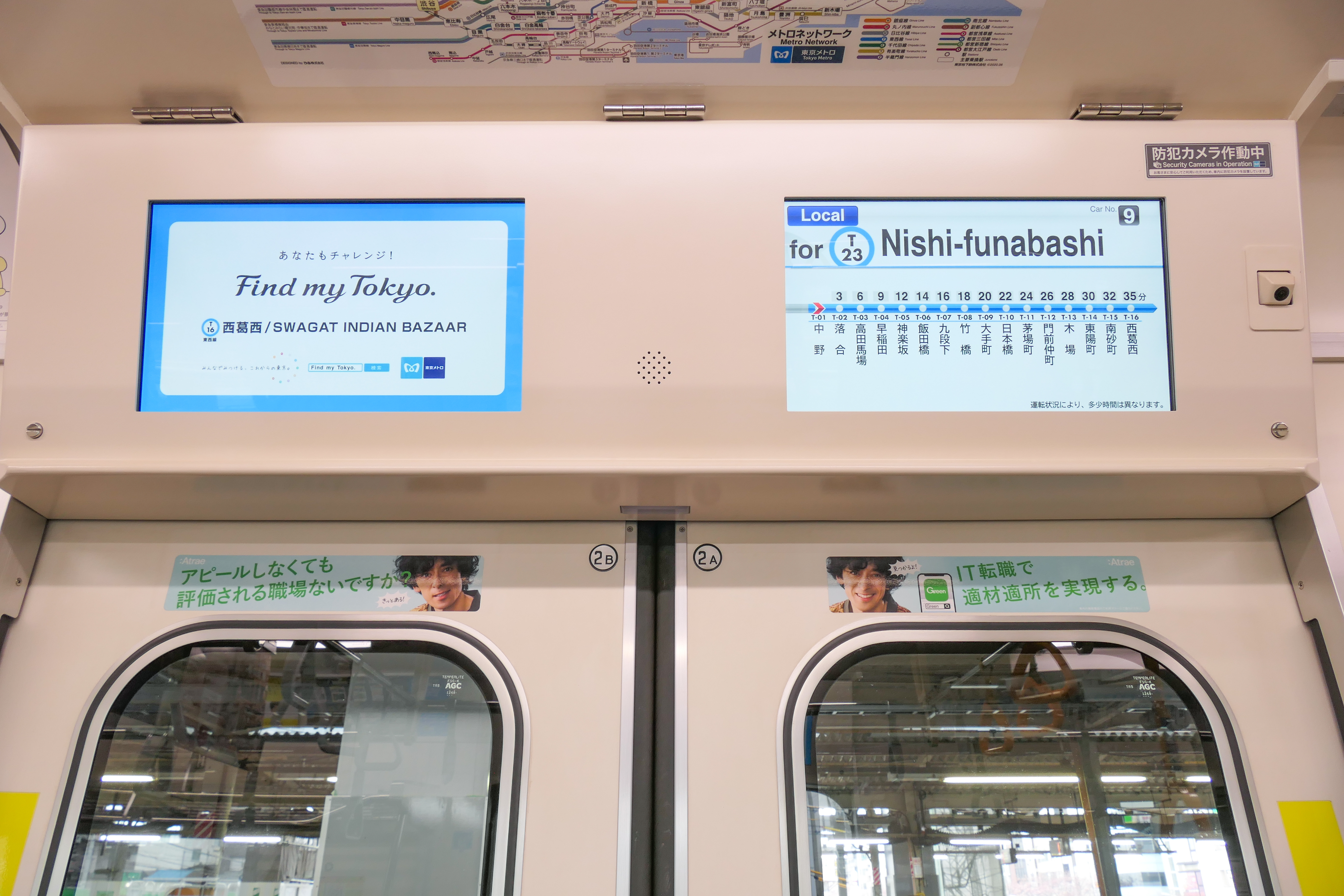
東西線用のドア上部に設置されたLCD式車内案内表示器
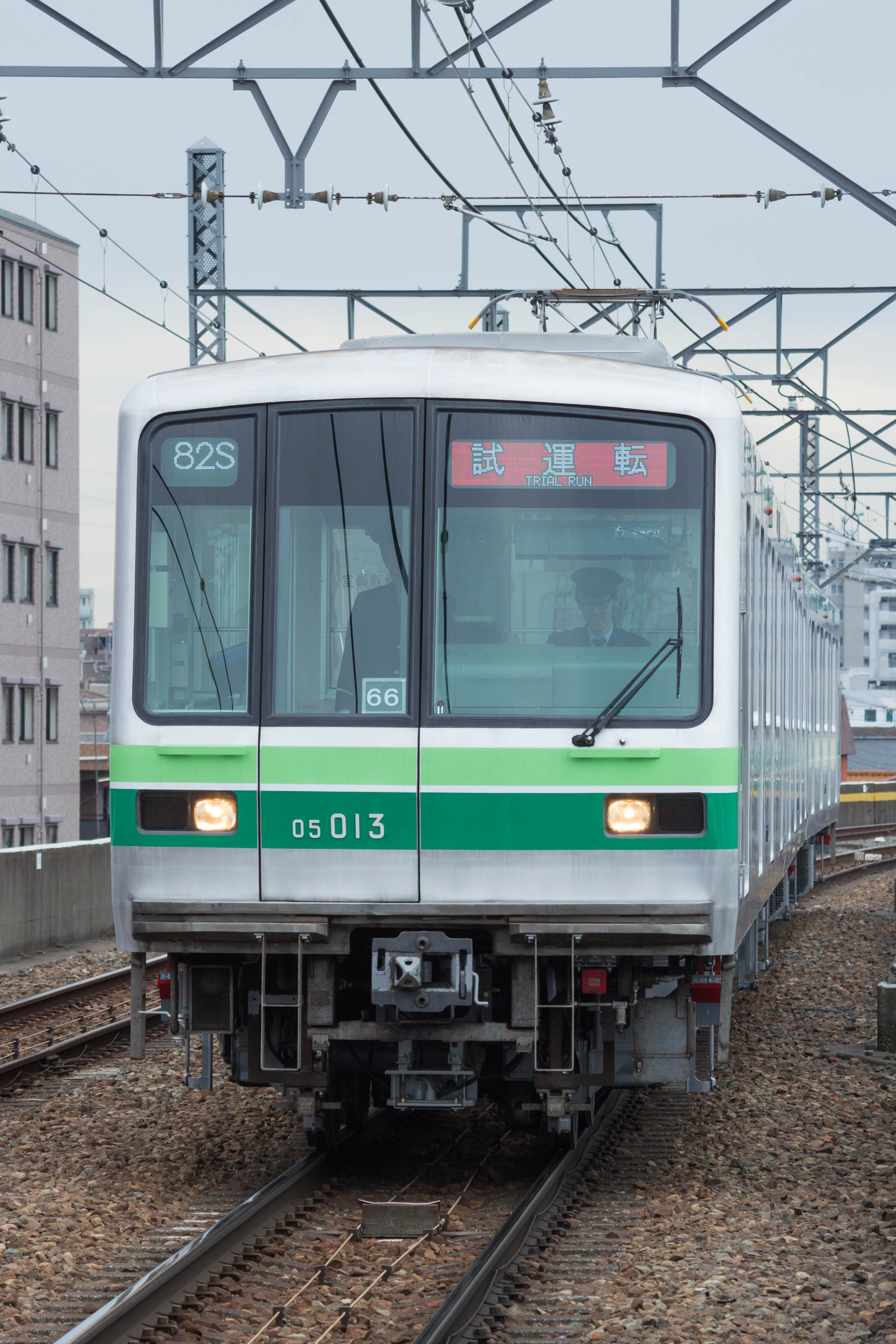
千代田線転用車
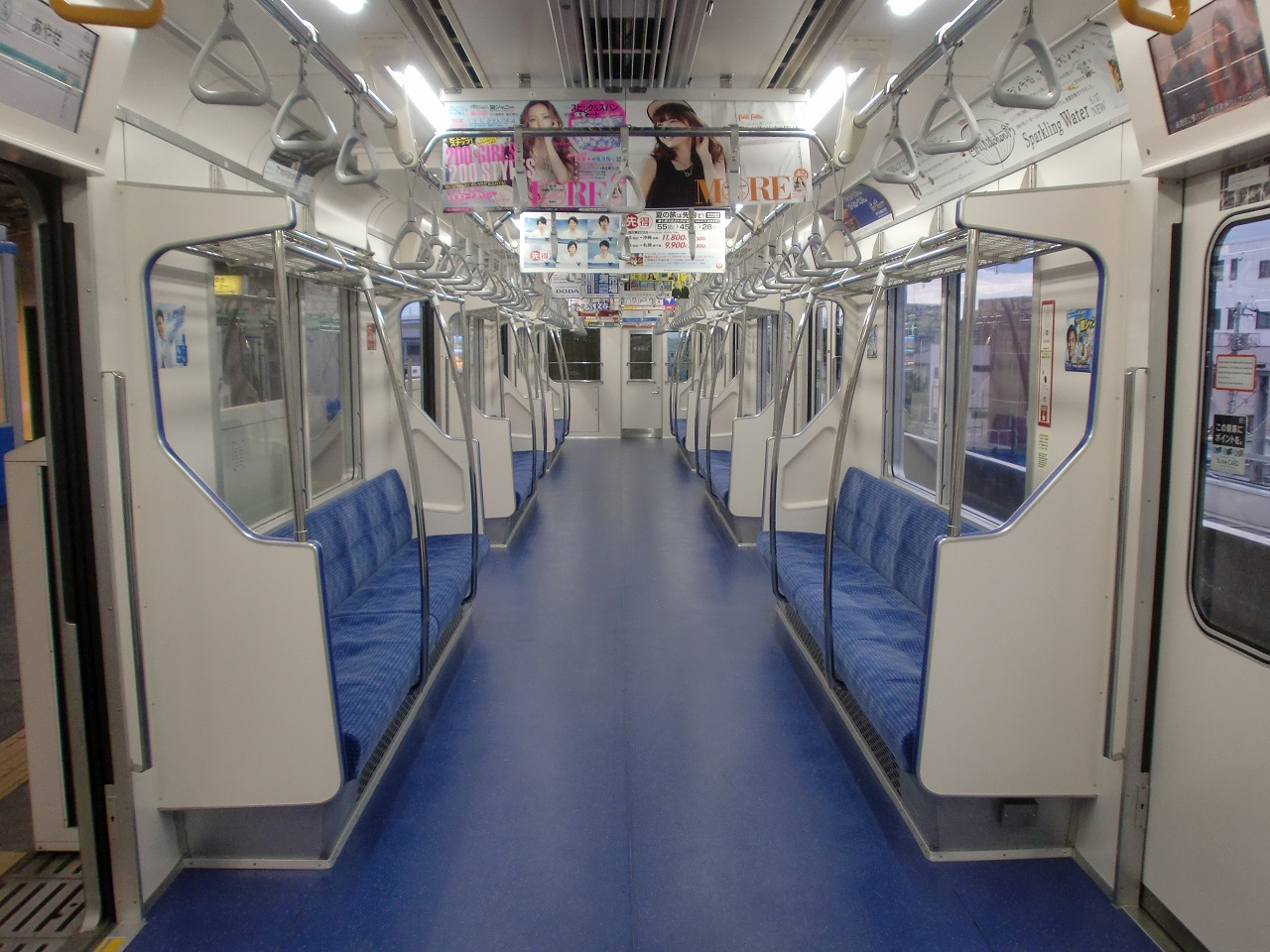
千代田線用の更新後の車内
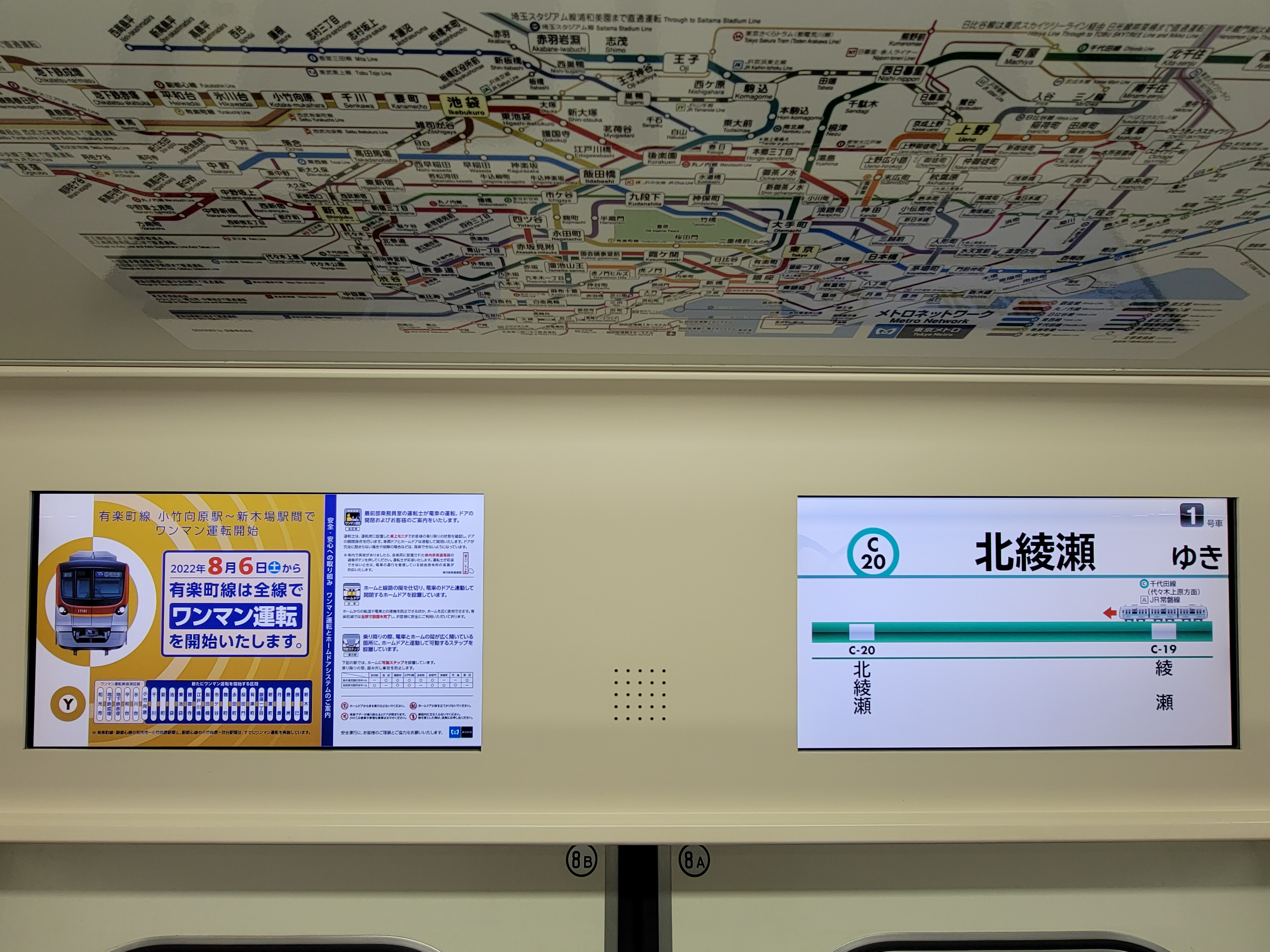
千代田用のLCD式車内案内表示器

放送装置は機器の更新を実施するとともに、車内非常通報装置については警報式から乗務員と相互に通話が可能な通話式に更新された。戸閉装置（ドアエンジン）は空気式だが、閉扉後に一定時間戸閉力を弱める戸閉力弱め制御機構が追加されている。
冷房装置はインバータ制御方式から稼働率制御方式（ON/OFF制御方式）で冷房能力58.14 kW（50,000 kcal/h）に更新した。この冷房装置端部には車外放送用スピーカーが内蔵されている。
東西線用の乗務員室については15000系と同様の仕様・配置に一新された。運転台ユニットは15000系と同等の左手操作形ワンハンドル式に変更し、乗務員の機器取り扱いの統一を図っている。千代田線用の運転台ユニットは両手操作形ワンハンドルマスコンに更新し、ワンマン運転への対応として、運転台上部には車上CCTV（ホーム監視用モニター画面）を設置している。車掌スイッチについては電気的に保持する間接制御式（リレー式）に交換されている。

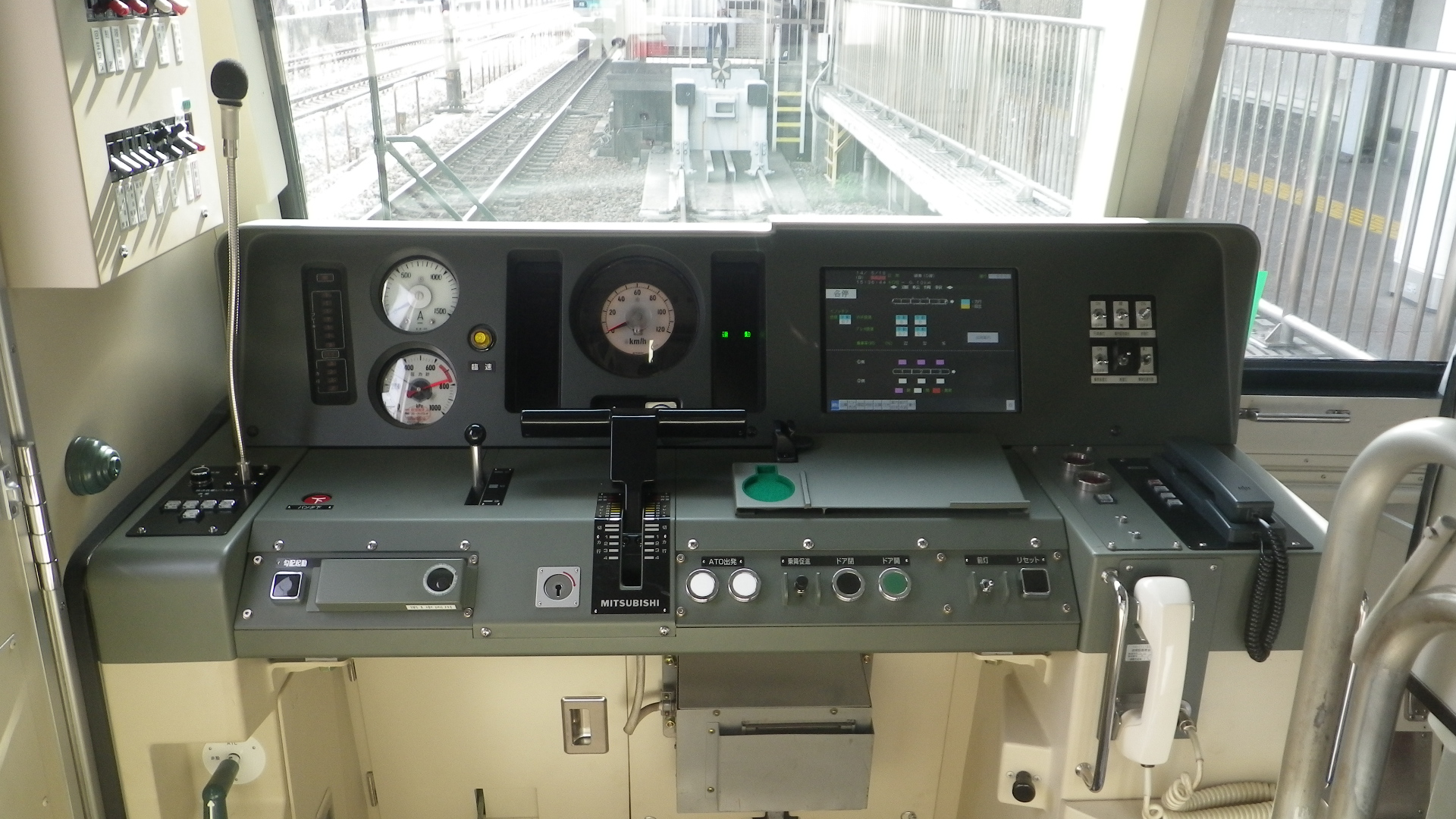
北綾瀬支線向けに改造された05系第1編成の運転台
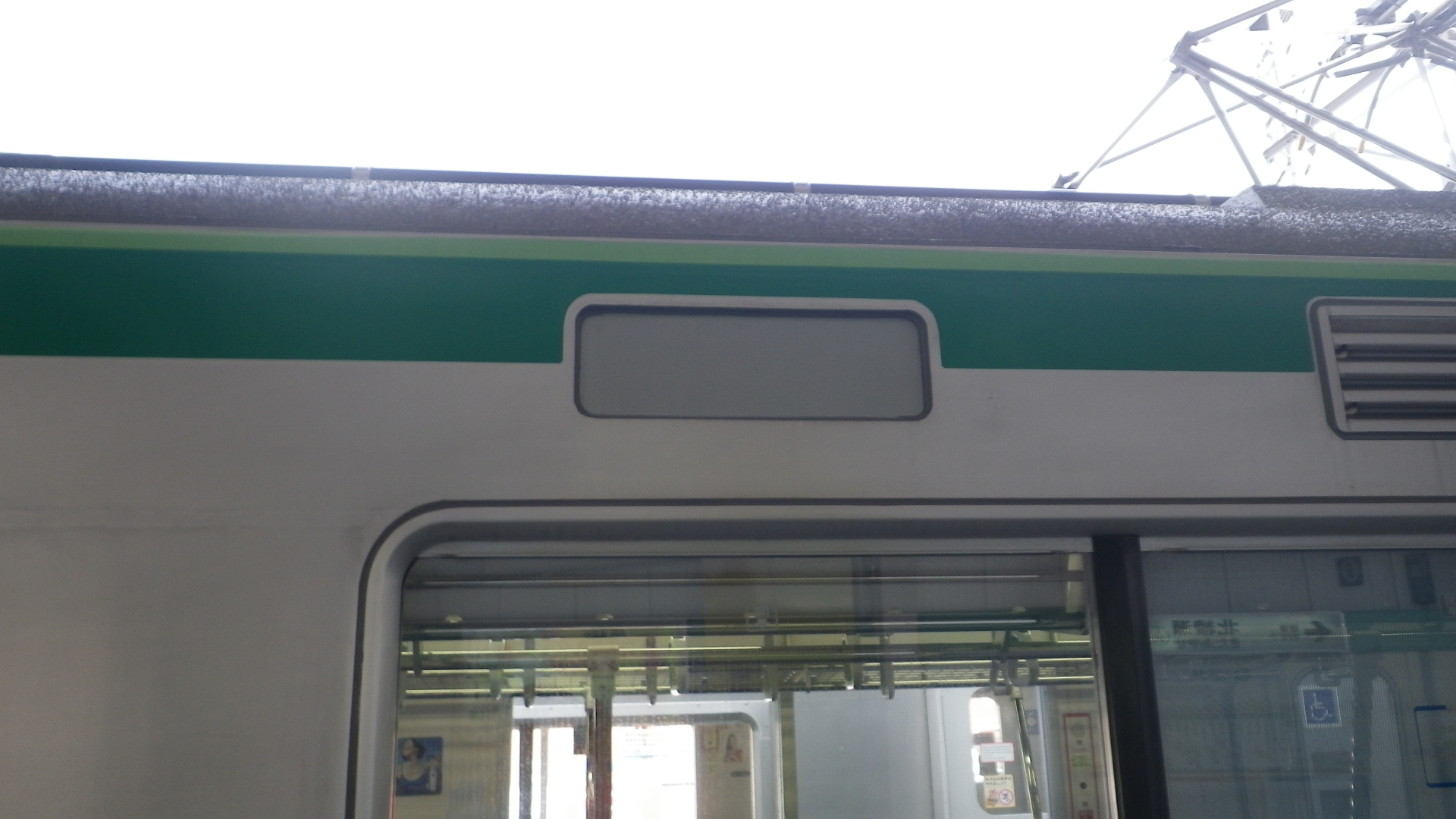
千代田線用の側面の行先表示器は埋められた。
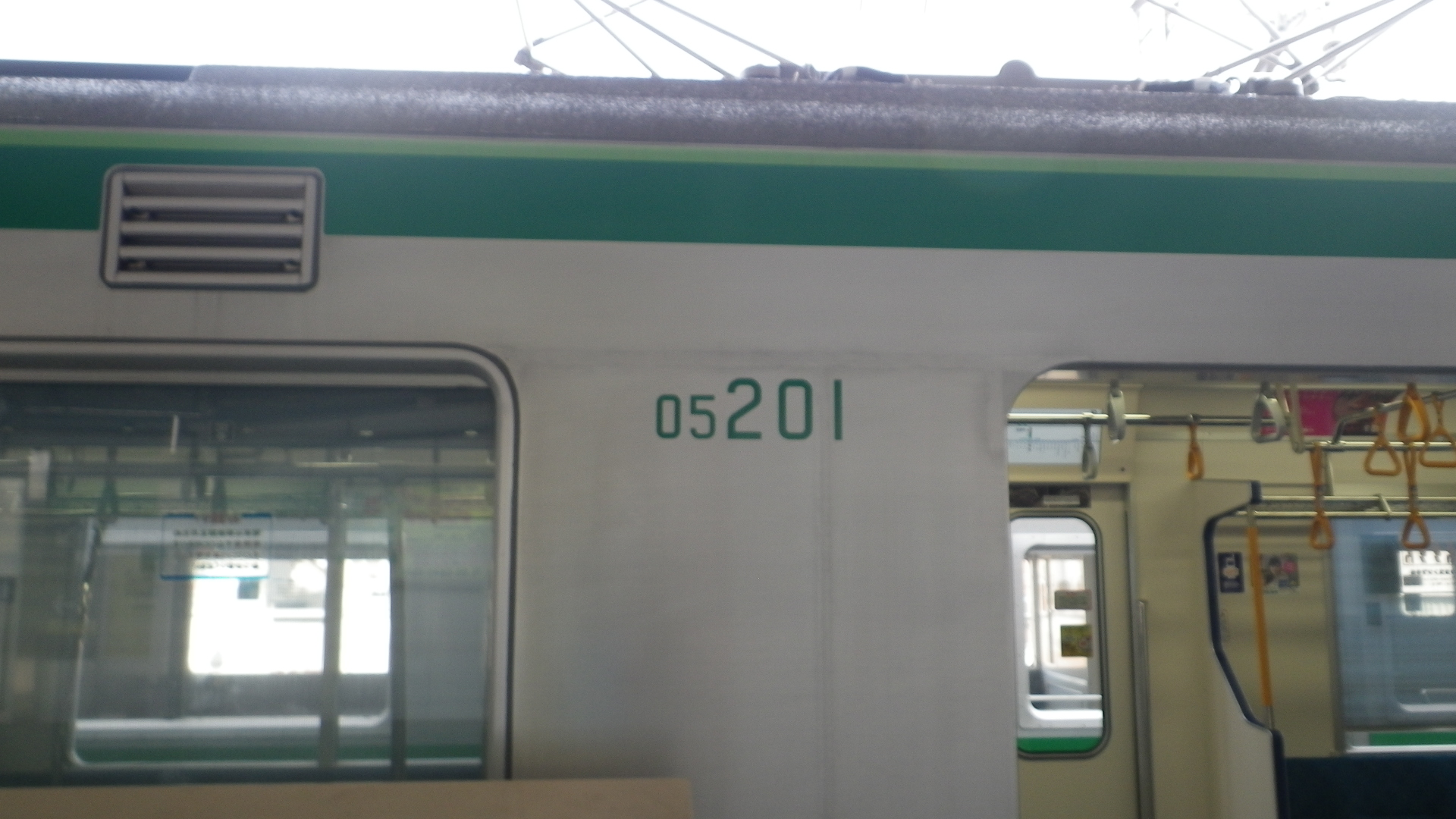
千代田線用は02系と同様に、戸袋部への車両番号表記が追加された。

走行機器など
東西線用4次車の第14編成は編成におけるMT比4M6Tに変更はないが、5次車の第15 - 18編成のワイドドア車は車両の仕様を統一するため編成形態の変更が実施され、1両を電装解除してMT比を第14編成にそろえている。なお、機器の更新により、起動加速度は従来の3.0 km/h/sから3.3 km/h/sに向上している。制御装置は、第14 - 18編成は千代田線16000系1 - 3次車と同等の永久磁石同期電動機（1時間定格出力205 kW）を用いた東芝製のIGBT素子使用の2レベルVVVFインバータ制御（レゾルバレス・ベクトル制御・純電気ブレーキ対応）に一新した。6次車となる第19編成以降は、制御装置を16000系4次車と同等の三菱電機製IGBT-VVVFインバータ（MAP-214-15V306）に変更している。
東西線用の制御方式は各軸個別方式の1C1M4群制御としており、個別制御の場合には制御装置本体の大形化が予想されるが、本改修車では2群分のインバータユニットを1つに集約した「2in1形」を採用することで装置本体の小型化図った。歯車比は109:14 (7.79) を踏襲し、主電動機はPMSM を採用することで従来の三相誘導電動機よりも高効率での使用（従来の92 %を96 %まで向上）が可能となっている。
千代田線用の編成は東西線で使用されていた両先頭車（05-100形および05-000形）と中間車1両（05-200形）を3両編成化した。編成形態（MT比）は2M1Tだが、実質的には1.5M1.5Tとなっている。素子にはハイブリッドSiC（シリコンカーバイト）モジュール素子を使用したVVVFインバータ制御を採用した（PGセンサレスベクトル制御）。SiCモジュール素子の採用により、装置の小型化および電力消費量の大幅な削減が図られている。電動車2両中、各車とも綾瀬側から数えて3軸目は付随軸（それ以外の1・2・4軸目は動力軸）となっていることから、制御は1C3M2群構成となっている。主電動機は日比谷線用03系更新車で採用した185 kW出力のかご形三相誘導電動機を採用した。
両線用ともブレーキ装置は保守性向上のため、中継弁を介した方式から各車1台のブレーキ作用装置（保安ブレーキ一体形・一部はブレーキ受信装置一体形）に集約している。また、東西線用のブレーキ制御は16000系で実績のある車両制御情報管理装置 (TIS) を活用した編成単位での遅れ込め制御を採用した（編成統括回生ブレンディング制御）。これはブレーキ指令 = 編成で必要なブレーキ力から全電動車（M車4両）で負担できる回生ブレーキ力を引いた不足分（空気ブレーキで補足する）を全制御車・付随車（CT車とT車・計6両）の空気ブレーキで負担する方式である。
東西線用の集電装置は編成形態の変更により、各電動車にシングルアーム式パンタグラフを1基の搭載とした（05-200形・05-800形は2基から1基へ、05-300形・05-900形は1基を新設）。また、運転台のTISモニター画面でパンタグラフの上昇を確認するためのパンタ上昇検知装置を新設している。千代田線用の集電装置は従来のひし形タイプを流用しながら、パンタ上昇検知装置を新設している。
東西線用の台車は東西線の走行条件（乗車定員が多い）を考慮して台車枠の改修を行い、強度の向上を図っている。そのほか、走行安全性の向上を目的に各種改良が施されている。千代田線用においても、上記のほか、廃車車両から電動台車枠を流用することで、すべての台車枠が電動台車枠となっている。両線用とも空気圧縮機は実績のあるスクロール式コンプレッサ（吐出量 1,600 L/min）が採用されている。この装置は周辺機器を含めて一体の箱に収めたもので、騒音低減やメンテナンス性に優れたものである。
東西線用の補助電源装置はDC-DCコンバータ（DDC）に代わり、IGBT素子を使用した容量 240 kVA の静止形インバータ (SIV) を編成で2台搭載した（出力電圧は三相交流 440 V ）。千代田線用の補助電源装置はハイブリッドSiCモジュール素子（素子容量 1,700 V - 1,200 A ・3レベル）を使用した150 kVA出力の待機2重系構成の静止形インバータ（SIV）を採用している。蓄電池は保守性向上のため、ポケット式を焼結式に更新し、合わせて車内電気機器の増加に伴い容量の増加、編成での搭載台数を3台から2台に削減している（千代田線用は編成で1台）。
東西線用は車両搭載機器の制御を行う車両制御情報管理装置（TIS）を15000系と同等のラダー形伝送方式に更新し、新たに車両の検査期限管理機能、パンタグラフ不一致検知機能、運転状況記録装置の代わりとしてトレインコンディションレコーダー機能が追加されている。千代田線用についても、ラダー形伝送方式への更新が実施されている。

#### 編成表
|             | ← 西船橋・東葉勝田台・津田沼中野・三鷹 → |            |             |              |              |             |             |              |              |        |
|             | 1号車                                    | 2号車      | 3号車       | 4号車        | 5号車        | 6号車       | 7号車       | 8号車        | 9号車        | 10号車 |
| 05-100 (CT) | 05-200 (M1)                              | 05-400 (T) | 05-800 (M2) | 05-500 (Tc1) | 05-600 (Tc2) | 05-300 (M3) | 05-700 (T') | 05-900 (M2') | 05-000 (CT2) |        |
| 搭載機器    |                                          | VVVF・CP   |             | VVVF         | SIV          | SIV         | VVVF・CP    |              | VVVF・CP     |        |
| 車両番号    | 05-114                                   | 05-214     | 05-414      | 05-814       | 05-514       | 05-614      | 05-314      | 05-714       | 05-914       | 05-014 |

|             | ← 西船橋・東葉勝田台・津田沼中野・三鷹 → |                             |                             |                             |                             |                             |                             |                             |                             |                             |
|             | 1号車                                    | 2号車                       | 3号車                       | 4号車                       | 5号車                       | 6号車                       | 7号車                       | 8号車                       | 9号車                       | 10号車                      |
| 05-100 (CT) | 05-200 (M1)                              | 05-400 (T)                  | 05-800 (M2)                 | 05-300 (Tc1)                | 05-600 (Tc2)                | 05-500 (M3)                 | 05-700 (T')                 | 05-900 (M2')                | 05-000 (CT2)                |                             |
| 搭載機器    |                                          | VVVF・CP                    |                             | VVVF                        | SIV                         | SIV                         | VVVF・CP                    |                             | VVVF・CP                    |                             |
| 車両番号    | 05-115 05-116 05-117 05-118              | 05-215 05-216 05-217 05-218 | 05-415 05-416 05-417 05-418 | 05-815 05-816 05-817 05-818 | 05-315 05-316 05-317 05-318 | 05-615 05-616 05-617 05-618 | 05-515 05-516 05-517 05-518 | 05-715 05-716 05-717 05-718 | 05-915 05-916 05-917 05-918 | 05-015 05-016 05-017 05-018 |

|             | ← 綾瀬北綾瀬 →              |                             |                             |
|             | 1号車                       | 2号車                       | 3号車                       |
| 05-100 (CM) | 05-200 (M1)                 | 05-000 (CT)                 |                             |
| 搭載機器    | SIV                         | VVVF                        | CP                          |
| 車両番号    | 05-101 05-103 05-106 05-113 | 05-201 05-203 05-206 05-213 | 05-001 05-003 05-006 05-013 |

## 本系列を用いた試験
- 1992年（平成4年）5月から7月にかけて05系に東芝・三菱・日立の順番でIGBT素子によるVVVFインバータ装置を取り付け、実車走行試験を実施した。この結果から千代田線用06系・有楽町線用07系に同様の装置が採用されることとなった[11]。
- 2003年（平成15年）9月から本形式の第36編成に試作スクロール式空気圧縮機を搭載し、約1年7か月の長期試験を行った。この結果から有楽町線・副都心線向けの10000系にスクロール式空気圧縮機が採用されることとなった[46]。

## 運用
東西線用の編成は深川検車区に所属している。東京地下鉄車の運用（列車番号の末尾がSの運用）全てに入ることができる。同じく深川に所属する07系、15000系と共通で運用されている。
重要部・全般検査は深川工場で行われる。編成を2分割しても走行できるようになっている。なお、編成の中間に簡易運転台があるが、非先頭車を先頭に走行する場合、簡易運転台ではなく無車籍の牽引車を使用している。
千代田線北綾瀬支線用の編成は綾瀬検車区に所属している。綾瀬 - 北綾瀬間での営業運転のほか、新木場車両基地内にある総合研修訓練センターの訓練車としても使用されている。

### ヘッドマークを装着した列車

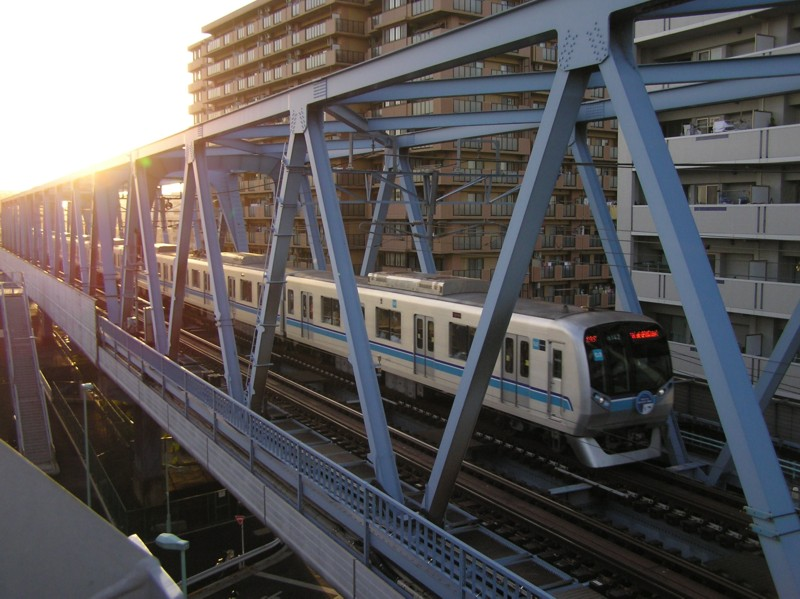
東京メトロ1周年ヘッドマークを掲出した第42編成
（2005年5月3日 / 南砂町 - 西葛西）

05系を使用したヘッドマーク付き列車には、以下のようなものがあった。
- 1996年（平成8年）4月には、東葉高速鉄道との相互直通運転開始を記念して前面に円形のヘッドマークが付けられた。なお、5000系にも貼り付けられた。
- 2000年（平成12年）1月22日の妙典駅開業時には前面にステッカーを貼り付けた。なお、5000系や同駅開業直後に営業を開始した05N系にも貼り付けられた。
- 東京ミレナリオに伴う臨時列車「東京ミレナリオ記念トレイン」では、2003年（平成15年）は05N系が使用された（翌2004年は東葉高速2000系を使用。マークは前年と同じものを使用。）。
  - ヘッドマークはステッカーで、B線列車は東葉勝田台始発九段下行、折り返しA線列車は大手町始発快速東葉勝田台行として運転された。
  - 最初の2日間（12月20日・21日）は第30編成が使用されたが、1日置いた3日目（23日・最終日）は第38編成が使用された。なお、第30編成は22日にはマークを貼ったまま朝のラッシュ時のみの運用に入っていた。
- 2005年（平成17年）4月 - 5月には東京地下鉄1周年記念ヘッドマークが各系列1編成ずつに装着され、05系では第42編成が使用された。ヘッドマークは各系列共通の円形の物である。なお、東西線では5000系5809編成にも装着され、西船橋や中野でマーク付き列車が並ぶシーンも見られた。
- 2006年（平成18年）4月 - 5月には、東葉高速鉄道との相互直通運転10周年を記念して、第36編成に円形のヘッドマークが付けられた。05N系と東葉高速2000系の絵が書かれたもので2000系と共通のヘッドマークであった。

## 編成表
| 凡例 - 車内設備 - [椅]…車椅子スペース設置車 - [フ]…フリースペース設置車（13次車のみ） - 装備機器 - 制…制御装置 - 電…補助電源装置 - CP…空気圧縮機 - 誘…誘導無線装置 - ◇…菱形パンタグラフ - <・>…シングルアームパンタグラフ | 備考 - 左側が西船橋方、右側が中野方 - 車両の形式は、車種構成に関わらず、全て西船橋方から05-100形 ─ 05-200形 ─ … ─ 05-900形 ─ 05-000形となっている。 - ▲の車両では、西船橋側のパンタグラフは現在使用していない。 - 日付は書類上のものであるため、実質的な車両自体の完成日ではない。 - 特記のない数値は鉄道ピクトリアル759号P.246 - P.248による。 - 座席定員は仕様一覧表を参照。 - 号車番号は05-100形が1号車、05-200形が2号車、…、05-900形が9号車、05-000形が10号車となる。 |

|                                                                 |               | ← JR線津田沼・東葉高速鉄道東葉勝田台・西船橋中野・JR線三鷹 → | | | | | | | | | |                |            |                                 |
|                                                                 |               | | | | | | | | | | |                |            |                                 |
| 1次車-4次車                                                     | 1次車-4次車   | 05-100形 (CT) | ◇ ◇ 05-200形 (M) | 05-300形 (M) | 05-400形 (Tc) | ◇ 05-500形 (Mc) | 05-600形 (T) | 05-700形 (T) | ◇ ◇ 05-800形 (M) | 05-900形 (M) | 05-000形 (CT) | 車籍編入日     | 車両製造所 | 備考                            |
| 第01 - 13編成                                                   |               | 05-100形 (CT) | ◇ ◇ 05-200形 (M) | 05-300形 (M) | 05-400形 (Tc) | ◇ 05-500形 (Mc) | 05-600形 (T) | 05-700形 (T) | ◇ ◇ 05-800形 (M) | 05-900形 (M) | 05-000形 (CT) | 車籍編入日     | 車両製造所 | 備考                            |
| 主電動機出力 160 kW                                             | 5M5T          | 05-100形 (CT) | ◇ ◇ 05-200形 (M) | 05-300形 (M) | 05-400形 (Tc) | ◇ 05-500形 (Mc) | 05-600形 (T) | 05-700形 (T) | ◇ ◇ 05-800形 (M) | 05-900形 (M) | 05-000形 (CT) | 車籍編入日     | 車両製造所 | 備考                            |
| 機器配置                                                        | 機器配置      | | 制 | 電,CP | 誘 | 制,CP | | | 制 | 電,CP | | 車籍編入日     | 車両製造所 | 備考                            |
| 自重                                                            | 自重          | 25.4 | 33.4 | 33.5 | 23.3 | 33.7 | 23.8 | 23.1 | 33.4 | 33.5 | 25.4 | 車籍編入日     | 車両製造所 | 備考                            |
| 定員                                                            | 定員          | 142 | 154 | 154 | 154 | 154 | 154 | 154 | 154 | 154 | 142 | 車籍編入日     | 車両製造所 | 備考                            |
| 車両番号                                                        | 1次車         | 05-101 | 05-201 | 05-301 | 05-401 | 05-501 | 05-601 | 05-701 | 05-801 | 05-901 | 05-001 | 1988年10月21日 | 川崎重工   |                                 |
| 車両番号                                                        | 1次車         | 05-102 | 05-202 | 05-302 | 05-402 | 05-502 | 05-602 | 05-702 | 05-802 | 05-902 | 05-002 | 1988年11月7日  | 川崎重工   |                                 |
| 車両番号                                                        | 1次車         | 05-103 | 05-203 | 05-303 | 05-403 | 05-503 | 05-603 | 05-703 | 05-803 | 05-903 | 05-003 | 1988年12月1日  | 日本車輌   | 制御装置が日立製                |
| 車両番号                                                        | 2次車         | 05-104 | [椅] 05-204 | 05-304 | 05-404 | 05-504 | 05-604 | 05-704 | 05-804 | [椅] 05-904 | 05-004 | 1989年6月8日   | 川崎重工   | 前面遮光シート未設置            |
| 車両番号                                                        | 2次車         | 05-105 | [椅] 05-205 | 05-305 | 05-405 | 05-505 | 05-605 | 05-705 | 05-805 | [椅] 05-905 | 05-005 | 1989年6月21日  | 川崎重工   |                                 |
| 車両番号                                                        | 2次車         | 05-106 | [椅] 05-203 | 05-306 | 05-406 | 05-506 | 05-606 | 05-706 | 05-806 | [椅] 05-906 | 05-006 | 1989年6月28日  | 川崎重工   |                                 |
| 車両番号                                                        | 3次車         | 05-107 | 05-207 | 05-307 | 05-407 | 05-507 | 05-607 | 05-707 | 05-807 | 05-907 | 05-007 | 1990年6月28日  | 川崎重工   |                                 |
| 車両番号                                                        | 3次車         | 05-108 | 05-208 | 05-308 | 05-408 | 05-508 | 05-608 | 05-708 | 05-808 | 05-908 | 05-008 | 1990年6月1日   | 川崎重工   |                                 |
| 車両番号                                                        | 3次車         | 05-109 | 05-209 | 05-309 | 05-409 | 05-509 | 05-609 | 05-709 | 05-809 | 05-909 | 05-009 | 1990年6月13日  | 川崎重工   |                                 |
| 車両番号                                                        | 4次車         | 05-110 | 05-210 | 05-310 | 05-410 | 05-510 | 05-610 | 05-710 | 05-810 | 05-910 | 05-010 | 1991年5月15日  | 川崎重工   |                                 |
| 車両番号                                                        | 4次車         | 05-111 | 05-211 | 05-311 | 05-411 | 05-511 | 05-611 | 05-711 | 05-811 | 05-911 | 05-011 | 1991年5月25日  | 川崎重工   |                                 |
| 車両番号                                                        | 4次車         | 05-112 | 05-212 | 05-312 | 05-412 | 05-512 | 05-612 | 05-712 | 05-812 | 05-912 | 05-012 | 1991年6月7日   | 川崎重工   |                                 |
| 車両番号                                                        | 4次車         | 05-113 | 05-213 | 05-313 | 05-413 | 05-513 | 05-613 | 05-713 | 05-813 | 05-913 | 05-013 | 1991年6月19日  | 川崎重工   |                                 |
| 備考                                                            | 備考          | 3-8号車の定員は、5次車（ワイドドア車）と共通 | 3-8号車の定員は、5次車（ワイドドア車）と共通 | 3-8号車の定員は、5次車（ワイドドア車）と共通 | 3-8号車の定員は、5次車（ワイドドア車）と共通 | 3-8号車の定員は、5次車（ワイドドア車）と共通 | 3-8号車の定員は、5次車（ワイドドア車）と共通 | 3-8号車の定員は、5次車（ワイドドア車）と共通 | 3-8号車の定員は、5次車（ワイドドア車）と共通 | 3-8号車の定員は、5次車（ワイドドア車）と共通 | 3-8号車の定員は、5次車（ワイドドア車）と共通 |                |            |                                 |
|                                                                 |               | | | | | | | | | | |                |            |                                 |
| 第14編成                                                        | 第14編成      | 05-100形 (CT) | ◇ ◇ 05-200形 (M) | 05-300形 (M) | 05-400形 (Tc) | 05-500形 (Tc) | 05-600形 (T) | 05-700形 (T) | ◇ ◇ 05-800形 (M) | 05-900形 (M) | 05-000形 (CT) | 車籍編入日     | 車両製造所 | 備考                            |
| ワイドドア試作車 （4次車グループ）                              |               | 05-100形 (CT) | ◇ ◇ 05-200形 (M) | 05-300形 (M) | 05-400形 (Tc) | 05-500形 (Tc) | 05-600形 (T) | 05-700形 (T) | ◇ ◇ 05-800形 (M) | 05-900形 (M) | 05-000形 (CT) | 車籍編入日     | 車両製造所 | 備考                            |
| 主電動機出力 200 kW                                             | 4M6T          | 05-100形 (CT) | ◇ ◇ 05-200形 (M) | 05-300形 (M) | 05-400形 (Tc) | 05-500形 (Tc) | 05-600形 (T) | 05-700形 (T) | ◇ ◇ 05-800形 (M) | 05-900形 (M) | 05-000形 (CT) | 車籍編入日     | 車両製造所 | 備考                            |
| 機器配置                                                        | 機器配置      | | 制 | 電,CP | 誘 | 制,CP | | | 制 | 電,CP | | 車籍編入日     | 車両製造所 | 備考                            |
| 自重                                                            | 自重          | 24.8 | 33.8 | 31.6 | 23.0 | 24.0 | 23.4 | 22.7 | 33.8 | 31.6 | 24.8 | 車籍編入日     | 車両製造所 | 備考                            |
| 定員                                                            | 定員          | 143 | 154 | 154 | 154 | 154 | 154 | 154 | 154 | 154 | 143 | 車籍編入日     | 車両製造所 | 備考                            |
| 車両番号                                                        | 4次車         | 05-114 | 05-214 | 05-314 | 05-414 | 05-514 | 05-614 | 05-714 | 05-814 | 05-914 | 05-014 | 1991年8月21日  | 川崎重工   | ワイドドア車 GTO素子VVVF制御    |
| 備考                                                            | 備考          | この編成表はB修工事施工前のもの。B修工事施工後は一部車両が組み替えられている。 B修工事施工後の編成表は下表を参照。                                                     | この編成表はB修工事施工前のもの。B修工事施工後は一部車両が組み替えられている。 B修工事施工後の編成表は下表を参照。                                                     | この編成表はB修工事施工前のもの。B修工事施工後は一部車両が組み替えられている。 B修工事施工後の編成表は下表を参照。                                                     | この編成表はB修工事施工前のもの。B修工事施工後は一部車両が組み替えられている。 B修工事施工後の編成表は下表を参照。                                                     | この編成表はB修工事施工前のもの。B修工事施工後は一部車両が組み替えられている。 B修工事施工後の編成表は下表を参照。                                                     | この編成表はB修工事施工前のもの。B修工事施工後は一部車両が組み替えられている。 B修工事施工後の編成表は下表を参照。                                                     | この編成表はB修工事施工前のもの。B修工事施工後は一部車両が組み替えられている。 B修工事施工後の編成表は下表を参照。                                                     | この編成表はB修工事施工前のもの。B修工事施工後は一部車両が組み替えられている。 B修工事施工後の編成表は下表を参照。                                                     | この編成表はB修工事施工前のもの。B修工事施工後は一部車両が組み替えられている。 B修工事施工後の編成表は下表を参照。                                                     | この編成表はB修工事施工前のもの。B修工事施工後は一部車両が組み替えられている。 B修工事施工後の編成表は下表を参照。                                                     |                |            |                                 |
|                                                                 |               | | | | | | | | | | |                |            |                                 |
| 5次車                                                           | 5次車         | 05-100形 (CT) | ◇ ◇ 05-200形 (M) | 05-300形 (M) | 05-400形 (Tc) | ◇ 05-500形 (Mc) | 05-600形 (T) | 05-700形 (T) | ◇ ◇ 05-800形 (M) | 05-900形 (M) | 05-000形 (CT) | 車籍編入日     | 車両製造所 | 備考                            |
| 第15 - 18編成 ワイドドア編成                                    |               | 05-100形 (CT) | ◇ ◇ 05-200形 (M) | 05-300形 (M) | 05-400形 (Tc) | ◇ 05-500形 (Mc) | 05-600形 (T) | 05-700形 (T) | ◇ ◇ 05-800形 (M) | 05-900形 (M) | 05-000形 (CT) | 車籍編入日     | 車両製造所 | 備考                            |
| 主電動機出力 160 kW                                             | 5M5T          | 05-100形 (CT) | ◇ ◇ 05-200形 (M) | 05-300形 (M) | 05-400形 (Tc) | ◇ 05-500形 (Mc) | 05-600形 (T) | 05-700形 (T) | ◇ ◇ 05-800形 (M) | 05-900形 (M) | 05-000形 (CT) | 車籍編入日     | 車両製造所 | 備考                            |
| 機器配置                                                        | 機器配置      | | 制 | 電,CP | 誘 | 制,CP | | | 制 | 電,CP | | 車籍編入日     | 車両製造所 | 備考                            |
| 自重                                                            | 自重          | 26.4 | 34.0 | 33.3 | 23.5 | 33.6 | 24.1 | 23.3 | 34.0 | 33.3 | 26.4 | 車籍編入日     | 車両製造所 | 備考                            |
| 定員                                                            | 定員          | 143 | 155 | 154 | 154 | 154 | 154 | 154 | 154 | 155 | 143 | 車籍編入日     | 車両製造所 | 備考                            |
| 車両番号                                                        | 5次車         | 05-115 | [椅] 05-215 | 05-315 | 05-415 | 05-515 | 05-615 | 05-715 | 05-815 | [椅] 05-915 | 05-015 | 1992年4月11日  | 川崎重工   | ワイドドア車                    |
| 車両番号                                                        | 5次車         | 05-116 | [椅] 05-216 | 05-316 | 05-416 | 05-516 | 05-616 | 05-716 | 05-816 | [椅] 05-916 | 05-016 | 1992年4月26日  | 川崎重工   | ワイドドア車                    |
| 車両番号                                                        | 5次車         | 05-117 | [椅] 05-217 | 05-317 | 05-417 | 05-517 | 05-617 | 05-717 | 05-817 | [椅] 05-917 | 05-017 | 1992年5月16日  | 川崎重工   | ワイドドア車                    |
| 車両番号                                                        | 5次車         | 05-118 | [椅] 05-218 | 05-318 | 05-418 | 05-518 | 05-618 | 05-718 | 05-818 | [椅] 05-918 | 05-018 | 1992年5月28日  | 川崎重工   | ワイドドア車                    |
| 備考                                                            | 備考          | 3 - 8号車の定員は、1 - 4次車（第01 - 13編成）と共通 この編成表はB修工事施工前のもの。B修工事施工後は一部車両が組み替えられている。 B修工事施工後の編成表は下表を参照。 | 3 - 8号車の定員は、1 - 4次車（第01 - 13編成）と共通 この編成表はB修工事施工前のもの。B修工事施工後は一部車両が組み替えられている。 B修工事施工後の編成表は下表を参照。 | 3 - 8号車の定員は、1 - 4次車（第01 - 13編成）と共通 この編成表はB修工事施工前のもの。B修工事施工後は一部車両が組み替えられている。 B修工事施工後の編成表は下表を参照。 | 3 - 8号車の定員は、1 - 4次車（第01 - 13編成）と共通 この編成表はB修工事施工前のもの。B修工事施工後は一部車両が組み替えられている。 B修工事施工後の編成表は下表を参照。 | 3 - 8号車の定員は、1 - 4次車（第01 - 13編成）と共通 この編成表はB修工事施工前のもの。B修工事施工後は一部車両が組み替えられている。 B修工事施工後の編成表は下表を参照。 | 3 - 8号車の定員は、1 - 4次車（第01 - 13編成）と共通 この編成表はB修工事施工前のもの。B修工事施工後は一部車両が組み替えられている。 B修工事施工後の編成表は下表を参照。 | 3 - 8号車の定員は、1 - 4次車（第01 - 13編成）と共通 この編成表はB修工事施工前のもの。B修工事施工後は一部車両が組み替えられている。 B修工事施工後の編成表は下表を参照。 | 3 - 8号車の定員は、1 - 4次車（第01 - 13編成）と共通 この編成表はB修工事施工前のもの。B修工事施工後は一部車両が組み替えられている。 B修工事施工後の編成表は下表を参照。 | 3 - 8号車の定員は、1 - 4次車（第01 - 13編成）と共通 この編成表はB修工事施工前のもの。B修工事施工後は一部車両が組み替えられている。 B修工事施工後の編成表は下表を参照。 | 3 - 8号車の定員は、1 - 4次車（第01 - 13編成）と共通 この編成表はB修工事施工前のもの。B修工事施工後は一部車両が組み替えられている。 B修工事施工後の編成表は下表を参照。 |                |            |                                 |
|                                                                 |               | | | | | | | | | | |                |            |                                 |
| 6次車-7次車                                                     | 6次車-7次車   | 05-100形 (CT) | ◇ 05-200形 (M) | 05-300形 (T) | ◇ 05-400形 (M) | 05-500形 (Tc) | 05-600形 (Tc) | ◇ 05-700形 (M) | 05-800形 (T) | ◇ 05-900形 (M) | 05-000形 (CT) | 車籍編入日     | 車両製造所 | 備考                            |
| 第19 - 24編成                                                   |               | 05-100形 (CT) | ◇ 05-200形 (M) | 05-300形 (T) | ◇ 05-400形 (M) | 05-500形 (Tc) | 05-600形 (Tc) | ◇ 05-700形 (M) | 05-800形 (T) | ◇ 05-900形 (M) | 05-000形 (CT) | 車籍編入日     | 車両製造所 | 備考                            |
| 主電動機出力 205 kW                                             | 4M6T          | 05-100形 (CT) | ◇ 05-200形 (M) | 05-300形 (T) | ◇ 05-400形 (M) | 05-500形 (Tc) | 05-600形 (Tc) | ◇ 05-700形 (M) | 05-800形 (T) | ◇ 05-900形 (M) | 05-000形 (CT) | 車籍編入日     | 車両製造所 | 備考                            |
| 機器配置                                                        | 機器配置      | | 制,CP | 誘 | 制 | 電 | 電 | 制,CP | | 制,CP | | 車籍編入日     | 車両製造所 | 備考                            |
| 自重                                                            | 自重          | 25.0 | 31.9 | 21.5 | 30.9 | 24.1 | 23.9 | 31.5 | 21.8 | 31.9 | 25.0 | 車籍編入日     | 車両製造所 | 備考                            |
| 定員                                                            | 定員          | 141 | 153 | 152 | 152 | 152 | 152 | 152 | 152 | 153 | 141 | 車籍編入日     | 車両製造所 | 備考                            |
| 車両番号                                                        | 6次車         | 05-119 | [椅] 05-219 | 05-319 | 05-419 | 05-519 | 05-619 | 05-719 | 05-819 | [椅] 05-919 | 05-019 | 1993年6月20日  | 日本車輌   | 冷房更新車                      |
| 車両番号                                                        | 6次車         | 05-120 | [椅] 05-220 | 05-320 | 05-420 | 05-520 | 05-620 | 05-720 | 05-820 | [椅] 05-920 | 05-020 | 1993年6月27日  | 日本車輌   | 冷房更新車                      |
| 車両番号                                                        | 6次車         | 05-121 | [椅] 05-221 | 05-321 | 05-421 | 05-521 | 05-621 | 05-721 | 05-821 | [椅] 05-921 | 05-021 | 1993年7月5日   | 日本車輌   | 冷房更新車                      |
| 車両番号                                                        | 7次車         | 05-122 | [椅] 05-222 | 05-322 | 05-422 | 05-522 | 05-622 | 05-722 | 05-822 | [椅] 05-922 | 05-022 | 1994年4月21日  | 近畿車輛   | 冷房更新車                      |
| 車両番号                                                        | 7次車         | 05-123 | [椅] 05-223 | 05-323 | 05-423 | 05-523 | 05-623 | 05-723 | 05-823 | [椅] 05-923 | 05-023 | 1994年5月4日   | 近畿車輛   | 冷房更新車                      |
| 車両番号                                                        | 7次車         | 05-124 | [椅] 05-224 | 05-324 | 05-424 | 05-524 | 05-624 | 05-724 | 05-824 | [椅] 05-924 | 05-024 | 1994年5月18日  | 近畿車輛   | 冷房更新車 アルミリサイクルカー |
|                                                                 |               | | | | | | | | | | |                |            |                                 |
| これ以降の編成は外観や室内を大幅に変更した車両（05N系）である。 |               | | | | | | | | | | |                |            |                                 |
| 8次車-10次車                                                    | 8次車-10次車  | 05-100形 (CT) | ◇ 05-200形 (M) | 05-300形 (T) | ◇ 05-400形 (M) | 05-500形 (Tc) | 05-600形 (Tc) | ◇ 05-700形 (M) | 05-800形 (T) | ◇ 05-900形 (M) | 05-000形 (CT) | 車籍編入日     | 車両製造所 | 備考                            |
| 第25 - 33編成                                                   |               | 05-100形 (CT) | ◇ 05-200形 (M) | 05-300形 (T) | ◇ 05-400形 (M) | 05-500形 (Tc) | 05-600形 (Tc) | ◇ 05-700形 (M) | 05-800形 (T) | ◇ 05-900形 (M) | 05-000形 (CT) | 車籍編入日     | 車両製造所 | 備考                            |
| 主電動機出力 205 kW                                             | 4M6T          | 05-100形 (CT) | ◇ 05-200形 (M) | 05-300形 (T) | ◇ 05-400形 (M) | 05-500形 (Tc) | 05-600形 (Tc) | ◇ 05-700形 (M) | 05-800形 (T) | ◇ 05-900形 (M) | 05-000形 (CT) | 車籍編入日     | 車両製造所 | 備考                            |
| 機器配置                                                        | 機器配置      | | 制,CP | 誘 | 制 | 電 | 電 | 制,CP | | 制,CP | | 車籍編入日     | 車両製造所 | 備考                            |
| 自重                                                            | 自重          | 25.2 | 31.4 | 22.2 | 30.3 | 24.2 | 24.2 | 30.7 | 21.9 | 31.4 | 25.2 | 車籍編入日     | 車両製造所 | 備考                            |
| 定員                                                            | 定員          | 141 | 153 | 152 | 152 | 152 | 152 | 152 | 152 | 153 | 141 | 車籍編入日     | 車両製造所 | 備考                            |
| 車両番号                                                        | 8次車         | 05-125 | [椅] 05-225 | 05-325 | 05-425 | 05-525 | 05-625 | 05-725 | 05-825 | [椅] 05-925 | 05-025 | 1999年11月11日 | 川崎重工   |                                 |
| 車両番号                                                        | 8次車         | 05-126 | [椅] 05-226 | 05-326 | 05-426 | 05-526 | 05-626 | 05-726 | 05-826 | [椅] 05-926 | 05-026 | 1999年11月18日 | 川崎重工   |                                 |
| 車両番号                                                        | 8次車         | 05-127 | [椅] 05-227 | 05-327 | 05-427 | 05-527 | 05-627 | 05-727 | 05-827 | [椅] 05-927 | 05-027 | 1999年11月23日 | 川崎重工   |                                 |
| 車両番号                                                        | 9次車         | 05-128 | [椅] 05-228 | 05-328 | 05-428 | 05-528 | 05-628 | 05-728 | 05-828 | [椅] 05-928 | 05-028 | 2000年12月21日 | 近畿車輛   |                                 |
| 車両番号                                                        | 9次車         | 05-129 | [椅] 05-229 | 05-329 | 05-429 | 05-529 | 05-629 | 05-729 | 05-829 | [椅] 05-929 | 05-029 | 2001年1月20日  | 近畿車輛   |                                 |
| 車両番号                                                        | 9次車         | 05-130 | [椅] 05-230 | 05-330 | 05-430 | 05-530 | 05-630 | 05-730 | 05-830 | [椅] 05-930 | 05-030 | 2001年1月31日  | 近畿車輛   |                                 |
| 車両番号                                                        | 10次車        | 05-131 | [椅] 05-231 | 05-331 | 05-431 | 05-531 | 05-631 | 05-731 | 05-831 | [椅] 05-931 | 05-031 | 2002年3月8日   | 東急車輛   |                                 |
| 車両番号                                                        | 10次車        | 05-132 | [椅] 05-232 | 05-332 | 05-432 | 05-532 | 05-632 | 05-732 | 05-832 | [椅] 05-932 | 05-032 | 2002年3月11日  | 東急車輛   |                                 |
| 車両番号                                                        | 10次車        | 05-133 | [椅] 05-233 | 05-333 | 05-433 | 05-533 | 05-633 | 05-733 | 05-833 | [椅] 05-933 | 05-033 | 2002年3月22日  | 東急車輛   |                                 |
|                                                                 |               | | | | | | | | | | |                |            |                                 |
| 11次車-12次車                                                   | 11次車-12次車 | 05-100形 (CT) | < > 05-200形 (M) | 05-300形 (M) | 05-400形 (T) | > 05-500形 (Mc) | 05-600形 (Tc) | 05-700形 (T) | < > 05-800形 (M) | 05-900形 (M) | 05-000形 (CT) | 車籍編入日     | 車両製造所 | 備考                            |
| 第34 - 39編成                                                   |               | 05-100形 (CT) | < > 05-200形 (M) | 05-300形 (M) | 05-400形 (T) | > 05-500形 (Mc) | 05-600形 (Tc) | 05-700形 (T) | < > 05-800形 (M) | 05-900形 (M) | 05-000形 (CT) | 車籍編入日     | 車両製造所 | 備考                            |
| 主電動機出力 165 kW                                             | 5M5T          | 05-100形 (CT) | < > 05-200形 (M) | 05-300形 (M) | 05-400形 (T) | > 05-500形 (Mc) | 05-600形 (Tc) | 05-700形 (T) | < > 05-800形 (M) | 05-900形 (M) | 05-000形 (CT) | 車籍編入日     | 車両製造所 | 備考                            |
| 機器配置                                                        | 機器配置      | | 制 | 電,CP | 誘 | 制,CP | | | 制 | 電,CP | | 車籍編入日     | 車両製造所 | 備考                            |
| 自重                                                            | 自重          | 25.7 | 30.9 | 31.9 | 22.5 | 31.2 | 22.5 | 22.7 | 30.9 | 31.9 | 25.7 | 車籍編入日     | 車両製造所 | 備考                            |
| 定員                                                            | 定員          | 143 | 155 | 154 | 154 | 154 | 154 | 154 | 154 | 155 | 143 | 車籍編入日     | 車両製造所 | 備考                            |
| 車両番号                                                        | 11次車        | 05-134 | ▲[椅] 05-234 | 05-334 | 05-434 | 05-534 | 05-634 | 05-734 | ▲[椅] 05-834 | [椅] 05-934 | 05-034 | 2003年2月18日  | 川崎重工   |                                 |
| 車両番号                                                        | 11次車        | 05-135 | ▲[椅] 05-235 | 05-335 （※1） | 05-435 | 05-535 | 05-635 | 05-735 | ▲[椅] 05-835 | [椅] 05-935 | 05-035 | 2003年3月3日   | 川崎重工   | ※1 制御装置が東洋電機製         |
| 車両番号                                                        | 11次車        | 05-136 | ▲[椅] 05-236 | 05-336 | 05-436 | 05-536 | 05-636 | 05-736 | ▲[椅] 05-836 | [椅] 05-936 | 05-036 | 2003年2月18日  | 川崎重工   |                                 |
| 車両番号                                                        | 12次車        | 05-137 | ▲[椅] 05-237 | 05-337 | 05-437 | 05-537 | 05-637 | 05-737 | ▲[椅] 05-837 | [椅] 05-937 | 05-037 | 2003年11月5日  | 川崎重工   |                                 |
| 車両番号                                                        | 12次車        | 05-138 | ▲[椅] 05-238 | 05-338 | 05-438 | 05-538 | 05-638 | 05-738 | ▲[椅] 05-838 | [椅] 05-938 | 05-038 | 2003年11月11日 | 川崎重工   |                                 |
| 車両番号                                                        | 12次車        | 05-139 | ▲[椅] 05-239 | 05-339 | 05-439 | 05-539 | 05-639 | 05-739 | ▲[椅] 05-839 | [椅] 05-939 | 05-039 | 2003年12月6日  | 川崎重工   |                                 |
|                                                                 |               | | | | | | | | | | |                |            |                                 |
| 13次車                                                          | 13次車        | 05-100形 (CT) | > 05-200形 (M) | 05-300形 (M) | 05-400形 (T) | > 05-500形 (Mc) | 05-600形 (Tc) | 05-700形 (T) | > 05-800形 (M) | 05-900形 (M) | 05-000形 (CT) | 車籍編入日     | 車両製造所 | 備考                            |
| 第40 - 43編成 日立製作所A-train構体                             |               | 05-100形 (CT) | > 05-200形 (M) | 05-300形 (M) | 05-400形 (T) | > 05-500形 (Mc) | 05-600形 (Tc) | 05-700形 (T) | > 05-800形 (M) | 05-900形 (M) | 05-000形 (CT) | 車籍編入日     | 車両製造所 | 備考                            |
| 主電動機出力 165 kW                                             | 5M5T          | 05-100形 (CT) | > 05-200形 (M) | 05-300形 (M) | 05-400形 (T) | > 05-500形 (Mc) | 05-600形 (Tc) | 05-700形 (T) | > 05-800形 (M) | 05-900形 (M) | 05-000形 (CT) | 車籍編入日     | 車両製造所 | 備考                            |
| 機器配置                                                        | 機器配置      | | 制 | 電,CP | 誘 | 制,CP | | | 制 | 電,CP | | 車籍編入日     | 車両製造所 | 備考                            |
| 自重                                                            | 自重          | 24.5 | 30.3 | 32.0 | 22.2 | 30.3 | 22.3 | 22.0 | 30.5 | 32.0 | 24.5 | 車籍編入日     | 車両製造所 | 備考                            |
| 定員                                                            | 定員          | 143 | 154 | 154 | 154 | 154 | 154 | 154 | 154 | 154 | 143 | 車籍編入日     | 車両製造所 | 備考                            |
| 車両番号                                                        | 13次車        | 05-140 | [椅] 05-240 | [フ] 05-340 | [フ] 05-440 | [フ] 05-540 | [フ] 05-640 | [フ] 05-740 | [フ] 05-840 | [椅] 05-940 | 05-040 | 2004年11月21日 | 日立製作所 | 5000系57Fの置き換え             |
| 車両番号                                                        | 13次車        | 05-141 | [椅] 05-241 | [フ] 05-341 | [フ] 05-441 | [フ] 05-541 | [フ] 05-641 | [フ] 05-741 | [フ] 05-841 | [椅] 05-941 | 05-041 | 2004年11月24日 | 日立製作所 | 5000系58Fの置き換え             |
| 車両番号                                                        | 13次車        | 05-142 | [椅] 05-242 | [フ] 05-342 | [フ] 05-442 | [フ] 05-542 | [フ] 05-642 | [フ] 05-742 | [フ] 05-842 | [椅] 05-942 | 05-042 | 2005年1月4日   | 日立製作所 | 5000系63Fの置き換え             |
| 車両番号                                                        | 13次車        | 05-143 | [椅] 05-243 | [フ] 05-343 | [フ] 05-443 | [フ] 05-543 | [フ] 05-643 | [フ] 05-743 | [フ] 05-843 | [椅] 05-943 | 05-043 | 2005年3月27日  | 日立製作所 | 5000系97Fの置き換え             |
| 備考                                                            | 備考          | 3-8号車にフリースペースを設置 | 3-8号車にフリースペースを設置 | 3-8号車にフリースペースを設置 | 3-8号車にフリースペースを設置 | 3-8号車にフリースペースを設置 | 3-8号車にフリースペースを設置 | 3-8号車にフリースペースを設置 | 3-8号車にフリースペースを設置 | 3-8号車にフリースペースを設置 | 3-8号車にフリースペースを設置 |                |            |                                 |
|                                                                 |               | | | | | | | | | | |                |            |                                 |

## 廃車・譲渡
東京地下鉄では2009年（平成21年）度末から2011年（平成23年）度にかけて15000系を導入し、05系の1 - 4次車を置き換える予定と発表した。まず、2010年に第02・07 - 11編成が運用を終了し、最後まで残った第01・03 - 06・12・13編成も2011年夏で運用終了となった。このうち01・03・06・13編成の4本については上述の改造工事を実施し、千代田線北綾瀬支線用へと転用された。
第11編成は2010年5月に両先頭車2両（05-111・05-011）と05-511の3両が深川検車区行徳分室から搬出され、途中東京港から神戸港まで船舶輸送された後、近畿車輛へ陸送で搬入された。

### インドネシアへの譲渡
第02・04・05・07 - 10・12編成については2010-2012年中にインドネシアのPT Kereta Commuter Indonesiaへと譲渡され、4M4Tの8両で運用されている。なお第07編成は2014年末に事故で廃車された。

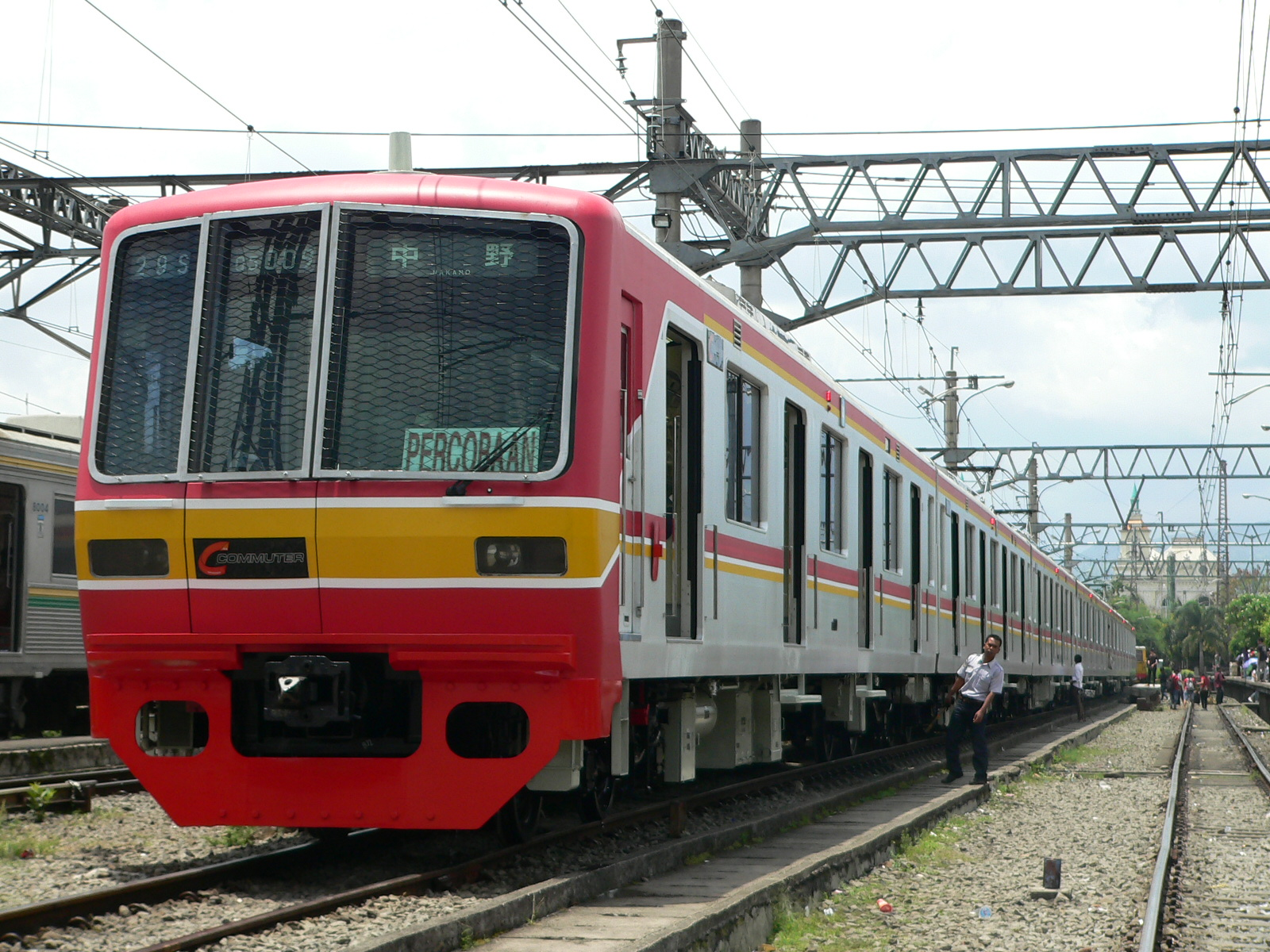
KCI譲渡後の05系（第09編成）
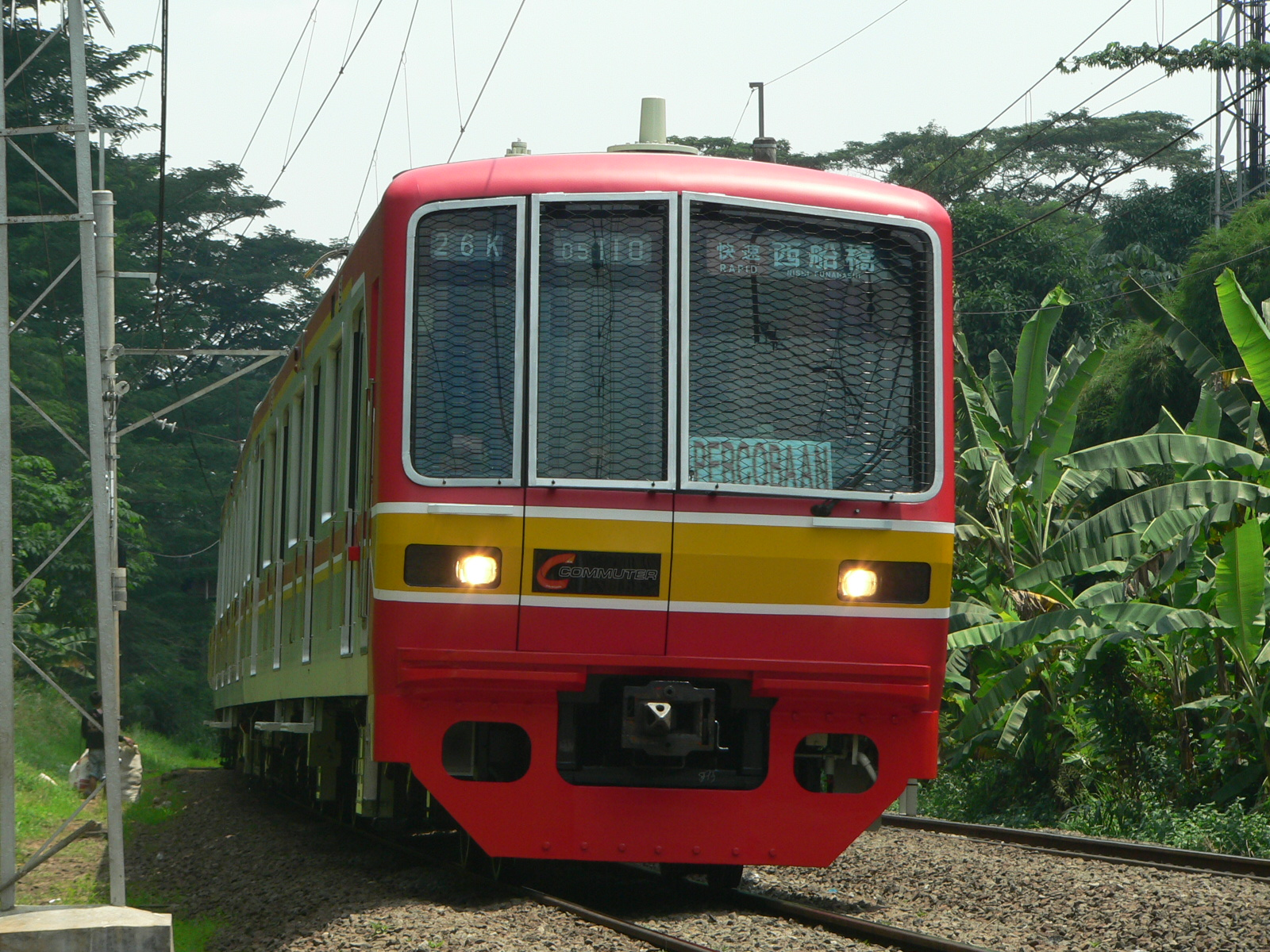
第10編成
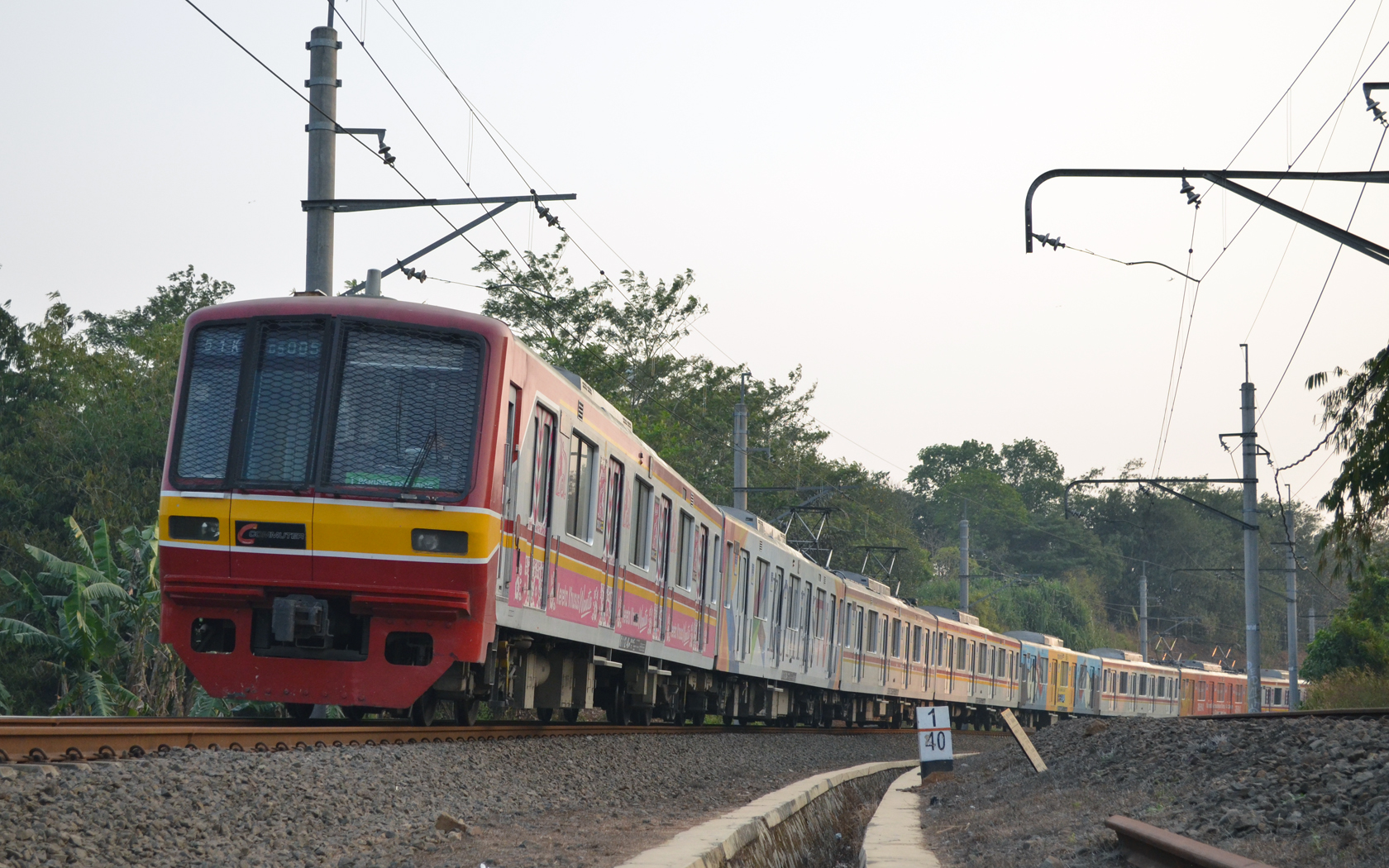
第5編成
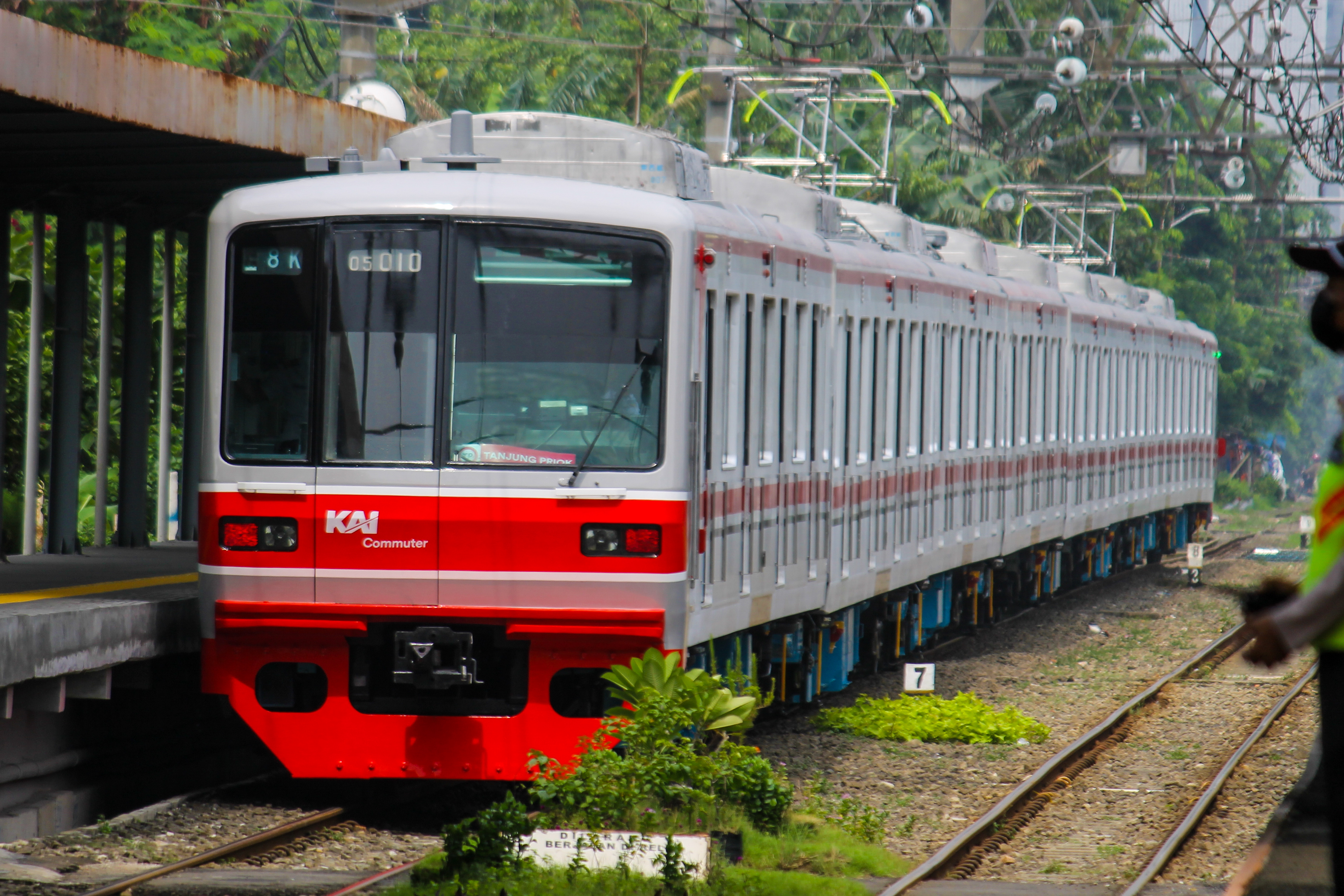
灰赤白塗装に変更された後の05系（第10編成）
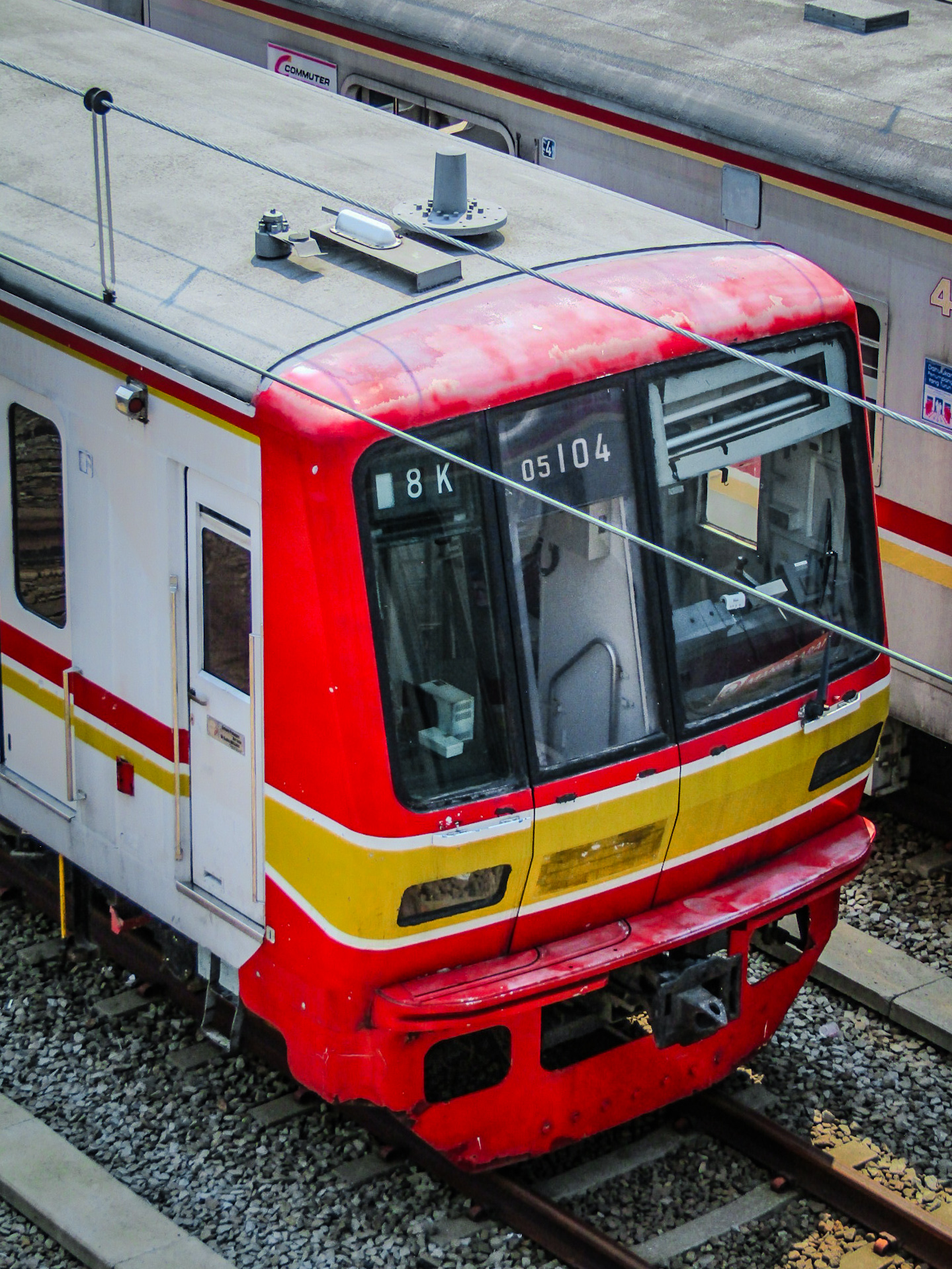
デポックの電車車両基地に留置されている第4編成